# Hemer

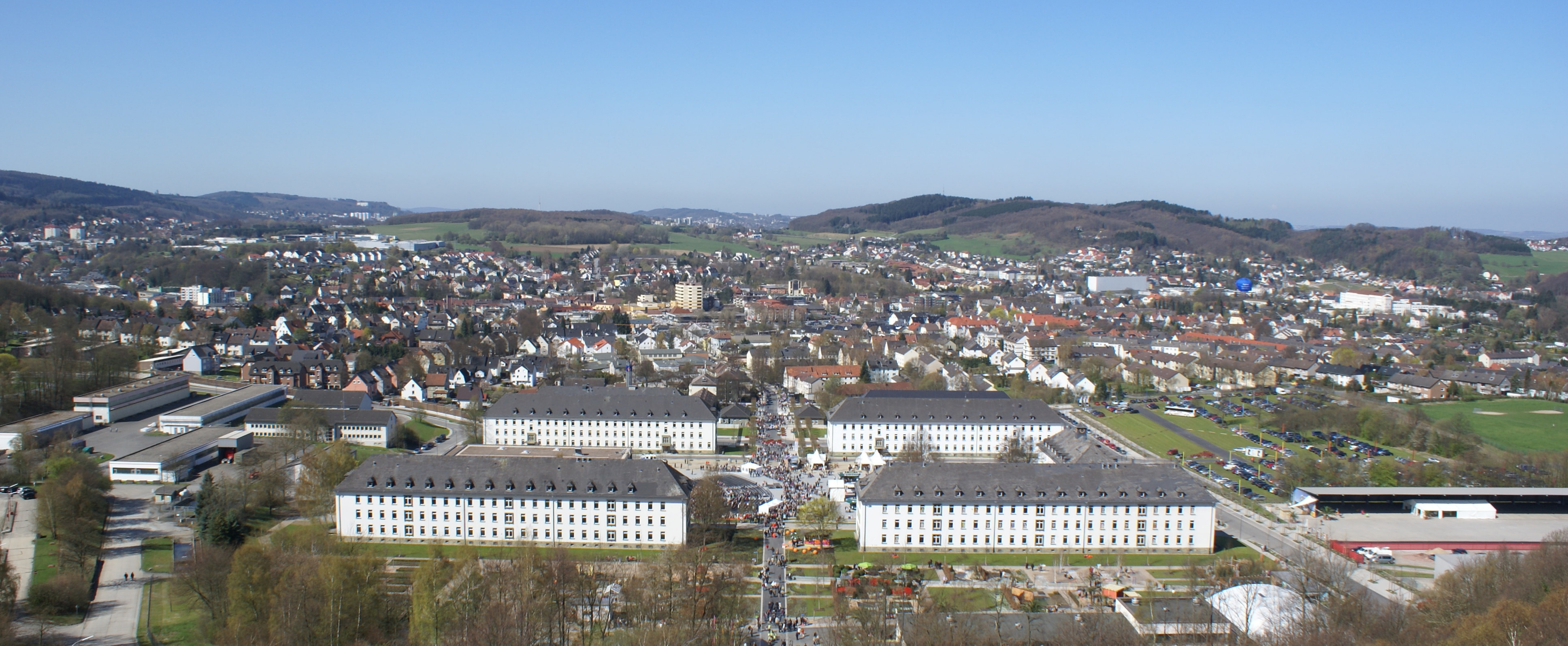
Blick vom Jübergturm über das Gelände der Landesgartenschau Hemer 2010 und die Hemeraner Innenstadt

Hemer ist eine mittlere kreisangehörige Stadt in Nordrhein-Westfalen. Sie liegt im Norden des Sauerlandes und gehört zum Märkischen Kreis.
Als Hademare wurde Hemer im Jahr 1072 erstmals urkundlich erwähnt. Mit der Einrichtung des Amtes Hemer wurden die Gemeinden des Raumes 1841 politisch vereint. Die Gemeinde Hemer entstand durch die Vereinigung der Ortsteile Ober- und Niederhemer am 1. April 1910 und erhielt 1936 die Stadtrechte. In ihrer heutigen Form besteht die Stadt seit der kommunalen Neuordnung 1975, als Hemer mit den vorher eigenständigen Gemeinden Becke, Deilinghofen, Frönsberg und Ihmert zur neuen Stadt Hemer zusammengefügt und das gleichnamige Amt aufgelöst wurde.
Überregional bekannt ist Hemer durch das in Deutschland einmalige Geotop Felsenmeer, weshalb die Stadt den Beinamen Felsenmeerstadt führt. Die Wirtschaft der Stadt ist industriell geprägt, vor allem das metallverarbeitende Gewerbe und die Papierherstellung sind historisch gewachsen. 2010 fand auf dem Gelände der ehemaligen Blücher-Kaserne die nordrhein-westfälische Landesgartenschau statt, die von mehr als einer Million Menschen besucht wurde.

## Geographie

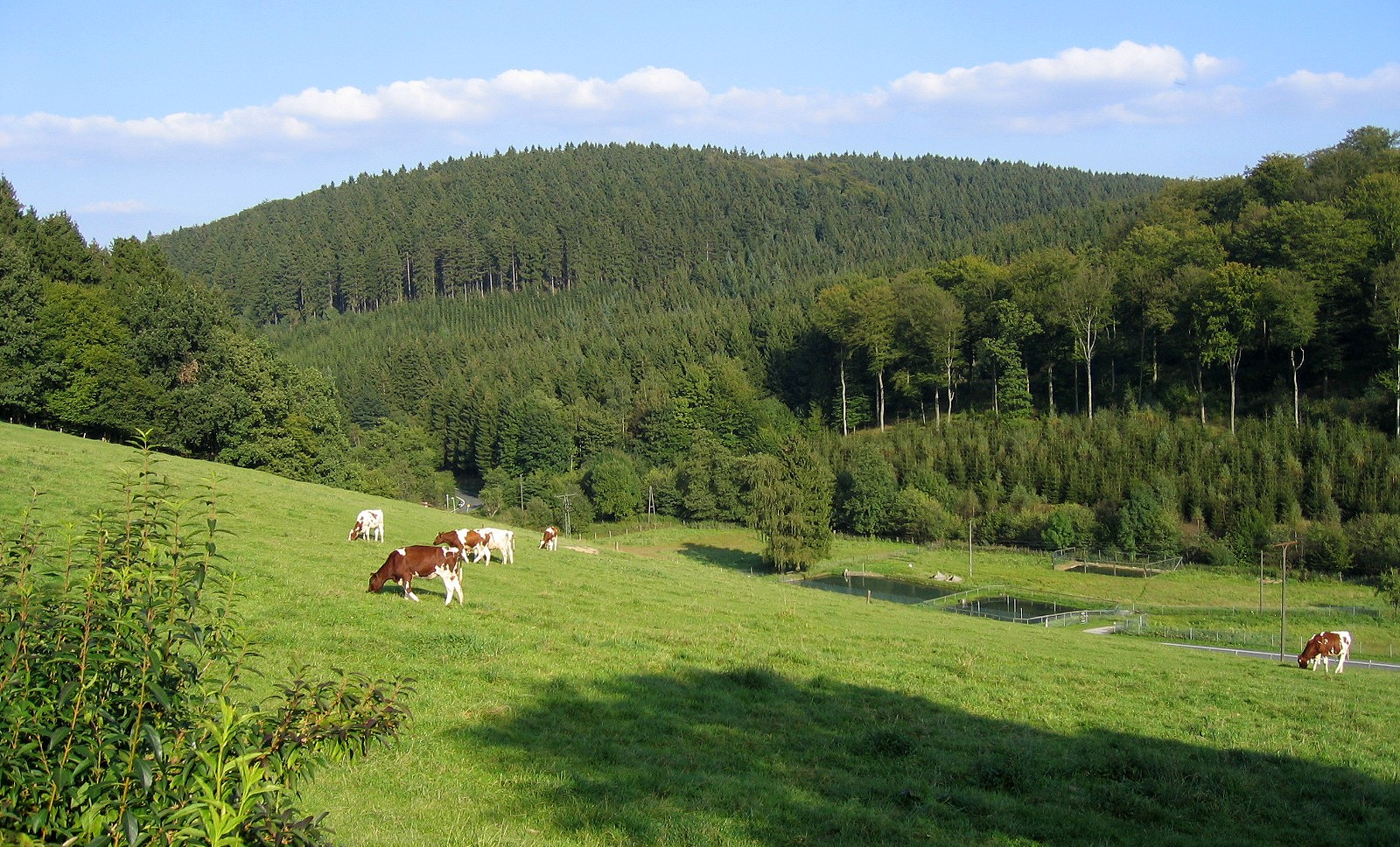
Naturpark Sauerland-Rothaargebirge im Süden Hemers

### Geographische Lage
Hemer liegt in einer von ausgedehnten Wäldern bestimmten Mittelgebirgslandschaft im Nordwesten des Sauerlandes und damit im Norden der Mittelgebirgsschwelle. Die Stadt liegt zwischen dem Ruhrtal im Norden und dem Lennetal im Süden, östlich von Iserlohn. Das Stadtgebiet bildet die südöstliche Grenze der Metropolregion Rhein-Ruhr und befindet sich in der Nähe der Großstädte Dortmund im Nordwesten, Hamm im Norden und Hagen im Westen. Größere Städte sind im Osten Arnsberg und im Süden Lüdenscheid. Hemer ist Teil des Märkischen Sauerlandes. Die höchsten Gipfel der Stadt liegen auf der an der Stadtgrenze zu Balve (Balver Wald) bis 546 m hohen Iserlohner Höhe, die sich über den Süden des Stadtgebiets erstreckt. Weitere Erhebungen des Stadtgebietes sind der Bemberg (334 m ü. NN) und der Asenberg (272 m ü. NN) im Norden, der Jüberg (304 m ü. NN) östlich der Innenstadt sowie der Hochgiebel (482 m ü. NN) und der Lohberg (473 m ü. NN) als weitere Teile der Iserlohner Höhe im Süden Hemers erwähnenswert.
Die Siedlungsschwerpunkte Hemers liegen im Tal der Oese, die das gesamte Stadtgebiet durchquert und in der Innenstadt Hemer-Bach heißt. Die Oese entspringt als Gelmecke in der südlichen Nachbarstadt Neuenrade, fließt durch das Stephanopeler Tal, durch Sundwig, Hemer und Becke, bevor sie in Menden (Sauerland) in die Hönne mündet. Der Ihmerter Bach führt durch den Südwesten der Stadt und mündet in Oberhemer in die Oese.
Der Abbabach entspringt westlich des Tannenkopfs und mündet in die Ruhr.

### Geologie

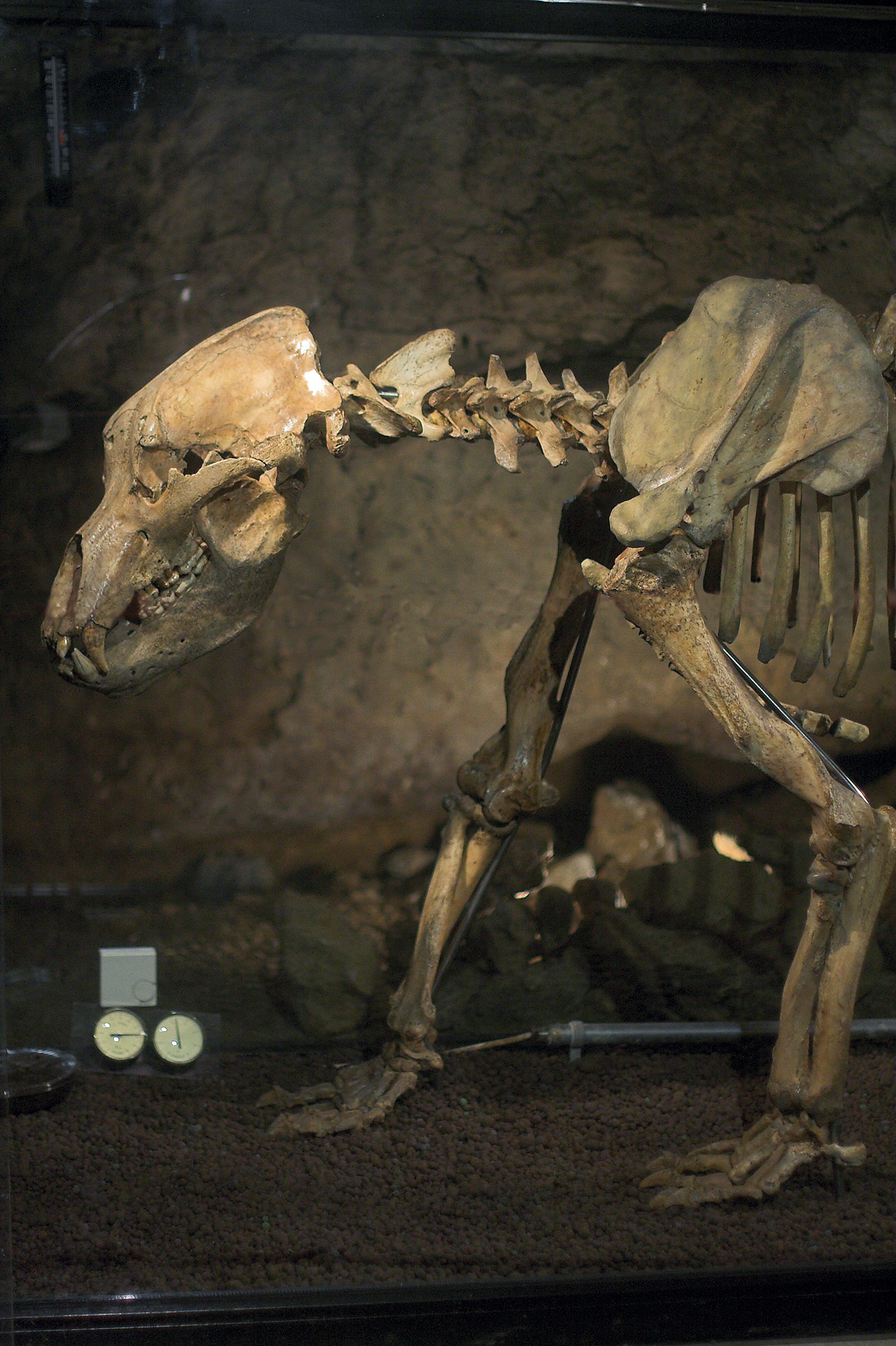
Skelett eines Höhlenbären in der Heinrichshöhle

Hemer liegt am Nordrand des Rheinischen Schiefergebirges. Die Geologie wird von Tonschiefern und Kalksteinen des Devon-Zeitalters bestimmt. Oberflächennaher Kalkstein wird in einem Steinbruch in Becke abgebaut.
Geologisch bedeutend ist vor allem das Gebiet zwischen Sundwig und Deilinghofen. Die aus dem Tertiär stammende Formation des mit Buchenwald bewachsenen Felsenmeers, das unter Naturschutz steht, hat eine zerklüftete Oberfläche. Schon im 1. Jahrtausend wurde dort in einem der ältesten Bergbaugebiete Westfalens Eisensandstein abgebaut. Dem in Deutschland einzigartigen Geotop verlieh der Geologische Dienst NRW 2005 den Titel Bedeutendes geologisches Denkmal.
Innerhalb des Perick-Höhlensystems in direkter Nachbarschaft zum Felsenmeer befinden sich zahllose Höhlen sowie Schächte, die vom früheren Bergbau stammen. Die größte Höhle trägt den Namen Alte Höhle, weil sie bereits im 15. Jahrhundert entdeckt wurde. Über Jahrhunderte wurde sie für verschiedene Zwecke, beispielsweise als Ausflugsziel und als Luftschutzraum genutzt. Sie ist heute erheblich beschädigt. 1952 wurde sie für die Öffentlichkeit gesperrt. Die Heinrichshöhle, eine Tropfsteinhöhle, wurde erst im 18. Jahrhundert entdeckt und ist seit dem 22. Mai 1904 Schauhöhle.

### Ausdehnung des Stadtgebiets
Die längste Nord-Süd-Ausdehnung des Stadtgebiets beträgt etwa 11,3 Kilometer, von West nach Ost 8,1 km. Der Norden ist von den waldreichen Erhebungen des Mendener Hügellandes rund um den Gaxberg (250 m ü. NN) geprägt. Die Hügel fallen zum Tal der Oese und der Iserlohner Kalksenke bis auf eine Höhe von 160 Meter (niedrigster Punkt Hemers in der Nähe der Edelburg) ab. Dieser Bereich ist dicht besiedelt und eher waldarm, während der gesamte Süden bis auf die beiden Täler von Ihmert und Stephanopel wenig besiedelt und waldreich ist. Die Gipfel erreichen eine Höhe bis knapp 550 Meter und gehören als Teil der Iserlohner Höhe größtenteils zum Naturpark Sauerland-Rothaargebirge und zum Landschaftsschutzgebiet Märkischer Kreis.
54,3 % des Stadtgebiets entfallen auf Waldflächen, 23,4 % sind landwirtschaftliche Flächen. 19,1 % sind Siedlungen und Verkehrsflächen.

### Nachbargemeinden
Nachbarstädte sind Iserlohn im Westen, Menden (Sauerland) im Norden, Balve im Osten sowie Neuenrade und Altena im Süden. Alle gehören zum Märkischen Kreis. Mit den Städten Iserlohn, Menden und Balve bildet Hemer ein Städtenetz zur Verbesserung der wirtschaftlichen und politischen Zusammenarbeit. Die Wirtschaftsinitiativen der vier Kommunen haben sich zur Wirtschaftsinitiative Nordkreis zusammengeschlossen.

### Stadtgliederung

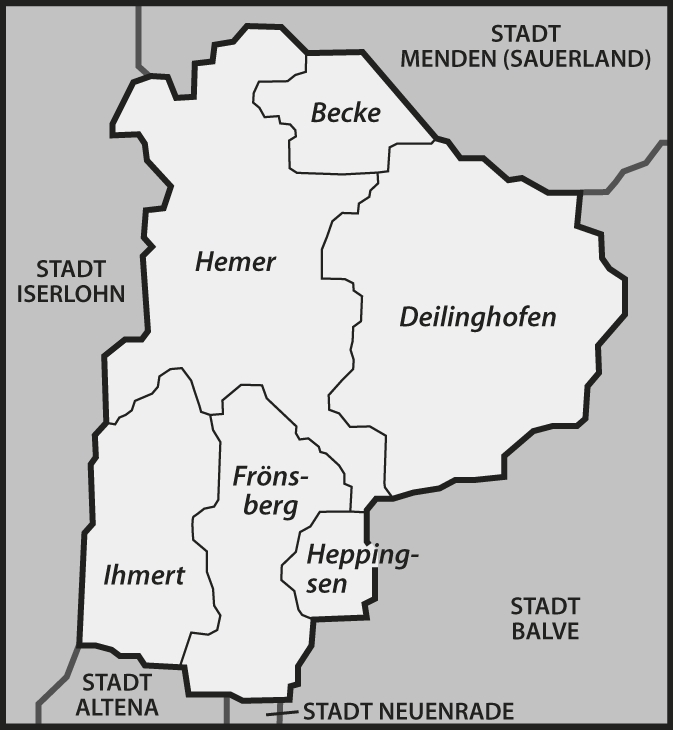
Die ehemaligen Gemeinden im heutigen Stadtgebiet von Hemer

Offiziell ist Hemer nicht in Ortsteile gegliedert. Allerdings haben sowohl die ehemaligen Gemeinden als auch manche kleinere Siedlungen ihre eigene Identität:
- Becke mit den Ortschaften Brelen, Edelburg, Höcklingsen, Mesterscheid, Oese und Urbecke
- Deilinghofen mit den Ortschaften Deilinghofen, Habichtseil, Hembecke, Hohenstein, Langenbruch und Nieringsen sowie den Ortsteilen der ehemaligen Gemeinde Brockhausen: Apricke, Bäingsen, Brockhausen, Hönnetal, Klusenstein und Riemke
- Frönsberg mit den Ortschaften Beckmerhagen, Ebberg, Frönsberg, Heppingsen, Heppingserbach, Hültershagen, Ispei, Rohland, Stephanopel, Wachmecke und Winterhof
- Hemer mit den Ortsteilen der ehemaligen Gemeinden
  - Landhausen: Landhausen und Stübecken
  - Niederhemer: Haus Hemer, Hemerhardt und Niederhemer
  - Oberhemer
  - Sundwig: Dieken, Grüntal, Sundwig, Sundwigerbach und Wenhagen
  - Westig: Westig, Westigerbach und Wiehagen
- Ihmert mit den Ortschaften Bredenbruch, Diekgraben, Elfenfohren, Im Hasberg, Holmecke, Ihmert, Ihmerterbach, Johannistal, Rottmecke, Stemmessiepen, Sülberg, Tütebelle, Westendorf
- zusätzlich ein Teil der ehemaligen Gemeinde Evingsen (heute Altena): Heide, Heidermühle, Hüingsen, Schwarzpaul und Stodt

Ein Waldgebiet östlich von Heppingsen gehörte bis 1975 zur Gemeinde Garbeck im Amt Balve und ist seitdem Teil der Stadt Hemer.

### Klima
Die Stadt liegt in einer gemäßigten Klimazone. Das Klima ist atlantisch geprägt. Der Juli ist mit durchschnittlich 16,7 Grad Celsius der wärmste und der Januar mit 1,4° der kälteste Monat. Die mittlere Jahrestemperatur liegt bei 8,9°. Die durchschnittliche Niederschlagsmenge beträgt 1025 Millimeter. Sie ist im Juni mit einer durchschnittlichen Niederschlagsmenge von 108 mm am größten.
Der Sommer 2006 war der extremste seit Beginn der Wetteraufzeichnungen. Nach Temperaturrekorden im Frühsommer kam es im Juli zu den schwersten Überschwemmungen seit rund 250 Jahren. Besonders schwer betroffen war der Ortsteil Becke, der in einer relativ ebenen Kalksenke liegt. Niederhemer war bis in die 1980er Jahre häufig von Hochwasser betroffen, woraufhin Schutzvorrichtungen um die Oese installiert wurden. Im Januar 2007 war Hemer besonders stark vom Orkan Kyrill betroffen. Rund 400.000 Festmeter Holz wurden im Stadtgebiet zerstört, einige Ortsteile waren für Stunden von der Außenwelt abgeschnitten.
|                        | Jan  | Feb  | Mär  | Apr  | Mai  | Jun  | Jul  | Aug  | Sep  | Okt  | Nov  | Dez  |   |       |
| Mittl. Temperatur (°C) | 1,4  | 1,8  | 4,4  | 7,6  | 12,2 | 15,2 | 16,7 | 16,3 | 13,5 | 10,0 | 5,2  | 2,5  | ⌀ | 8,9   |
| Mittl. Tagesmax. (°C)  | 3,2  | 4,6  | 7,8  | 12,2 | 16,9 | 19,8 | 21,6 | 21,4 | 17,2 | 12,8 | 6,9  | 3,4  | ⌀ | 12,4  |
| Mittl. Tagesmin. (°C)  | −0,5 | −0,3 | 1,5  | 3,9  | 8,1  | 10,5 | 12,7 | 12,5 | 9,6  | 6,7  | 3,1  | 0,0  | ⌀ | 5,7   |
|                        |      |      |      |      |      |      |      |      |      |      |      |      |   |       |
| Niederschlag (mm)      | 88   | 71   | 90   | 77   | 85   | 108  | 95   | 76   | 77   | 69   | 90   | 99   | Σ | 1025  |
|                        |      |      |      |      |      |      |      |      |      |      |      |      |   |       |
| Sonnenstunden (h/d)    | 1,8  | 2,5  | 3,5  | 5,1  | 5,8  | 6,4  | 6,1  | 5,9  | 4,6  | 3,6  | 1,7  | 1,5  | ⌀ | 4     |
|                        |      |      |      |      |      |      |      |      |      |      |      |      |   |       |
| Regentage (d)          | 18,7 | 17,8 | 19,3 | 14,2 | 15,5 | 15,2 | 17,0 | 14,5 | 15,8 | 16,8 | 20,9 | 19,4 | Σ | 205,1 |

| −0,5 |

| −0,3 |

| 1,5 |

| 3,9 |

| 8,1 |

| 10,5 |

| 12,7 |

| 12,5 |

| 9,6 |

| 6,7 |

| 3,1 |

| 0,0 |

| −0,5 |

| −0,3 |

| 1,5 |

| 3,9 |

| 8,1 |

| 10,5 |

| 12,7 |

| 12,5 |

| 9,6 |

| 6,7 |

| 3,1 |

| 0,0 |

| N i e d e r s c h l a g | 88  | 71  | 90  | 77  | 85  | 108 | 95  | 76  | 77  | 69  | 90  | 99  |
|                         | Jan | Feb | Mär | Apr | Mai | Jun | Jul | Aug | Sep | Okt | Nov | Dez |

## Geschichte

### Frühgeschichte
Wenn auch altsteinzeitliche Funde aus dem Hönnetal, vor allem in der Volkringhauser und der Balver Höhle, teilweise 70.000 Jahre zurückreichen, so lassen sich doch erst mit der Bronzezeit menschliche Spuren im Raum Hemer nachweisen.
Aus der mittleren Bronzezeit stammt ein 1980 im Zuge einer Notgrabung an der A 46 untersuchter Fund von Knochenbrand, der mit einem Steinkranz umgeben war. Grabhügel im heutigen Niederhemer beweisen, dass um 1250 v. Chr. Hirten und Bauern das Gebiet bewohnten. Aus der Eisenzeit stammt eine Nadel aus Hemer-Deilinghofen. Die bronzene Doppelnadel aus der Burghöhle unterhalb der Burg Klusenstein wurde zusammen mit einer zweiten, gleichartigen Nadel gefunden. Dort fand sich auch eine Ente aus Bronze. Bernsteinschmuckfunde aus den Höhlen, besonders des Hönnetals, belegen darüber hinaus Handelsbeziehungen zum Ostseeraum.
Zwischen 600 und 100 v. Chr. lag das Gebiet unter keltischem Einfluss, bevor Gruppen, die spätestens im 4. Jahrhundert in den Franken aufgingen, die Region besiedelten. Etwa aus dem Jahr 650 n. Chr. stammt ein Grab, das 1951 in der heutigen Stadtmitte gefunden wurde. Schon damals trug die Siedlung vermutlich den Namen Hademare, aus dem sich später Hemer entwickelte. Sachsen eroberten ab 700 das Gebiet. Ab 777 wurde es von Franken unter Karl I. erobert, die Sachsen bis 805 unterworfen und zwangsweise getauft.
Mit den fränkischen Reichsteilungen, vor allem dem Vertrag von Verdun (843), kam das Gebiet zunächst an das Ostfrankenreich, aus dem das Heilige Römische Reich hervorging.

### Von der Ersterwähnung bis zum Dreißigjährigen Krieg

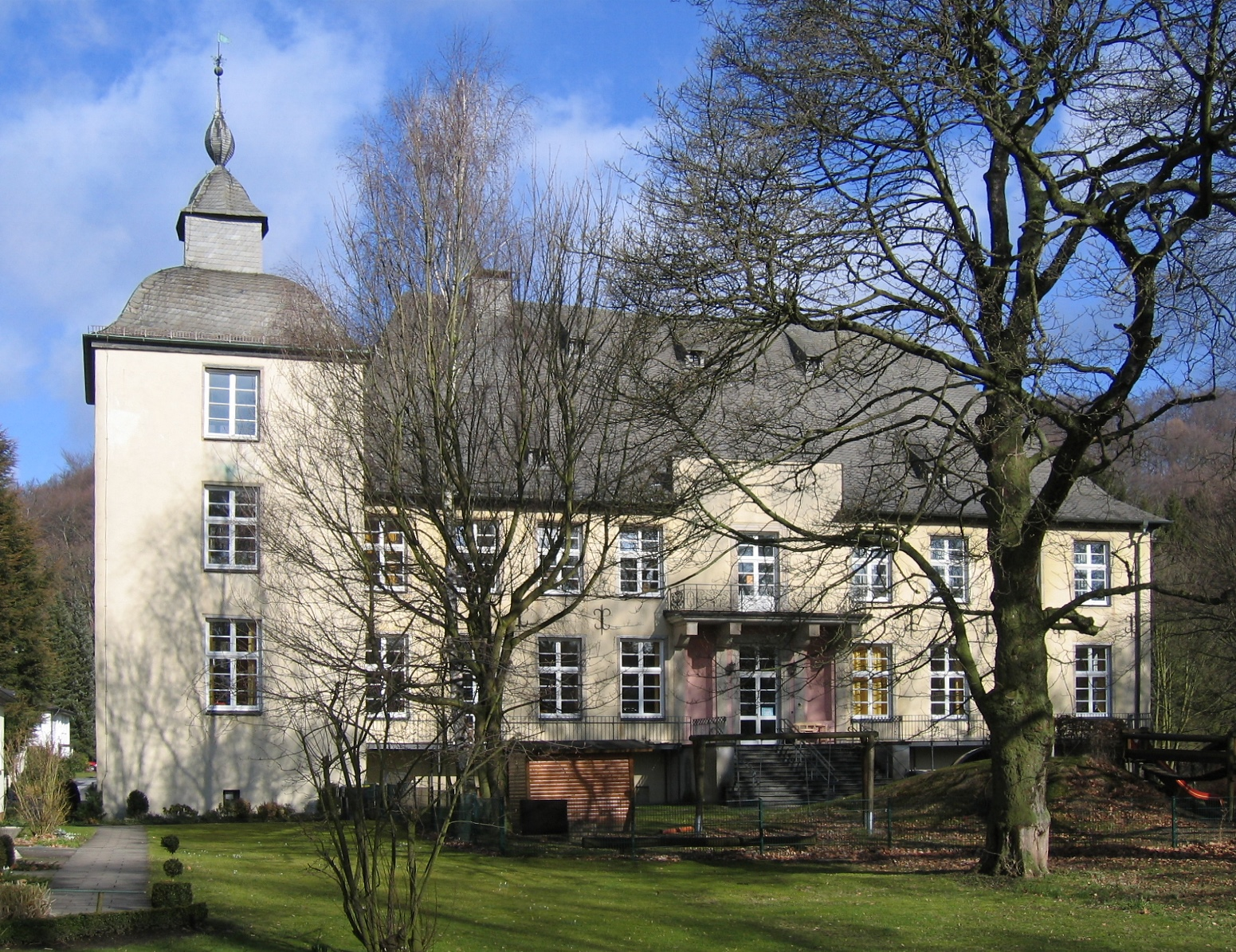
Haus Hemer

Die erste urkundliche Erwähnung Hemers datiert auf das Jahr 1072, als in einer Urkunde des Erzbischofs von Köln für das Kloster Grafschaft drei Haupthöfe erwähnt wurden, die im heutigen Hemeraner Stadtgebiet lagen. Ein Hof lag in Niederhemer und hatte durch eine nach St. Vitus geweihte Eigenkirche eine besondere Bedeutung. Die Vituskirche wurde wahrscheinlich von den Ekbertinern gegründet und gelangte später an das Erzbistum Köln. Dabei wurde Hemer in die Urpfarre Menden eingegliedert, von der es sich 1124 löste. Der zweite Haupthof, der ebenfalls als Hademare bezeichnet wurde, lag in Oberhemer. Heute sind die Güter als Haus Hemer beziehungsweise Hedhof bekannt. Der Haupthof Bredenole oder Pretinholo lag im heutigen Brelen. Vom Bauwerk sind nur noch Überreste sichtbar, einige Teile des Mauerwerks wurden im 16. Jahrhundert zum Bau der Edelburg genutzt. Allen drei Haupthöfen waren eine Reihe von kleineren Höfen unterstellt. Im 11. Jahrhundert wurde Landhausen (als Lantensele) und 1140 Sundwig erstmals urkundlich erwähnt, Westig folgte 1200.
Im 14. Jahrhundert hieß die Siedlung Hedemer, woraus 1538 erstmals nachweisbar Hemer wurde. Seit 1350 gehörte Hemer zur Grafschaft Mark und diente vor allem zum Schutz der befestigten Stadt Iserlohn. Rittersitze im Stadtgebiet wie die noch existierende Burg Klusenstein im Hönnetal sollten die Grenze der Grafschaft zum Herzogtum Westfalen absichern. Der Ortskern Hemers entstand erst in den 1970er-Jahren, als die historisch gewachsenen Zentren von Nieder- und Oberhemer miteinander verbunden wurden.

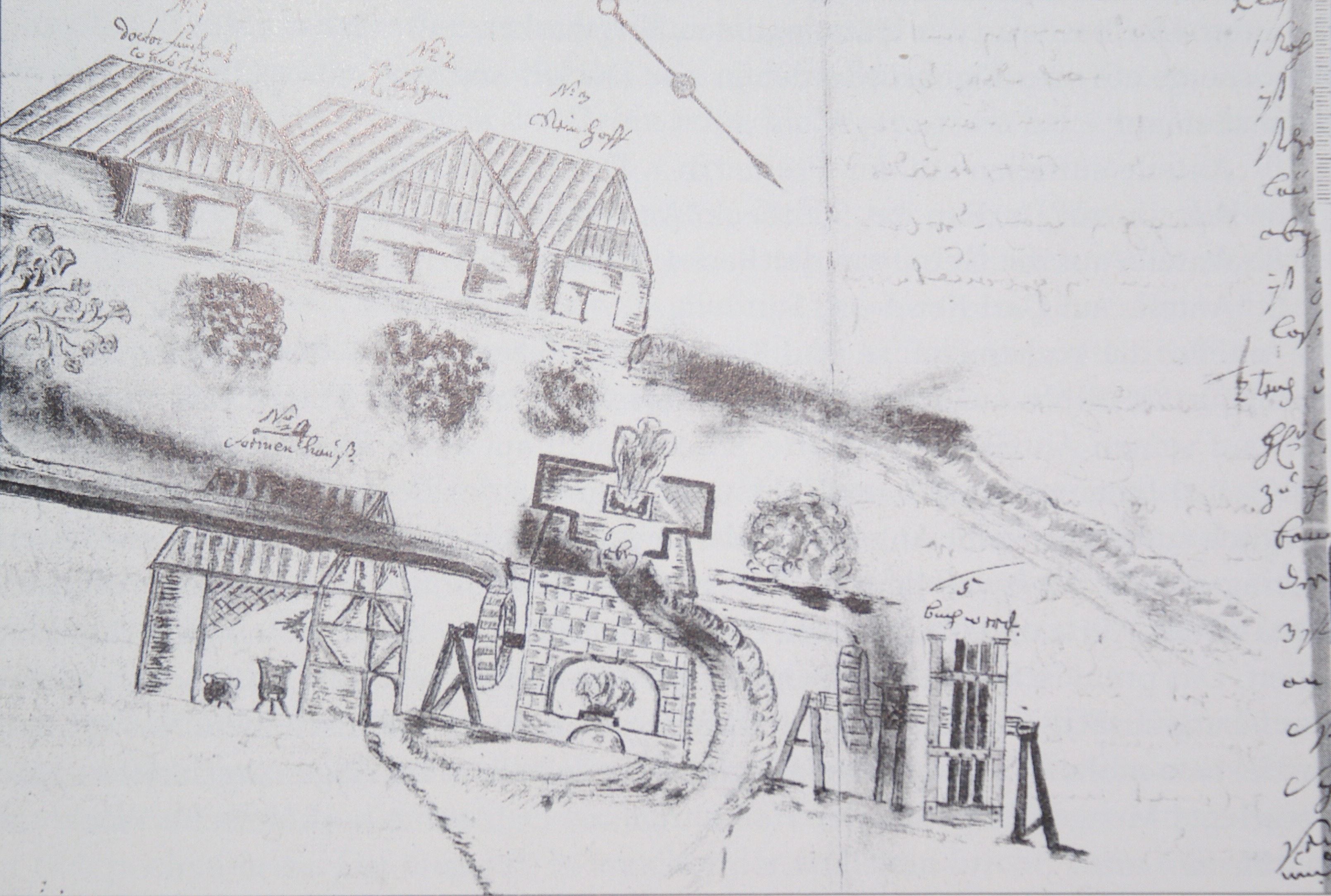
Metallverarbeitung gibt es in Hemer seit dem 16. Jahrhundert, hier die Sundwiger Eisenhütte 1742

Im 15. Jahrhundert war der Raum relativ dicht besiedelt, aber weiterhin vor allem bäuerlich geprägt. Funde aus dem Felsenmeer zeigen jedoch, dass schon um 950 – womöglich noch früher – Bergbau in Hemer betrieben wurde. Das Eisenerz mit einem relativ hohen Eisenanteil von 60 Prozent wurde ab dem 13. Jahrhundert zur Eisenproduktion in Hochöfen genutzt. Die metallverarbeitende Industrie, vor allem die Drahtindustrie, entstand im 16. Jahrhundert und nutzte erstmals die Wasserkraft. 1567 wurde die erste Papiermühle Westfalens in Hemer in Betrieb genommen. Etwa gleichzeitig begann der Galmei-Abbau im Nordwesten des heutigen Hemers.
1447 gehörte Hemer zu den Schauplätzen der Soester Fehde, bei der der Hedhof in Oberhemer besonders stark beschädigt wurde. Keinem Gut im Iserlohner und Hemeraner Raum wurde in einer Urkunde von 1448 eine höhere Schadenssumme zugesprochen. Nach dem Schatzbuch der Grafschaft Mark aus dem Jahr 1486 war Hemer zu dieser Zeit ein Teil des „Ampt van Loyn“ (Iserlohn). Bauerschaften auf dem heutigen Stadtgebiet waren Ihmert mit 17, Landhausen mit drei, Hemer mit vier sowie Mesterscheid mit 43 steuerpflichtigen Gütern. Unter dem Mesterscheid waren unter anderem Höfe in Edelburg, Höcklingsen, Westig und Sundwig. Der Bauerschaft Deilinghofen gehörten zahlreiche Höfe an den Wohnplätzen der späteren Gemeinde Deilinghofen an. Das Gut Fromesbert im späteren Frönsberg wurde 1485 von Johann II. an Johann von Wrede übergeben. Nachdem dieser das Gebäude ausbaute, erklärte Johann III. 1517 sein Anrecht auf das Gut. Die Söhne Wredes verwiesen daraufhin auf ihre Verdienste für den Herzog und erhielten das Gut endgültig.
In der Reformation wechselte nahezu die gesamte Kirchengemeinde 1567 zur protestantischen Konfession. 1614 fiel die Ortschaft durch Erbschaft an die Hohenzollern und damit an Preußen, zu dem es  – mit Ausnahme der Herrschaft Napoleons – bis 1945 bzw. bis zur formalen Auflösung 1947 gehörte (Kontrollratsgesetz Nr. 46).
Kurz vor dem Dreißigjährigen Krieg brach 1616 die Pest aus, erneut 1620, 1623 und 1626. Von 1623 bis 1624 war der Hemeraner Raum Standort spanischer Truppen. Die Kriegshandlungen unterbrachen zwar einige Jahre den weiterentwickelten und produktiven Bergbau, doch insgesamt litt die Region weniger als andere Teile des Reiches.

### Vom Gericht zum Amt Hemer
Im seit 1614 preußischen Ort wurde mit einem Vertrag und einer Lehnsurkunde am 28. April 1647 das Patrimonialgericht Hemer eingerichtet. Der Gerichtsbezirk umfasste das Kirchspiel Hemer mit den Bauerschaften Niederhemer, Oberhemer, Landhausen, Westig, Sundwig und Becke sowie die Adels- oder Rittersitze Haus Hemer, Edelburg, Frönspert und Brelen. Hemer löste sich damit aus dem Gericht Iserlohn und war Teil des neu geschaffenen Amts Iserlohn. Die Gerichtsherren waren die Erben von Arnolt Freiherr von Wachtendunk, der bis zu seinem Tod in Haus Hemer residiert hatte. 1660 übernahm die Familie Brabeck den Gerichtsvorsitz. Haus Hemer wurde nicht nur Sitz des Gerichts, sondern auch der Herrlichkeit Hemer. Damit konnten die Gerichtsherren auch teilweise selbstständig Gesetze erlassen und die Verwaltung ausüben.
In der zweiten Hälfte des 17. Jahrhunderts gehörte Hemer zu den Schauplätzen des Holländischen Kriegs. Nach einem großen Feuer 1668 brannte Niederhemer 1779 noch einmal ab. Die Familie von Brabeck hatte für die Kirchengemeinde in Hemer besondere Bedeutung, als der Hildesheimer Fürstbischof Jobst Edmund von Brabeck 1700 in unmittelbarer Nachbarschaft der Vituskirche die katholische Pfarrkirche St. Peter und Paul stiftete. 1818 wurde die Vituskirche abgerissen und am Ebberg ein neues evangelisches Gotteshaus gebaut.
Ab 1701 gehörte Hemer zum Königreich Preußen. Der wachsende Einfluss der Regierung schwächte die Bedeutung des Gerichts Hemer, da der Staat vermehrt Zuständigkeiten übernahm. Strafgelder wurden nun etwa vermehrt vom Landrat und nicht mehr vom Gerichtsherren festgelegt. Im Gericht Hemer wurde das letzte Urteil vermutlich im Jahr 1809 gesprochen. Insgesamt waren dort neun verschiedene Richter tätig.
Wirtschaftlich war Hemer um 1800 mit 14 Papiermühlen eines der Zentren der Papierindustrie in Preußen. Die Familie von der Becke hatte seit 1698 Wirtschaftsbetriebe in Hemer. 1712 erhielt sie vom preußischen König das Privileg zur Herstellung von Fingerhüten und baute eine Fabrik auf, die zu Beginn des 19. Jahrhunderts die größte Europas war.
Gegen Ende des 18. Jahrhunderts litt die lokale Industrie unter dem Ersten Koalitionskrieg. Das Herzogtum Berg und Frankreich waren Hauptabnehmer der Produkte der metallverarbeitenden Industrie Hemers, das damals zum wichtigsten Wirtschaftsgebiet Preußens gehörte. Im Laufe des Krieges wurden in Frankreich Einfuhrverbote erlassen, so dass ein Großteil der Produktion zusammenbrach.
Unter der Herrschaft Napoleons wurde Hemer 1806 wie die gesamte Grafschaft Mark Teil des Großherzogtums Berg. Hemer bildete eine eigenständige Mairie im Kanton Iserlohn, der selbst Teil des Départements Ruhr wurde. Die Stimmung in der Bevölkerung war bei weiterhin schlechter wirtschaftlicher Lage kämpferisch, da sich viele Hemeraner noch stärker mit dem preußischen Königshaus als mit den französischen Herrschern verbunden fühlten. Während der Völkerschlacht bei Leipzig wurde in Niederhemer zum Beispiel der französische Adler der Mairie verbrannt, obwohl die Stadt noch im französischen Machtbereich lag. Mit dem Wiener Kongress 1815 endete die französische Herrschaft über Hemer und die Mairie wurde zur Bürgermeisterei in der preußischen Provinz Westfalen, der drei Steuergemeinden unterstellt waren (Hemer, Deilinghofen und Evingsen).
1841 wurde das Amt Hemer eingerichtet, das die Gemeinden Becke, Brockhausen, Calle, Deilinghofen, Evingsen, Frönsberg, Ihmert, Kesbern, Landhausen, Lössel, Niederhemer, Oberhemer, Sundwig und Westig umfasste. 1867 wurde die gemeinsame Amtssparkasse Hemer und das Amtskrankenhaus eröffnet. Während der Märzrevolution wurde eine Bürgerwehr aufgestellt.
Die Industrie profitierte von der Anbindung an den Eisenbahn-Fernverkehr im Jahre 1882 mit der Strecke Menden–Unna, die drei Jahre später über Iserlohn bis nach Letmathe erweitert wurde.

### Hemer bis zur Stadtwerdung

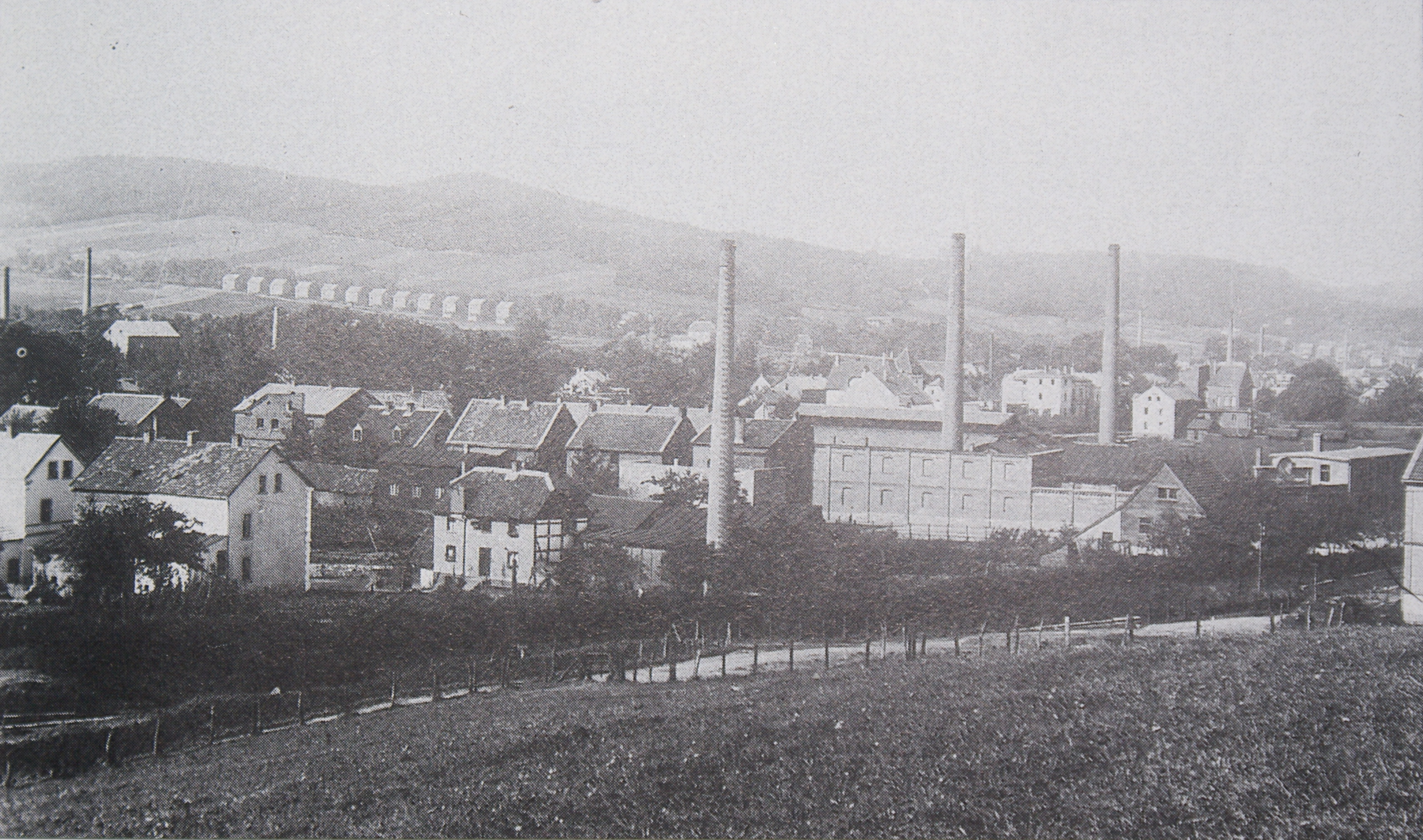
Überblick über Oberhemer und Hemerhardt, 1903. Im Hintergrund: Die „Zwölf Apostel“, die ersten Sozialwohnungen Hemers.

Am 1. April 1910 wurden Niederhemer und Oberhemer zur Gemeinde Hemer zusammengefasst. Pläne zur Schaffung der neuen Gemeinde waren seit dem Ende des Jahres 1908 verfolgt worden. Oberhemer wies mehr Fabriken auf als die Nachbargemeinde, so dass mit den damit verbundenen Steuereinnahmen mehr Geld in die Infrastruktur investiert werden konnte. Mit der Vereinigung profitierte seitdem auch Niederhemer von der lokalen Industrie. Gleichzeitig begannen Überlegungen, auch Sundwig, Westig und Landhausen nach Hemer einzugemeinden. Durch den Beginn des Ersten Weltkriegs verzögerte sich die Umsetzung allerdings.
Nach Ausbruch des Ersten Weltkriegs herrschte, wie im gesamten Reich, in weiten Teilen Hemers Euphorie, so dass sich bereits in der ersten Kriegswoche rund 150 Hemeraner freiwillig zum Kriegsdienst meldeten. Die Ernüchterung wurde in den folgenden Monaten vor allem von Gefallenenmeldungen ausgelöst. Bis Ende 1915 waren etwa 200 der 2.877 eingezogenen Hemeraner umgekommen. Die lokale Industrie stellte ihre Produktion auf Rüstungsprodukte um und erreichte so höhere Gewinne als in den Jahren zuvor. Andererseits litt die Zivilbevölkerung unter unzureichender Versorgung und Epidemien. So starben in Hemer im Winter 1917/18 über 100 Menschen an der Grippe.
Nach Kriegsende entstanden in Hemer und den amtsangehörigen Gemeinden Arbeiter- und Bauernräte, die jedoch nicht revolutionär agierten, sondern sich stattdessen als kontrollierende Gremien verstanden. Auch die Parteien bildeten sich langsam wieder. Während der Ruhrbesetzung wurde Hemer Zielort einiger Flüchtlinge, Fabrikarbeiter litten zugleich unter Kurzarbeit, weil wichtige Kunden der Hemeraner Industrie im Ruhrgebiet lagen. Zahlreiche Streiks prägten das Arbeitsleben gegen 1920. In den darauffolgenden Jahren der Inflation druckte neben der Amtssparkasse auch ein Sundwiger Wirt – aus Werbezwecken – Notgeld, das wenig später verboten wurde.
Am 1. August 1929 wurden Landhausen, Sundwig und Westig sowie die nicht nach Iserlohn eingemeindeten Teile der Gemeinde Calle im Rahmen der gesamtpreußischen Gebietsreformen eingegliedert. Schon vor Beginn des Ersten Weltkriegs bildeten die Gemeinden eine wirtschaftliche und teilweise auch städtebauliche Einheit. Die übrigen Teile von Calle wurden Ortsteil von Iserlohn, das auch Interesse an einer Eingemeindung Westigs geäußert hatte. Im gleichen Jahr wurde Brockhausen mit Deilinghofen zusammengeführt, überwiegend weil sich eine eigenständige Verwaltung für die 588 Einwohner große Landgemeinde Brockhausen nicht mehr lohnte.
Die Industrie spürte etwa seit dem Jahr 1927 die ersten Auswirkungen der Weltwirtschaftskrise, als einige Unternehmen ihre Produktion einschränkten oder ganz beendeten. 1929 wurden besonders viele Facharbeiter in der metallverarbeitenden Industrie entlassen. Der Höhepunkt der Krise war schließlich 1931/32 erreicht, als viele Industriebetriebe schließen mussten. Ende 1931 arbeiteten so nur noch 2800 Arbeiter in der Hemeraner Industrie, drei Jahre zuvor waren es noch 4200 Arbeitnehmer gewesen. Gleichzeitig stieg die Arbeitslosigkeit auf 2100 Personen im Amt Hemer, wobei die Gemeinde Hemer am stärksten betroffen war.
Die Jahre nach der Eingemeindung von Landhausen, Sundwig und Westig waren durch viele Bauprojekte geprägt. Mehrere hundert Wohnungen wurden dabei ebenso errichtet wie katholische Kirchenbauten in Becke, Bredenbruch und Westig sowie ein evangelisches Gemeindehaus in Westig. Des Weiteren erfuhr das Krankenhaus eine Erweiterung. Die Bauarbeiten förderten die Stadtwerdung, belasteten andererseits den Haushalt. Bei der Reichstagswahl 1930 lag die NSDAP ein Prozent vor der KPD und wurde damit stärkste politische Kraft. Die NSDAP im Amt Hemer hatte ihre Hochburg in Evingsen, wo sie bereits bei Wahlen 1924 stärkste Partei geworden war. Nach der Machtergreifung war der Widerstand in den vormaligen KPD-Hochburgen Sundwig und Westig am größten.
Am 19. April 1935 und nach der neuen Deutschen Gemeindeordnung erneut am 6. September beantragte die Gemeinde Hemer, zur Stadt erhoben zu werden. Am 30. Januar 1936 wurde der Großgemeinde das Stadtrecht verliehen, der Regierungspräsident Ludwig Runte überreichte die Urkunde am 25. April 1936. Parallel erhielten Amt und Stadt Hemer ihre Wappen.

### Stammlager, Kasernen, Zwangsarbeiter

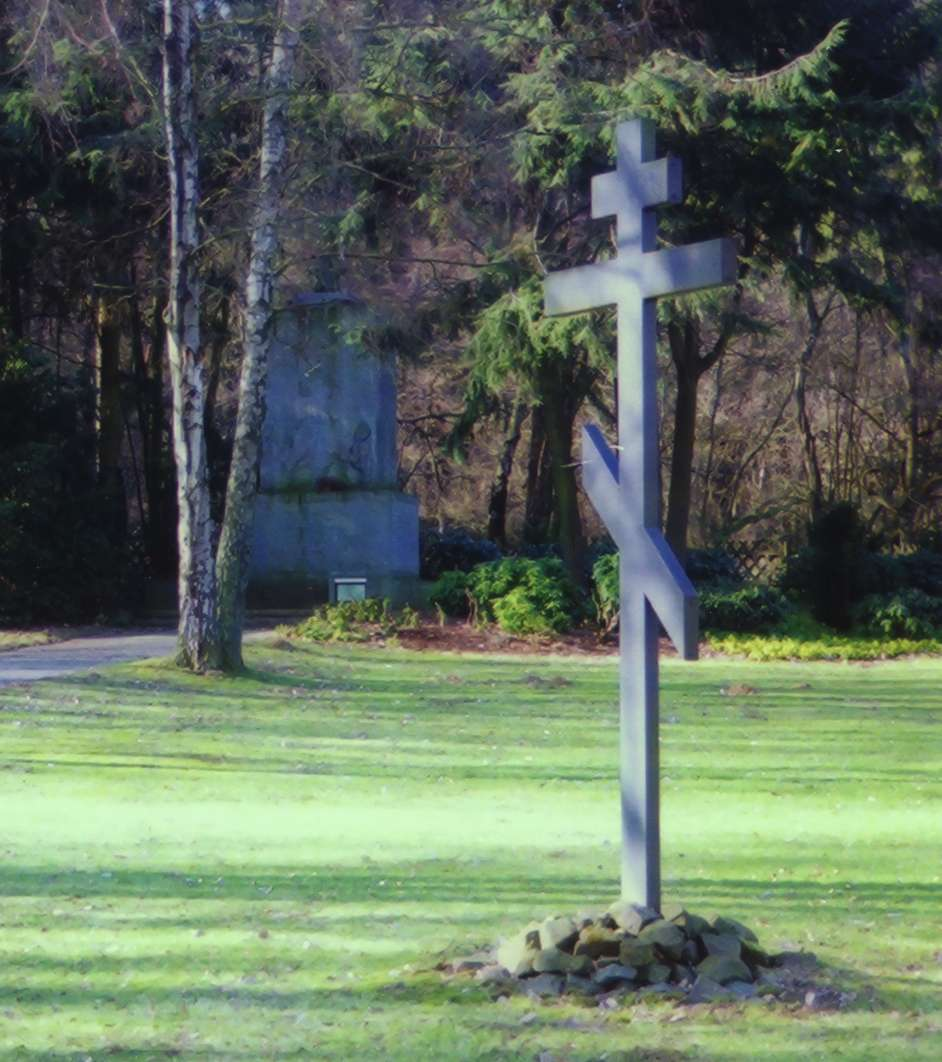
Russisch-orthodoxes Kreuz auf der Kriegsgräbergedenkstätte

Bereits am 1. März 1934 war Hemer Garnisonsstadt geworden, so dass im Laufe des Jahres das Amtskrankenhaus zum Standortlazarett und ein Feld bei Deilinghofen zum Truppenübungsplatz wurden. Auf dem Duloh westlich der Innenstadt entstand ein Schießstand, während die Kasernengebäude im Osten der Stadt gebaut wurden. Bei Kriegsbeginn 1939 kam es im Gegensatz zum Ersten Weltkrieg nicht zu einer Kriegsbegeisterung, stattdessen standen angesichts der Erfahrungen aus dem Ersten Weltkrieg Ängste und Sorgen im Vordergrund. Das Kasernengelände am Jüberg wurde im Zweiten Weltkrieg in das Kriegsgefangenenlager Stalag VI A umgewandelt, obwohl es sich noch im Rohbau befand.
Viele Hemeraner Unternehmen stellten ihre Produktion seit den ersten Kriegsjahren auf die Rüstungsindustrie ein, während in der Bevölkerung der Mangel an Lebensmitteln zunahm. 1941 fehlten vor allem Fleisch und Fette sowie Genussmittel. Die Kriegsgefangenen im Stalag VI A leisteten in Hemer und der Region Zwangsarbeit. Im Amt Hemer verrichteten etwa 1.500 Soldaten vor allem in der Stadt selbst sowie in Ihmert und Evingsen Zwangsarbeit. Die Gefangenen waren zum Großteil sowjetische Soldaten, die im Gegensatz zu Westeuropäern schlechter behandelt und zu härterer Arbeit herangezogen wurden. In den ersten Kriegsjahren waren vor allem Franzosen und (Süd-)Osteuropäer inhaftiert, ab 1943 zunehmend Sowjets. Die Hemeraner Bevölkerung nahm meist wenig Anteil an den Kriegsgefangenen, vereinzelt versuchten sie jedoch, Brot ins Lager zu schmuggeln.
Hemer lag im April 1945 im Ruhrkessel und fiel durch dessen Spaltung am 12. April in den östlichen Teil. Am folgenden Tag rückte die amerikanische Armee bis nach Deilinghofen vor. Die deutschen Befehlshaber in Hemer nahmen daraufhin Gespräche mit den US-amerikanischen Kommandanten auf, so dass das Lager und die übrige Stadt am 14. April 1945 von Einheiten der 9. US-Armee friedlich übernommen wurde. Im Stalag waren zu diesem Zeitpunkt rund 23.000 Gefangene, darunter 9.000 Erkrankte, untergebracht. Die Stadt wurde Lazarettstadt und war in den Kriegsjahren kaum von Bombenangriffen betroffen. Auf zwei Kriegsgefangenenfriedhöfen liegen ungefähr 23.500 Opfer beerdigt. Die Kriegsgräberstätte auf dem Duloh mit 20.470 Toten ist die größere, am Höcklingser Weg liegen ungefähr 3.000 Opfer. Ein Gedenkraum mit einer Ausstellung befindet sich auf dem Landesgartenschau-Gelände.
Wenige Tage nach der Befreiung der Stadt Hemer lösten britische Truppen die US-amerikanische Armee ab. Als eine ihrer ersten Amtshandlungen beschlagnahmten sie für mehrere Jahre etwa 180 Wohnungen, wodurch die Wohnungsnot im wenig zerstörten Ort immer größer wurde. Sowohl für die Evakuierten als auch für Flüchtlinge aus ostdeutschen Gebieten wurden Notunterkünfte errichtet. Bis in die 1970er-Jahre kamen über 8.000 Vertriebene nach Hemer. Die Industrie nahm im ersten Nachkriegsjahr nur vereinzelt wieder ihren Betrieb auf. Einzelne Drahtwerke erhielten so zum Beispiel eine Produktionsgenehmigung, um Mühlen mit Sieben zu beliefern. Unternehmen, die dagegen keinen Nutzen für die Nahrungsmittelindustrie hatten, blieben bis zum November 1945 geschlossen.

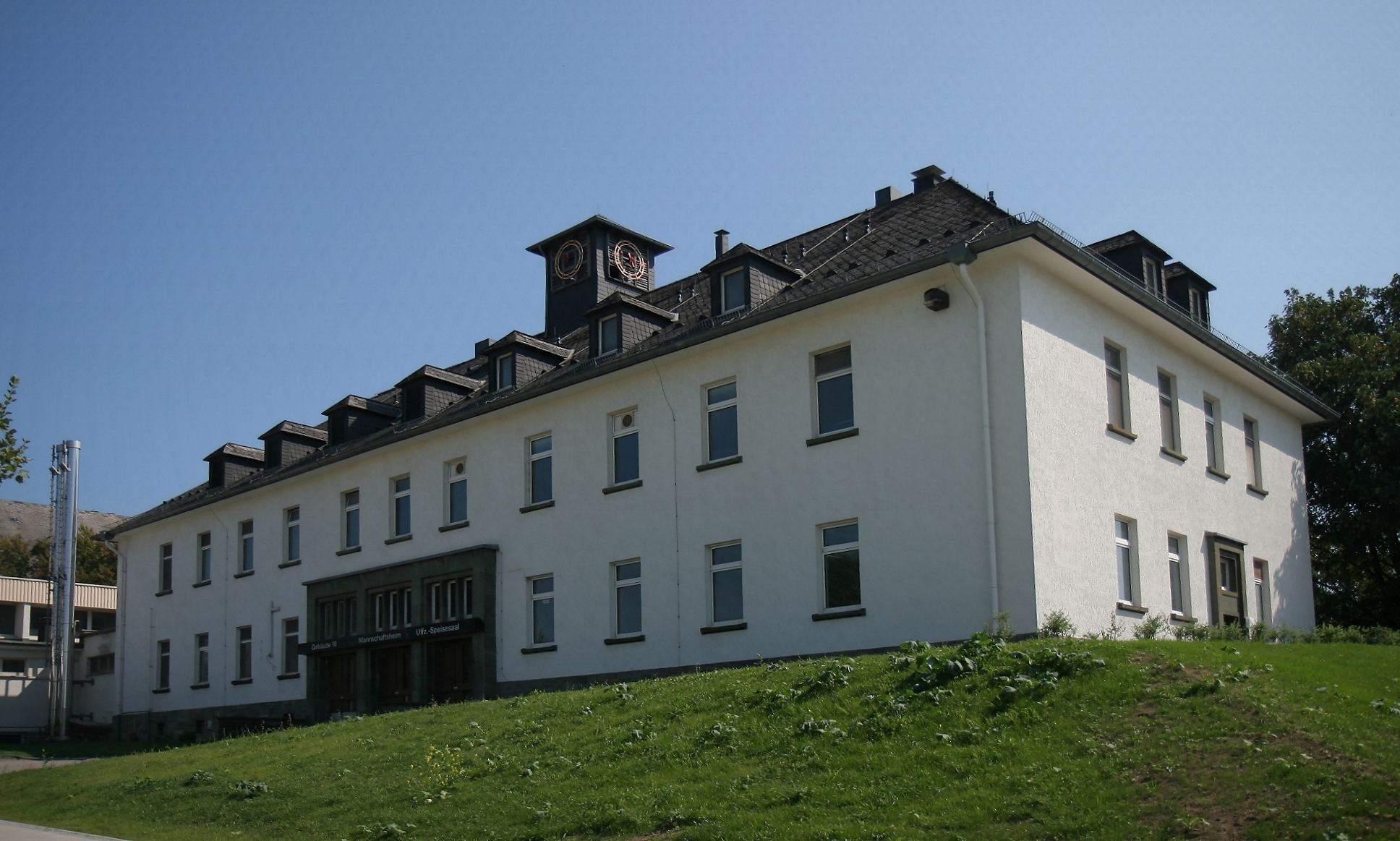
Gebäude der ehemaligen Blücher-Kaserne (2009)

Das Stalag wurde 1945 als Internierungslager „Camp Roosevelt“ für frühere NS-Amtsträger genutzt, bevor belgische Truppen dort die „Casernes Ardennes“ aufbauten. Die Belgier bauten in der Hemeraner Kernstadt eine Reihe Mehrfamilienhäuser für ihre Offiziere, wodurch sie die Wohnungsnot zumindest teilweise linderten. Zudem wurden in der Innenstadt das Soldatenheim „Welfare“ mit Kino, Café und Casino sowie ein belgisches Kaufhaus und eine Schule gebaut. 1955 wurden die Truppen in andere Standorte verlegt, ein Jahr später verließen die letzten belgischen Familien Hemer. Am 24. April 1956 begann die Geschichte der Bundeswehr in Hemer, als die ersten Offiziere die Stadt erreichten, um die Verlegung einiger Divisionen vorzubereiten. Damit war Hemer der erste Militärstandort im Wehrbereich III, der ganz Nordrhein-Westfalen umfasste. Am 12. Januar 1957 zog das Panzergrenadierbataillon 13 in die Kaserne ein, die ab dem 20. Mai 1964 „Blücher-Kaserne“ hieß.
Im Ortsteil Deilinghofen gründete die kanadische Armee im Jahr 1953 zwei direkt nebeneinander liegende Kasernen, das Fort Prince of Wales und das Fort MacLeod. Den Bauarbeiten waren Proteste der Bevölkerung an den kanadischen Premier Louis Saint-Laurent, den britischen Premierminister Winston Churchill, den Bundespräsidenten Theodor Heuss und den Ministerpräsidenten von Nordrhein-Westfalen Karl Arnold vorausgegangen. Dennoch wurde die Stationierung durchgeführt und schließlich prägten die Kanadier das städtische Leben in Hemer und Deilinghofen über Jahrzehnte mit. Die von ihnen gebaute Eishalle führte so zum Beispiel 1958 zur Gründung des Eishockey-Clubs Deilinghofen (ECD), den heutigen Iserlohn Roosters. Zwischen Sundwig und Westig wurde eine Wohnsiedlung für die kanadischen Familien errichtet, die im Volksmund als „Klein-Kanada“ bezeichnet wurde. 1970 verließen die Kanadier das Gelände in Deilinghofen, während die britischen Royal Irish Rangers die Gebäude bezogen. Auch sie übten Einfluss aus. So gab es ein britisches Kino und einen Supermarkt. Beim Abzug der Royal Irish Rangers erhielten die Truppen 1979 das „Freedom of the City“ der Stadt Hemer. Verschiedene andere britische Einheiten rückten stattdessen nach Deilinghofen.

### Entwicklung seit der Neuordnung
In ihrer heutigen Form entstand die Stadt Hemer am 1. Januar 1975. Bereits Ende der 1960er-Jahre begannen Neustrukturierungen der Ämter und Gemeinden Nordrhein-Westfalens. So wurde am 1. Januar 1969 der Landkreis Altena aufgelöst und in den neuen Landkreis Lüdenscheid eingegliedert. Gleichzeitig wurden manche Gemeinden neu gegliedert und dabei auch die Hemeraner Amtsgemeinde Evingsen in die neue Stadt Altena eingemeindet. Eigentlich sollten wenig später auch der Kreis Iserlohn und die bis dahin kreisfreie Stadt Iserlohn umstrukturiert werden. Der Landesinnenminister Willi Weyer verschob die Reform allerdings auf das Jahr 1975. Diskussionen um eine Eingemeindung Hemers nach Iserlohn verhinderten eine schnellere Realisierung. Weyer und einige Hemeraner Kommunal- und Landespolitiker setzten schließlich Hemers Unabhängigkeit durch. Am 1. Januar 1975 wurden die Gemeinden Becke, Deilinghofen, Frönsberg und Ihmert in die Stadt Hemer eingemeindet. Lössel, das bereits 1920 zum Amt Oestrich gewechselt war und ab 1956 zu Letmathe gehörte, kam 1975 ebenso wie Kesbern zu Iserlohn. Das Amt Hemer wurde somit Ende 1974 aufgelöst. 

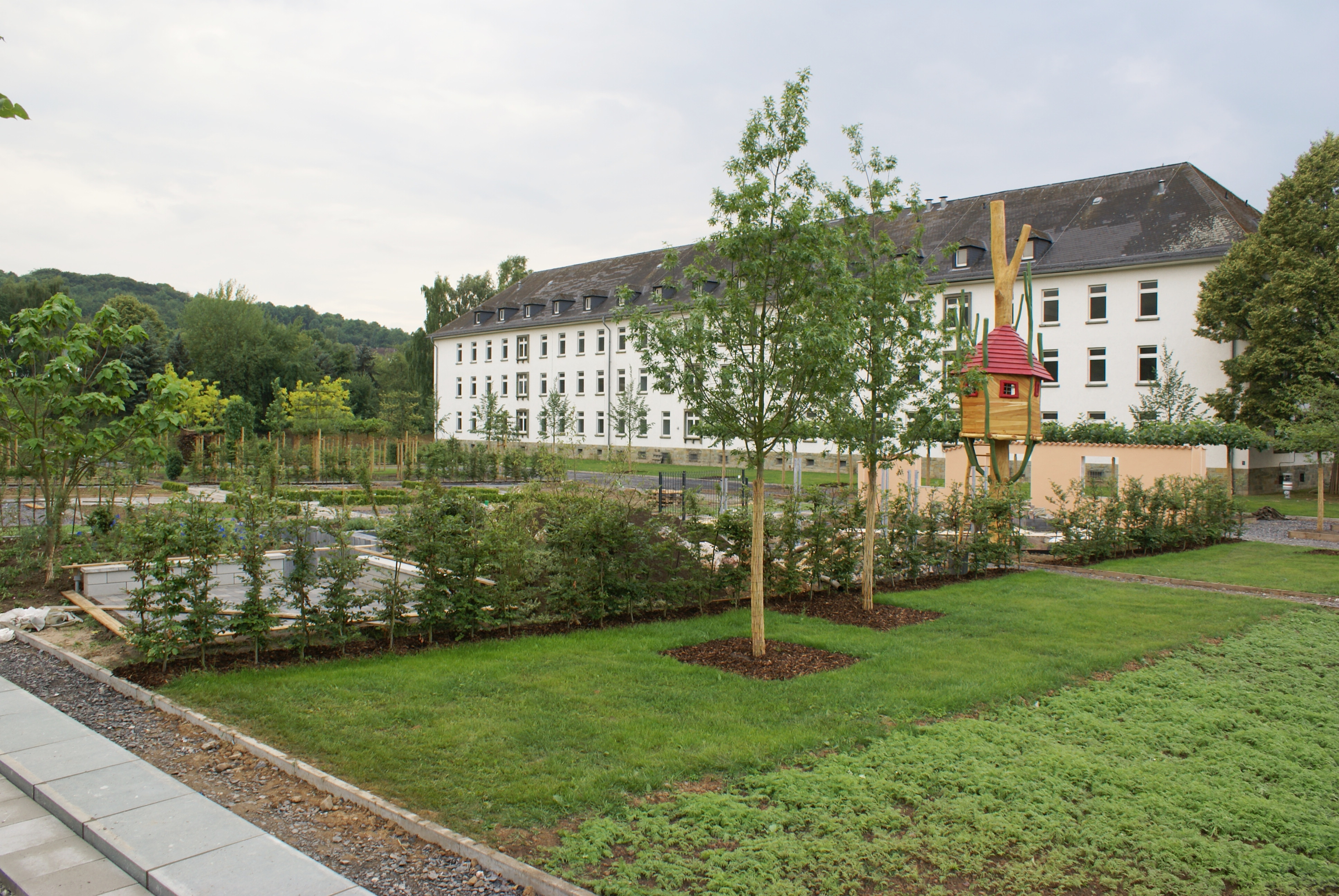
Konversion in Form einer Landesgartenschau

Zu Beginn der 1990er-Jahre kamen erste Gerüchte über eine Standort-Aufgabe der Bundeswehr auf, die Truppen in der Blücher-Kaserne wurden allerdings nur umstrukturiert. Das Soldatenheim wurde 1993 geschlossen. Bereits im März 1992 hatten die britischen Einheiten, die seit 1970 in Deilinghofen stationiert waren, die Stadt verlassen. Auch diese Einheiten mit insgesamt 1.600 Soldaten erhielten das „Freedom of the City“ und wurden feierlich verabschiedet. Am 23. Januar 2007 wurden auch die letzten deutschen Soldaten aus Hemer abgezogen. Die Konversion des Geländes geschah durch die Landesgartenschau 2010. In diesem Zusammenhang wurden neue Kultur- und Sporteinrichtungen gebaut und das Straßenbild der Innenstadt verändert. Das ehemalige Kasernengelände in Deilinghofen wurde in einen Gewerbepark umfunktioniert.
Wirtschaftlich ist die Stadt inzwischen industriell geprägt, größere Gewerbegebiete gibt es in der Becke, in Westig, Deilinghofen und Sundwig. Die Drahtindustrie ist ein wichtiger Wirtschaftsfaktor im Ihmerter und Stephanopeler Tal.

### Einwohnerentwicklung

Bevölkerungsentwicklung von 1910 bis Juni 2016

Am 1. April 1910 erfolgte der Zusammenschluss von Niederhemer (1895: 1.696 Einwohner) und Oberhemer (1895: 1.982 Einwohner) zu Hemer. Die Eingemeindung mehrerer Orte in der Umgebung am 1. Januar 1975 brachte einen Zuwachs von 10.787 auf 34.041 Einwohner. Am 31. Dezember 2005 betrug die Amtliche Einwohnerzahl nach Fortschreibung des Landesamtes für Datenverarbeitung und Statistik Nordrhein-Westfalen 37.932 (nur Hauptwohnsitze und nach Abgleich mit den anderen Landesämtern).
Die folgende Übersicht zeigt die Einwohnerzahlen nach dem jeweiligen Gebietsstand. Dabei handelt es sich um Volkszählungsergebnisse (¹) oder amtliche Fortschreibungen des Statistischen Landesamtes. Die Angaben beziehen sich ab 1910 auf die ortsanwesende Bevölkerung, ab 1925 auf die Wohnbevölkerung und seit 1987 auf die Bevölkerung am Ort der Hauptwohnung.
Das Landesamt für Information und Technik NRW prognostiziert für Hemer einen Bevölkerungsrückgang. Es geht davon aus, dass die Bevölkerung Hemers bis 2030 um 3,9 % auf 32 574 und bis 2050 um 13,7 % auf 29 288 Einwohner (2023: 33 558 Einwohner) schrumpfen wird.
| Jahr  | Einwohner |
| ----- | --------- |
| 1910¹ | 6.334     |
| 1925¹ | 7.100     |
| 1933¹ | 13.701    |
| 1939¹ | 14.799    |
| 1946¹ | 16.638    |
| 1950¹ | 18.881    |
| 1956¹ | 21.753    |
| 1961¹ | 22.866    |
| 1965  | 25.086    |
| 1970¹ | 24.202    |
| 1974¹ | 24.207    |
| 1975  | 33.496    |

| Jahr  | Einwohner |
| ----- | --------- |
| 1980  | 32.745    |
| 1985  | 31.446    |
| 1987¹ | 32.914    |
| 1990  | 34.412    |
| 1995  | 35.934    |
| 2000  | 37.156    |
| 2005  | 37.932    |
| 2006  | 37.833    |
| 2007  | 37.610    |
| 2008  | 37.440    |
| 2009  | 37.479    |
| 2010  | 37.735    |

| Jahr  | Einwohner |
| ----- | --------- |
| 2011  | 37.920    |
| 2012  | 35.487    |
| 2013  | 34.678    |
| 2014  | 33.757    |
| 2015  | 33.535    |
| 2016  | 34.223    |
| 2017  | 34.016    |
| 2018  | 34.080    |
| 2019  | 34.062    |
| 2022¹ | 34.984    |

¹ Volkszählungsergebnis

## Religionen
Zum Zeitpunkt der Volkszählung 2022 hatte Hemer 11.765 evangelische und 9.360 katholische Einwohner, 13.861 gehörten einer sonstigen oder keiner Religionsgemeinschaft an. Die evangelische und katholische Kirchen haben viele Mitglieder verloren. Die evangelische Kirche hat in elf Jahren rund 17,2 Prozent ihrer Mitglieder verloren, bei der katholischen Kirche waren es rund zwölf Prozent.

### Christentum
Die Kirchengeschichte Hemers begann bereits vor der urkundlichen Ersterwähnung 1072. Am Haus Hemer bestand seit Ende des 1. Jahrtausends die Vituskirche, die der Diözese Köln und der Pfarrei Menden unterstellt war. Die Hemeraner Gutsherren strebten allerdings eine eigenständige Kirche an, die der Bischof 1122 durch die Ernennung der Vituskirche zur Pfarrkirche verwirklichte. In den folgenden Jahrhunderten wurde die Kirche mehrfach erweitert, bis sie etwa 200 Personen fasste. Sie gehörte damals zum Dekanat Attendorn. Besonders feierlich wurde der Namenstag des Kirchpatrons Vitus begangen. Die Vitus-Kirmes fand bis in die erste Hälfte des 20. Jahrhunderts regelmäßig statt.
Die Reformation wurde 1555 erstmals Thema in der Hemeraner Gemeinde, als der Herzog von Kleve-Mark in einer Predigt noch die Abwehr der lutherischen Forderungen anordnete. In den Nachbarstädten war die Reformation in den folgenden Jahren dennoch erfolgreich. 1565 wurde Deilinghofen evangelisch, Hemer wohl zwei Jahre später. In beiden Orten trat bis auf wenige Ausnahmen die gesamte Gemeinde über, zu Auseinandersetzungen kam es anscheinend nicht.
In den folgenden Jahrzehnten bauten die katholisch gebliebenen Hemeraner eine neue Gemeinde auf. Gemeinsam mit der Familie von Brabeck, die 1664 das Haus Hemer erwarb, ließen sie zwischen 1698 und 1700 die Pfarrkirche St. Peter und Paul erbauen. 1812 ging das Haus Hemer und damit auch die katholische Pfarrkirche an die evangelische Familie Löbbecke, die auf das Gemeindeleben aber keinen Einfluss nahm. Bis zur Mitte des 19. Jahrhunderts betreute die katholische Kirchengemeinde wieder rund 1500 Gläubige.

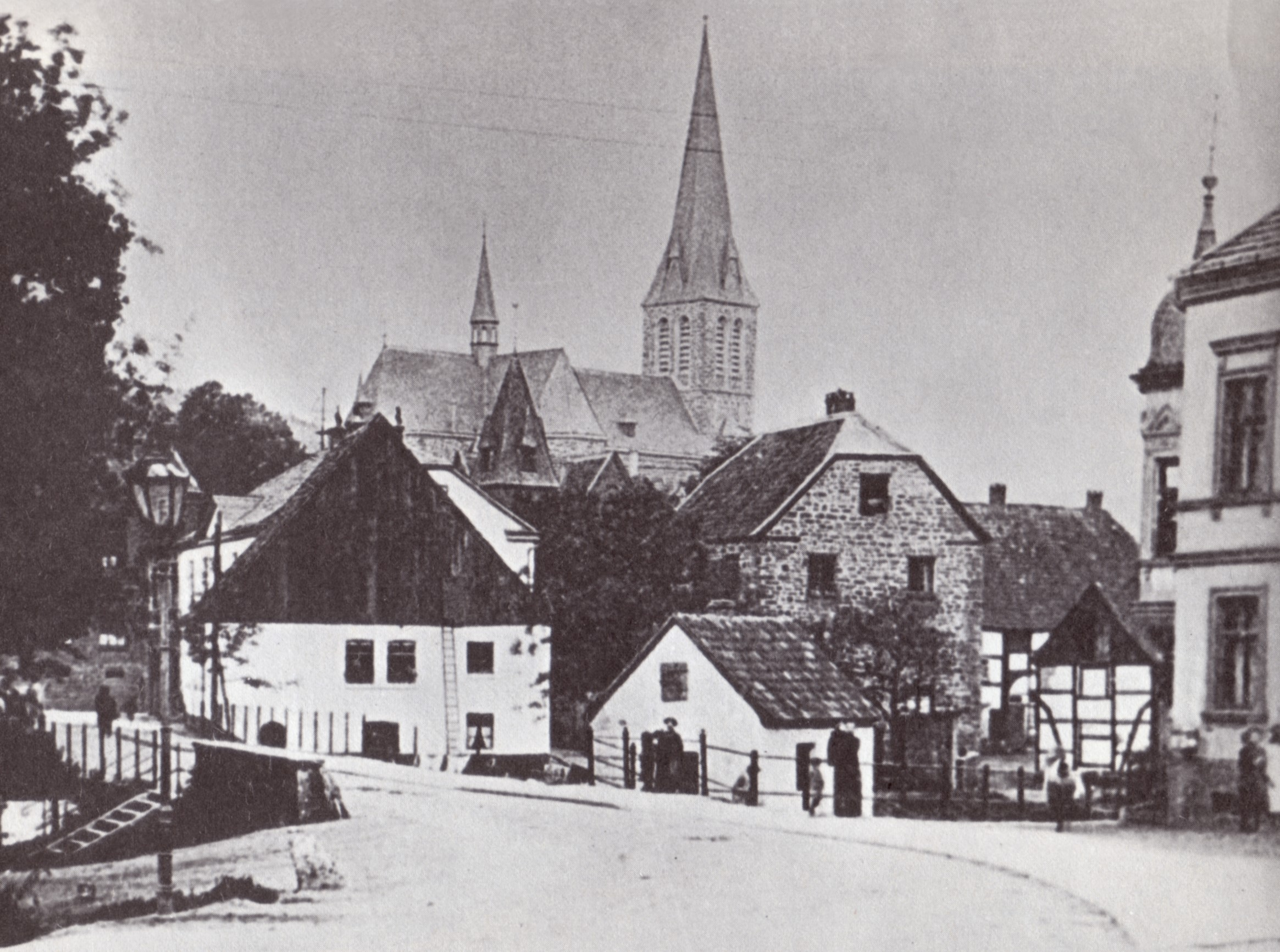
Die Pfarrkirche St. Bonifatius, 1906

In der Industrialisierung schritt das Wachstum weiter voran, so dass 1872 eine Kapelle in Sundwig geweiht wurde, die 1897 Pfarrrechte bekam. 1905 wurde dort die neue Kirche St. Bonifatius geweiht. Die Pfarrkirche St. Petrus Canisius in Westig entstand 1930/31 und wurde 1948 Mittelpunkt einer Gemeinde. 1966 wurde die Christkönig-Pfarrkirche im Stadtzentrum errichtet. Auch die Gemeinden Deilinghofen und Bredenbruch/Ihmert, die nicht zum Hemeraner Kerngebiet gehören, sind inzwischen Teil des Pastoralverbunds Hemer im Dekanat Märkisches Sauerland des Erzbistums Paderborn.
Die evangelische Kirchengemeinde nutzte vorerst die Vituskirche weiter. Zu Beginn des 19. Jahrhunderts wurde sie immer maroder, so dass sie 1818 abgebrochen und durch die zwei Jahre später geweihte Ebbergkirche ersetzt wurde. In der Zwischenzeit stellte die katholische Gemeinde ihre Peter-und-Paul-Kirche zur Verfügung. Die Atmosphäre in der Gemeinde war zumindest im 17. Jahrhundert wenig harmonisch, so sind unter anderem Prügeleien in der Kirche überliefert. 1902 wurde innerhalb der evangelischen Gemeinde der CVJM gegründet, der bis heute die Kinder- und Jugendarbeit prägt.
Heute ist die evangelische Kirche durch die Gemeinden Hemer (mit den Gemeindebezirken Becke, Niederhemer/Landhausen/Stübecken, Süd mit Westig/Sundwig, Hemer-Mitte), Ihmert und Deilinghofen vertreten. Die Gemeinden gehören zum Kirchenkreis Iserlohn der Evangelischen Kirche von Westfalen.
Seit dem Jahr 1890 gibt es auch die Neuapostolische Kirche in Hemer. Die ersten Gottesdienste fanden in einem Privathaus im Stephanopeler Tal statt. Im Jahr 1953 erhielt diese Gemeinde ihr eigenes Kirchengebäude in Sundwig.

### Andere Religionen

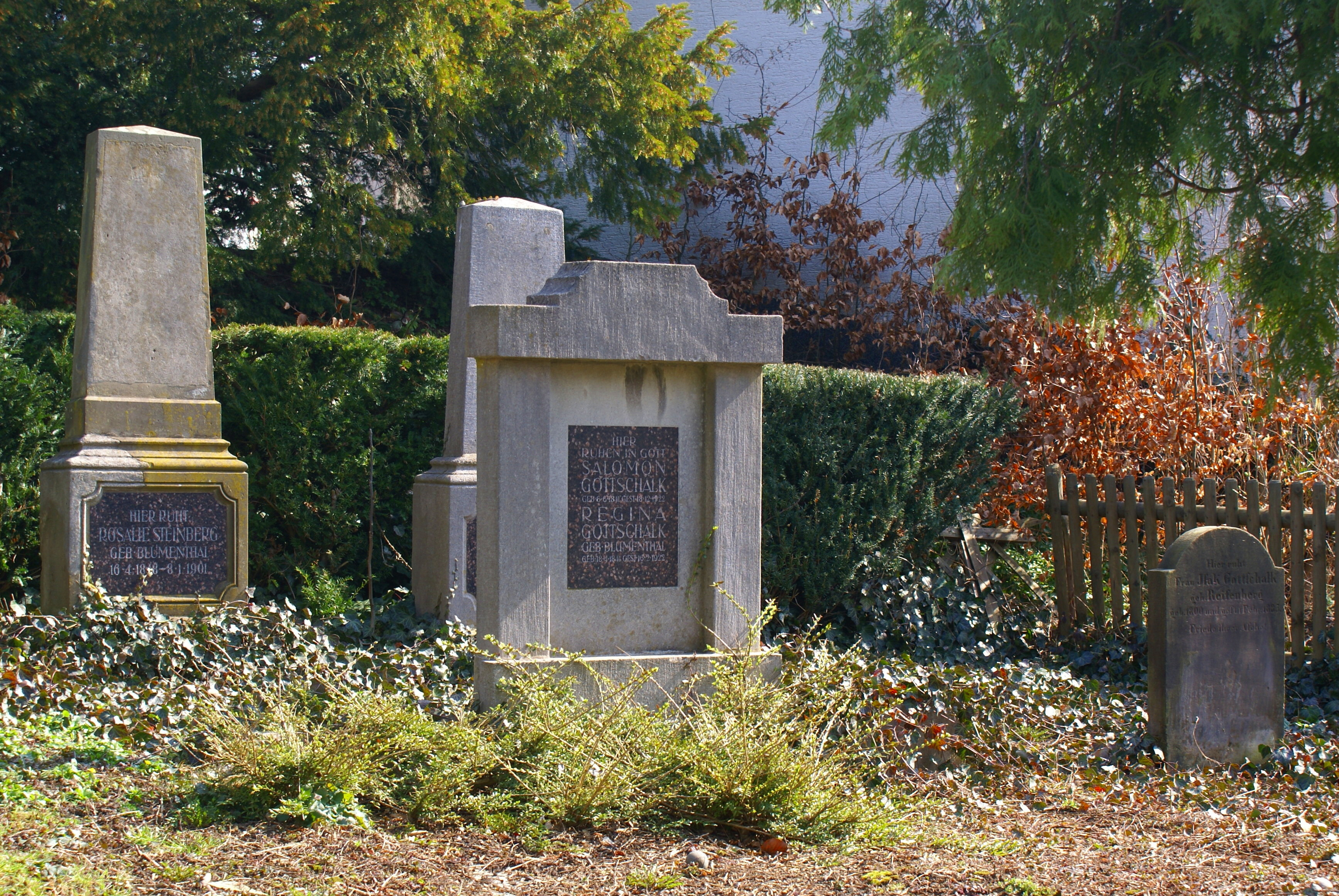
Der Friedhof am Perick erinnert noch heute an jüdisches Leben in Hemer.

In der ersten Hälfte des 19. Jahrhunderts siedelten sich die ersten Juden dauerhaft in Hemer an, die ab 1846 der Mendener Synagogen-Gemeinde zugeteilt waren. Sie lebten meist in ärmlichen Verhältnissen. In Hemer wuchs die Zahl der Juden bis 1880 auf 65, 1905 gab es 43 jüdische Hemeraner. Bis zur Machtergreifung Hitlers verkleinerte sich die Gemeinde auf 30 Mitglieder. In der gesamten Zeit waren die Juden in Hemer bis auf wenige Ausnahmen im Handel tätig und nur selten antisemitischen Drohungen oder gar Übergriffen ausgesetzt. Im Laufe der 1930er Jahre allerdings nahmen die Einschränkungen und Verbote auch in Hemer weiter zu, so dass viele jüdische Geschäftsleute ihre Einzelhandelsgeschäfte schlossen. Nach den Novemberpogromen 1938 und nach dem Kriegsausbruch wanderten viele jüdische Familien aus. Die übrigen wurden ins KZ Theresienstadt und dann meist in die Vernichtungslager deportiert, in denen rund 40 damalige oder frühere Hemeraner während des Holocausts ermordet wurden. Seit Ende des 18. Jahrhunderts gibt es den jüdischen Friedhof in Hemer, auf dem 1955 der letzte Verstorbene begraben wurde.
Die Gruppe der Muslime in Hemer wuchs vor allem in der zweiten Hälfte des 20. Jahrhunderts, als Migranten als sogenannte Gastarbeiter aus der Türkei nach Deutschland kamen. Als Moscheeverein hat sich der Türkisch-Islamische Verein, eine Mitgliedsorganisation der Türkisch-Islamischen Union der Anstalt für Religion, gebildet. Er unterhält einen Gebetsraum im ehemaligen Gebäude der Amtssparkasse.

## Politik

### Stadtrat
Das im allgemeinen Sprachgebrauch „Stadtrat“ genannte Gremium heißt amtlich „Rat der Stadt Hemer“; vgl. § 7 der Hauptsatzung. Bei den Wahlen zum Stadtrat wurde die CDU seit der kommunalen Neuordnung 1975 fast immer stärkste Fraktion in Hemer. 1979 und 1999 erhielt sie die absolute Mehrheit der Sitze. Die SPD feierte mit dem Wahlsieg 1989 ihren bis heute größten kommunalpolitischen Erfolg. Der Wahl war ein Streit um den Rücktritt des langjährigen Bürgermeisters Hans Meyer (CDU) vorausgegangen. Auch die Unabhängige Wählergemeinschaft UWG ist seit 1975 stets im Stadtrat vertreten, während die FDP in den Legislaturperioden nach 1979 und nach 1994 den Einzug ins Stadtparlament verpasste. Die Grünen traten 1984 erstmals bei einer Kommunalwahl in Hemer an, zogen aber erst fünf Jahre später zum ersten Mal in den Rat ein. 
Die Wahlbeteiligung lag bei der ersten Stadtratswahl nach der kommunalen Neuordnung am höchsten, während der Tiefpunkt 2020 erreicht wurde.
Eine Übersicht über die Wahlergebnisse seit 1975 und die aktuelle Zusammensetzung des Stadtrats:
| [ 34 ] [ 35 ] [ 36 ] [ 37 ] | 2020  | 2020 | 2014  | 2014 | 2009  | 2009 | 2004  | 2004 | 1999  | 1999 | 1994  | 1994 | 1989  | 1989 | 1984  | 1984 | 1979  | 1979 | 1975  | 1975 |
| Partei                      | Sitze | %    | Sitze | %    | Sitze | %    | Sitze | %    | Sitze | %    | Sitze | %    | Sitze | %    | Sitze | %    | Sitze | %    | Sitze | %    |
| CDU                         | 20    | 40,8 | 20    | 46,7 | 19    | 44,8 | 18    | 43,1 | 20    | 51,7 | 18    | 37,1 | 15    | 31,5 | 18    | 40,2 | 23    | 49,9 | 22    | 46,7 |
| SPD                         | 9     | 18,7 | 11    | 25,7 | 9     | 21,8 | 11    | 25,0 | 10    | 27,5 | 16    | 34,0 | 18    | 38,9 | 18    | 38,4 | 18    | 37,2 | 17    | 37,7 |
| UWG                         | 8     | 16,9 | 4     | 10,4 | 5     | 12,2 | 6     | 15,2 | 4     | 10,9 | 7     | 14,0 | 6     | 14,7 | 7     | 16,3 | 4     | 8,5  | 4     | 9,9  |
| Grüne1                      | 5     | 10,5 | 4     | 9,1  | 5     | 11,8 | 4     | 10,5 | 2     | 5,9  | 4     | 8,6  | 3     | 7,3  | –     | –    | –     | –    | –     | –    |
| FDP                         | 3     | 6,8  | 2     | 4,8  | 3     | 7,5  | 3     | 6,1  | 2     | 4,0  | 0     | 3,9  | 3     | 7,7  | 2     | 5,1  | 0     | 4,5  | 2     | 5,7  |
| Linke                       | 2     | 4,6  | 1     | 3,3  | –     | –    | –     | –    | –     | –    | –     | –    | –     | –    | –     | –    | –     | –    | –     | –    |
| AfD                         | 1     | 1,7  | –     | –    | –     | –    | –     | –    | –     | –    | –     | –    | –     | –    | –     | –    | –     | –    | –     | –    |
| REP                         | –     | –    | –     | –    | 1     | 1,9  | –     | –    | –     | –    | –     | –    | –     | –    | –     | –    | –     | –    | –     | –    |
| Statt Partei                | –     | –    | –     | –    | –     | –    | –     | –    | –     | –    | 0     | 2,3  | –     | –    | –     | –    | –     | –    | –     | –    |
| Gesamt2                     | 48    | 100  | 42    | 100  | 42    | 100  | 42    | 100  | 38    | 100  | 45    | 100  | 45    | 100  | 45    | 100  | 45    | 100  | 45    | 100  |
| Wahlbeteiligung             | 43,0  | 43,0 | 44,7  | 44,7 | 48,5  | 48,5 | 46,6  | 46,6 | 49,8  | 49,8 | 79,2  | 79,2 | 59,4  | 59,4 | 62,2  | 62,2 | 69,2  | 69,2 | 84,6  | 84,6 |

1 1989: Grüne, 1994 und 1999: B’90/Grüne, seit 2004: GAH (Grüne Alternative Hemer)
2 Ohne Berücksichtigung von Rundungsdifferenzen

### Bürgermeister

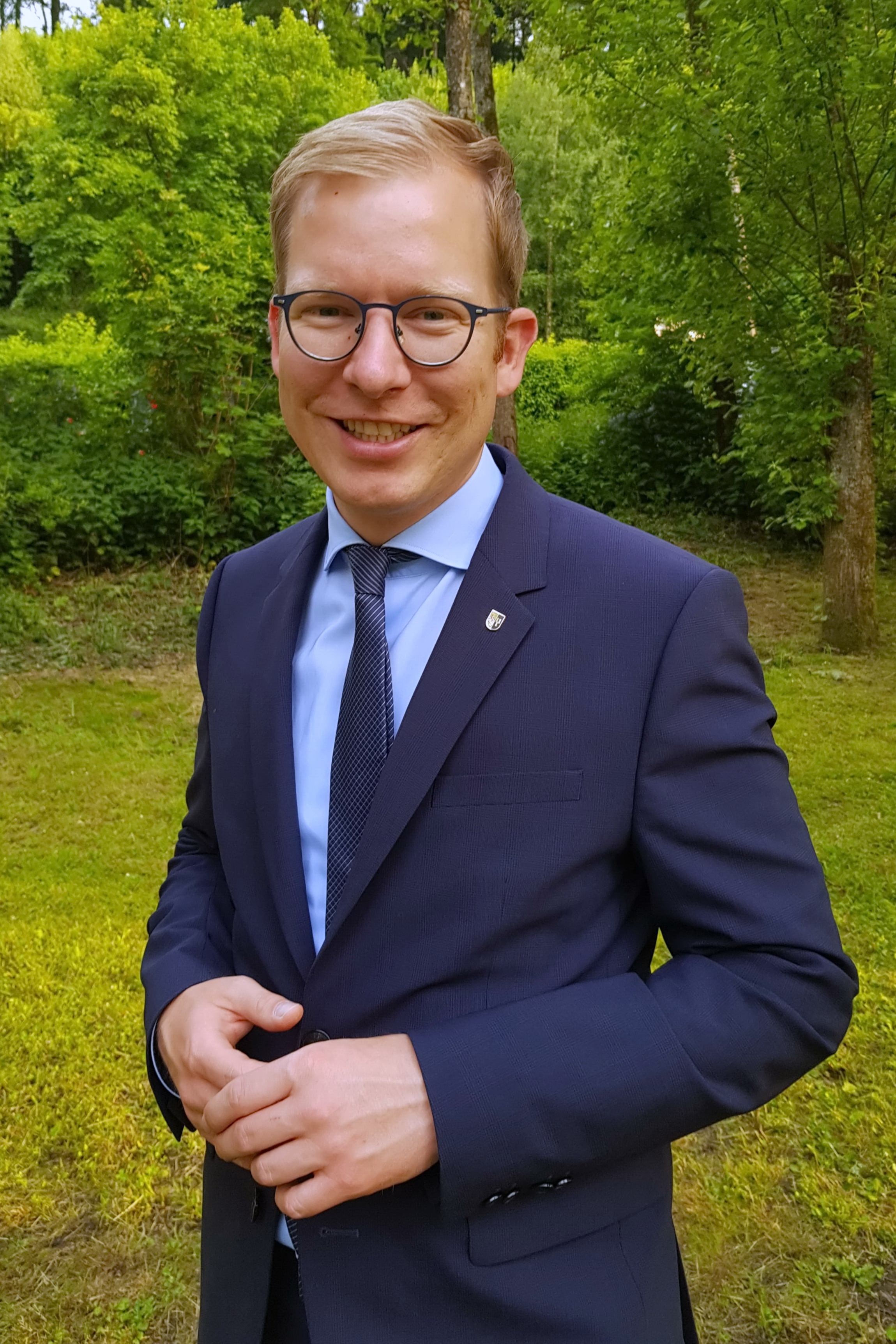
Christian Schweitzer, Bürgermeister seit 2020

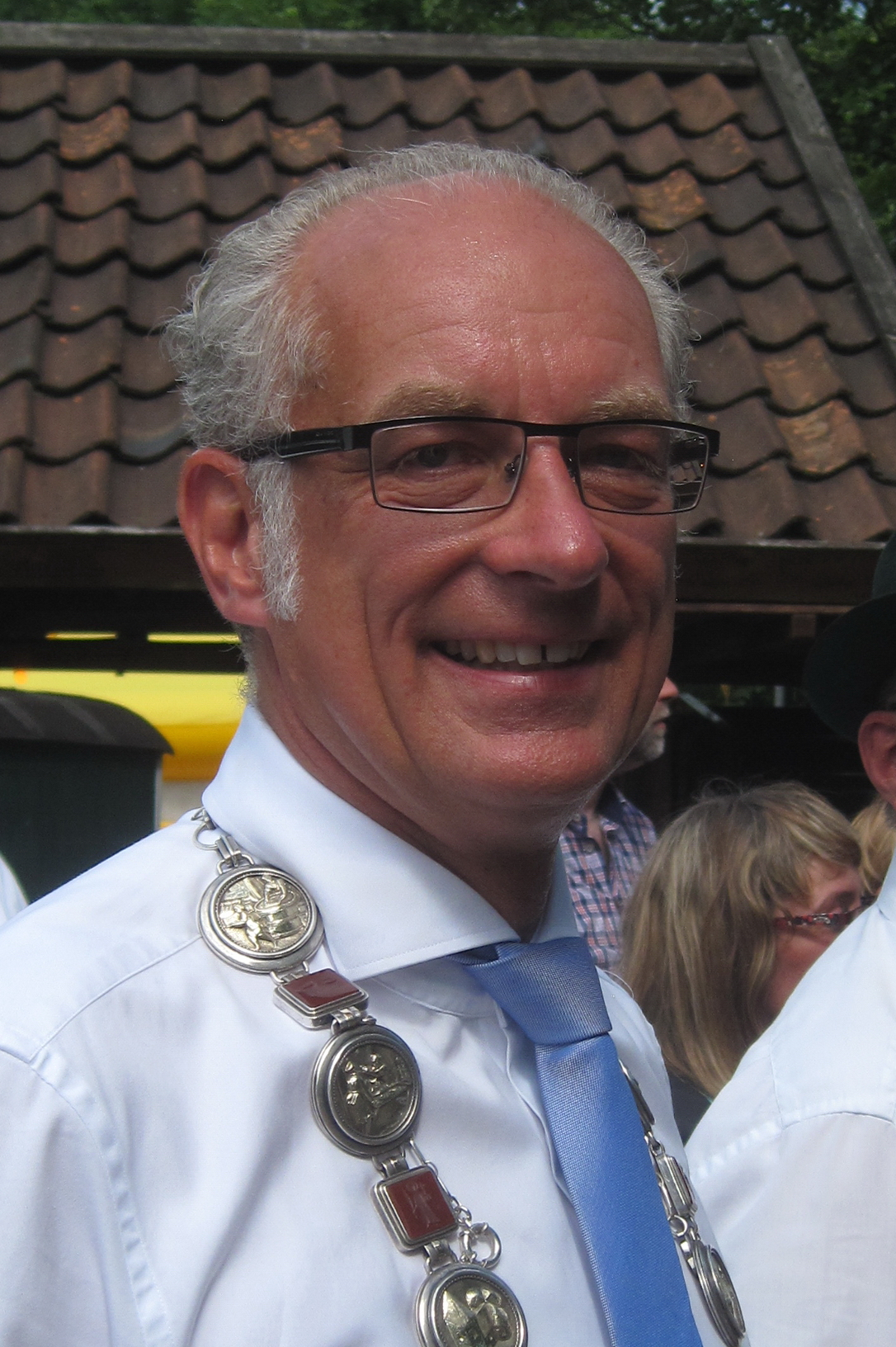
Michael Heilmann, Bürgermeister 2016–2020

Bis in die 1930er Jahre waren die Hemeraner Bürgermeister in erster Linie Fabrikanten, wie Fritz Clarfeld (1919–1929), dem mit der Besteckfabrik Clarfeld & Springmeyer das damals größte Hemeraner Unternehmen gehörte. Seine zehnjährige Amtszeit endete mit der Eingemeindung Westigs, Sundwigs und Landhausens in die Großgemeinde Hemer. 1934 war Wilhelm Langemann der erste Amtsbürgermeister, der eine Verwaltungsausbildung hatte. Langemann amtierte bis zum Ende des Zweiten Weltkriegs. In seiner Amtszeit wurde Hemer zur Stadt erhoben.
Nach Ende des Krieges wechselte der Bürgermeister in einer Übergangsphase relativ häufig. Erst Josef Kleffner war zwischen 1949 und 1952 wieder der erste, der länger als drei Jahre amtierte. Eine Phase der Kontinuität begann 1961, als Fredi Camminadi zum Bürgermeister gewählt wurde. In den Jahren zuvor war Bürgermeister Karl Bode in Streitigkeiten mit dem Stadtdirektor verwickelt, die die Entwicklung Hemers um einige Jahre zurückwarf. Camminadi war zu dieser Zeit bereits Stellvertreter und konnte wieder Ruhe in die Stadtverwaltung bringen. 2004 wurde er zum Altbürgermeister ernannt.
1969 gewann der CDU-Kandidat Hans Meyer die Bürgermeisterwahl. Er blieb mit einer kleinen Unterbrechung durch die kommunale Neuordnung, als Werner Beckmann kommissarisch eingesetzt war, bis 1987 im Amt. Schwerpunkte während seiner Amtszeit waren zum einen die Diskussion um das Sauerland/Paderborn-Gesetz, zum anderen der Ausbau der Wirtschaftsbeziehungen ins Ausland. Meyer setzte sich dafür ein, dass Hemer eigenständig blieb und nicht in die Nachbarstadt Iserlohn eingemeindet wurde. Er bereiste Länder wie die Sowjetunion, Jugoslawien, China und Libyen, um Aufträge für Hemeraner Unternehmen zu erhalten. Unterstützt von Stadtdirektor Dieter Voss baute er das Hemeraner Stadtzentrum zu einer Einkaufsstraße aus.
Die Amtszeit von Meyer und Voss endete Ende der 1980er Jahre. Meyers Nachfolger wurde Klaus Burda. Der SPD-Politiker amtierte sieben Jahre, bis er im Herbst 1994 für kurze Zeit von Doris Ebbing abgelöst wurde. Bereits im Dezember 1993 war Stadtdirektor Reiner Hermann vom Stadtrat abgewählt worden, so dass die CDU als größte Fraktion im Folgejahr die Suche nach einem hauptamtlichen Bürgermeister begann, dessen Posten die bisherigen Funktionen des ehrenamtlichen Bürgermeisters und des Stadtdirektor vereinte. Die Reform der Gemeindeordnung sah vor, unter bestimmten Bedingungen schon vor dem eigentlichen Inkrafttreten 1999 einen hauptamtlichen Bürgermeister durch den Rat wählen zu lassen. Nach der Entlassung Hermanns und der Wahl von Heinz Öhmann (CDU) war Hemer somit die erste Stadt Nordrhein-Westfalens mit einem hauptamtlichen Bürgermeister.
Am 13. Juli 2003 wurde Michael Esken mit 50,8 % der Stimmen zum neuen Bürgermeister gewählt. Diese Wahl war erforderlich, da am 9. März 2003 der seit 1995 amtierende Bürgermeister Heinz Öhmann in Coesfeld zum Bürgermeister gewählt wurde. Die letzte Bürgermeisterwahl fand am 25. Mai 2014 im Rahmen der NRW-Kommunalwahlen 2014 statt. Michael Esken wurde bei zwei Gegenkandidaten mit 75,4 % der abgegebenen Stimmen in seinem Amt bestätigt. Seit dem 21. Oktober 2015 war das Amt vakant, nachdem Michael Esken zum Bürgermeister der Stadt Verl gewählt worden war. Die Amtsgeschäfte führte bis zur Wahl eines neuen Bürgermeisters der Erste Beigeordnete Bernd Schulte. In der Wahl am 31. Januar 2016 konnte keiner der vier Bewerber die absolute Mehrheit erreichen, so dass es zu einer Stichwahl kam. Bei der Stichwahl am 14. Februar 2016 setzte sich mit 81,04 % der Stimmen der Diplom-Sozialwissenschaftler Michael Heilmann (* 1962, UWG) gegen seinen Kontrahenten von der CDU durch. Im April 2018 erklärte Heilmann seinen Austritt aus der UWG. Im Oktober 2019 kündigte er an, bei der Kommunalwahl im Jahr 2020 nicht erneut als Bürgermeisterkandidat antreten zu wollen.
Bei den Kommunalwahlen 2020 wurde Christian Schweitzer (CDU) ins Bürgermeisteramt gewählt.

### Ergebnisse der letzten Parlamentswahlen
Hemer gehört zum Bundestagswahlkreis Märkischer Kreis II und zum Landtagswahlkreis Märkischer Kreis II. Damit ist Paul Ziemiak (CDU) der direkt gewählte Bundestagsabgeordnete für Hemer. Im Landtag wurde Hemer bis zu seiner Wahl zum Landrat von Marco Voge (CDU) vertreten.
Die Hemeraner Bürger wählten die Abgeordneten des Europaparlaments, des Bundestags und des Landtags zuletzt mit folgenden Verhältnissen:
| Partei          | Bundestag 0(Zweitstimmen)0 23. Febr. 2025 | Europaparlament 9. Juni 2024 | Europaparlament 26. Mai 2019 | Bundestag 0(Zweitstimmen)0 26. Sept. 2021 | Landtag NRW (Zweitstimmen) 15. Mai 2022 | Landtag NRW (Zweitstimmen) 14. Mai 2017 |
| --------------- | ----------------------------------------- | ---------------------------- | ---------------------------- | ----------------------------------------- | --------------------------------------- | --------------------------------------- |
| CDU             | 31,4 %                                    | 33,3 %                       | 29,1 %                       | 26,2 %                                    | 37,6 %                                  | 33,5 %                                  |
| SPD             | 18,6 %                                    | 15,8 %                       | 19,0 %                       | 29,4 %                                    | 27,5 %                                  | 30,9 %                                  |
| Grüne           | 7,5 %                                     | 08,4 %                       | 018,2 %                      | 010,8 %                                   | 012,9 %                                 | 04,2 %                                  |
| FDP             | 4,2 %                                     | 05,6 %                       | 07,1 %                       | 012,2 %                                   | 05,8 %                                  | 012,0 %                                 |
| AfD             | 22,7 %                                    | 0 18,3 %                     | 011,7 %                      | 010,1 %                                   | 7,5 %                                   | 10,0 %                                  |
| BSW             | 4,3 %                                     | 05,1 %                       | 0/                           | 0/                                        | 0/                                      | 0/                                      |
| Die Linke       | 7,3 %                                     | 0/                           | 04,0 %                       | 03,8 %                                    | 01,9 %                                  | 04,3 %                                  |
| Sonstige        | 4,1 %                                     | 013,6 %                      | 010,9 %                      | 07,5 %                                    | 06,8 %                                  | 05,2 %                                  |
| Wahlbeteiligung | 79,5 %                                    | 055,7 %                      | 055,3 %                      | 071,8 %                                   | 047,5 %                                 | 059,3 %                                 |

### Wappen

Heutiges Stadtwappen

Altes Stadtwappen

Blasonierung
Gespalten, vorn in Gelb (Gold) ein dreireihig rot-weißer (silberner) geschachter Balken, hinten in Schwarz drei (2:1) gelbe (goldene) Wolfsangeln.
Beschreibung

Der Wappenmaler Waldemar Mallek entwarf 1936 das heutige Stadtwappen als Wappen des Amtes Hemer. Die Stadt erhielt gleichzeitig ein anderes Wappen. Beide enthalten die gleichen heraldischen Elemente: ein rot-weißes Schachbrettmuster als Symbol der historischen Zugehörigkeit zur Grafschaft Mark sowie drei Wolfsangeln aus dem Familienwappen der Brabecks. Bereits 1926 hatten die Planungen für ein Wappen begonnen, wurden aber wegen der Zusammenlegung Hemers mit Sundwig und Westig und dann wegen der Weltwirtschaftskrise abgebrochen. Nachdem das Amt 1975 aufgelöst wurde, wählte die vergrößerte Stadt das alte Amtswappen als neues Stadtwappen, weil es als heraldisch und ästhetisch ansprechender angesehen wurde und um die eingemeindeten vormaligen Amtsgemeinden mit zu repräsentieren. Während der Amtszugehörigkeit führte die Stadt ein Wappen, das in einem schwarzen, von einem dreireihig rot-silbern geschachten Rande umzogenen Schild drei (2:1) goldene Wolfsangeln zeigt.
1939 erhielten auch die anderen sechs amtsangehörigen Gemeinden Wappen verliehen, die als gemeinsames Kennzeichen die drei Wolfsangeln enthielten. In drei Wappen (Becke, Deilinghofen, Frönsberg) wurde auf adlige Familien der jeweiligen Gemeinde Bezug genommen. Die anderen drei (Evingsen, Ihmert, Kesbern) enthalten Symbole der lokalen Industrien.

### Städtepartnerschaften
Die ältesten Städtepartnerschaften verbinden die Stadt Hemer seit 1967 mit den französischen Orten Beuvry und Steenwerck. Diese fühlen sich besonders mit den Ortsteilen Ihmert bzw. Becke verbunden, da die Partnerschaften von diesen früher selbstständigen Gemeinden geschlossen wurden. Die Verbindung zu Beuvry ist von Schüleraustauschen der Grundschule Ihmert und des Woeste-Gymnasiums geprägt. Die Partnerschaft zu Steenwerck wird alljährlich durch gegenseitige Besuche an Pfingsten gepflegt. Vor allem in Form von Besuchen bei Stadtfesten und Schützenfesten zeichnet sich die Städtefreundschaft mit Bretten (Baden-Württemberg) aus, die im Dezember 1979 begründet wurde. Verschiedene Vereine, vor allem Chöre, halten die seit 1985 bestehende Städtepartnerschaft mit dem österreichischen Obervellach aufrecht.
Nach dem Fall des Eisernen Vorhangs wurden zwei weitere Freundschaften geschlossen. In der ehemaligen DDR liegt die Gemeinde Doberlug-Kirchhain. Das Woeste-Gymnasium unterhält eine Partnerschaft mit dem dortigen Gerberstadt-Gymnasium. Die jüngste und eine der aktivsten Freundschaften ist die zwischen Hemer und dem russischen Schtscholkowo, für die ein eigener Partnerschaftsverein gegründet wurde. Zu den Hemeraner Herbsttagen besucht eine russische Delegation Hemer Jahr für Jahr. Eine Schulpartnerschaft verbindet das Woeste-Gymnasium mit der Bablake School im britischen Coventry und der Nordhoff High School in Ojai, Vereinigte Staaten.
Der Rat der Stadt Hemer ernennt für jede Städtepartnerschaft einen Beauftragten, der sich ehrenamtlich um die Verbindung der Orte kümmert. Alle Partnerstädte präsentierten sich im Städtemosaik der Landesgartenschau Hemer 2010.

## Kultur und Sehenswürdigkeiten

### Museen

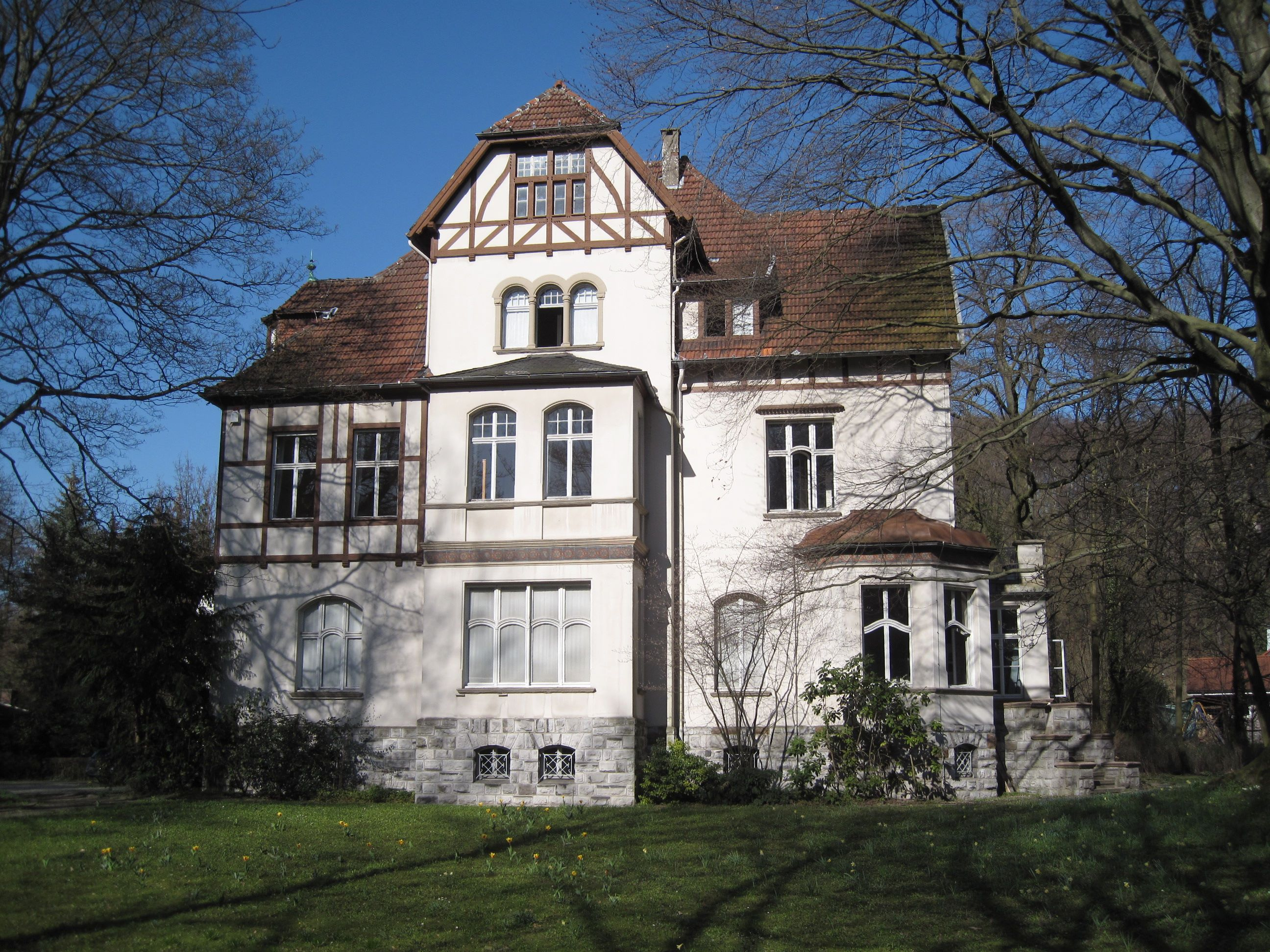
Felsenmeermuseum

Das Felsenmeermuseum ist in einer Jugendstilvilla untergebracht, die der Fabrikant Peter Grah 1902 zwischen Hemer und Sundwig errichten ließ. In den 1980er Jahren übergab die Stadt das Haus dem Bürger- und Heimatverein Hemer, der es seit 1989 als Heimatmuseum betreibt. Zu sehen sind Ausstellungsstücke zur Erdgeschichte sowie zur Industrie- und Stadtgeschichte. Ein Schwerpunkt liegt auf den gebürtigen Hemeranern Friedrich Leopold Woeste, Willibrord Benzler und Hans Prinzhorn. In Wechselausstellungen beschäftigt sich der Verein mit unterschiedlichen heimatgeschichtlichen Themen.
Der Hemeraner Verein für Zeitgeschichte betreibt einen Geschichtsraum über das Stammlager VI A auf dessen ehemaligem Gelände. Ein Modell des Lagers, Schautafeln und Fotos aus den Tagen der Befreiung sind ausgestellt. Ein virtuelles Gedenkbuch für alle im Stalag Verstorbenen wird angestrebt.
Kunstausstellungen des Hemeraner Kunstvereins finden regelmäßig im Reidemeisterhaus in Sundwig und im Jugend- und Kulturzentrum am Park statt.

### Theater und Musik
In der ersten Hälfte des 20. Jahrhunderts gab es in Hemer eine Reihe von Theatervereinen und Laienspielgruppen, die bis in die 1950er-Jahre hinein aktiv waren. Heute gibt es in Hemer keine Theatergruppen, die Ensembles des Jugendamt-Projekts Stageplay sowie einige Schülergruppen treten aber regelmäßig auf.
Die Stadt Hemer betreibt eine Musikschule mit rund 800 Schülern im Jahr 2024. Spielmannszüge und Musikverein gibt es in fast jedem Ortsteil. Daneben sind auch Chöre in Hemer fest in der Gesellschaft verwurzelt. Der MGV Eintracht Westig war 1853 der erste Gesangsverein in Hemer. In den 1950er-Jahren schlossen sich die Männergesangsvereine zusammen, um gemeinsam auf den Bundessängerfesten in Mainz und Stuttgart aufzutreten. 2009 gab es im Stadtgebiet rund 30 Männer-, Frauen-, Kinder- und Gemischte Chöre. Im Jahr 2018 gehörten dem Stadtverband Hemer noch zehn Chöre an. 2024 waren im Stadtgebiet nur noch drei vereinsmäßig organisierte Chöre aktiv.
Für Theateraufführungen und Konzerte werden die Schulaulen des Gymnasiums und des Schulzentrums Parkstraße, das Jugend- und Kulturzentrum am Park, das Haus Hemer und die Hemeraner Kirchen zur Verfügung gestellt. Im Zuge der Landesgartenschau entstand mit dem Grohe-Forum ein neues Veranstaltungszentrum.

### Bauwerke
Das älteste Gebäude auf Hemeraner Stadtgebiet ist die evangelische Stephanuskirche in Deilinghofen, deren genaues Entstehungsdatum allerdings unbekannt ist. Einige Quellen nennen die Mitte des 13. Jahrhunderts, andere das 14. Jahrhundert als Entstehungszeit. 2004 wurde das Bauwerk, das seit 1982 unter Denkmalschutz steht, grundlegend restauriert. Die aus der Zeit von vor 1000 n. Chr. stammende Vituskirche in Niederhemer wurde 1818 abgerissen.
1700 wurde die katholische Pfarrkirche St. Peter und Paul fertiggestellt. Der Barockbau wurde ebenfalls 1982 unter Denkmalschutz gestellt. Als Ersatz für die 1818 abgebrochene Vituskirche baute die evangelische Kirchengemeinde bis 1820 die Ebbergkirche. Planungen sahen zuerst einen Entwurf des Baumeisters Karl Friedrich Schinkel vor, aus finanziellen Gründen wurde dann allerdings eine Konstruktion des Hemeraners Johann Hermann Stindt realisiert. Die Ebbergkirche wurde 1989 in die Denkmalschutzliste der Stadt Hemer aufgenommen.

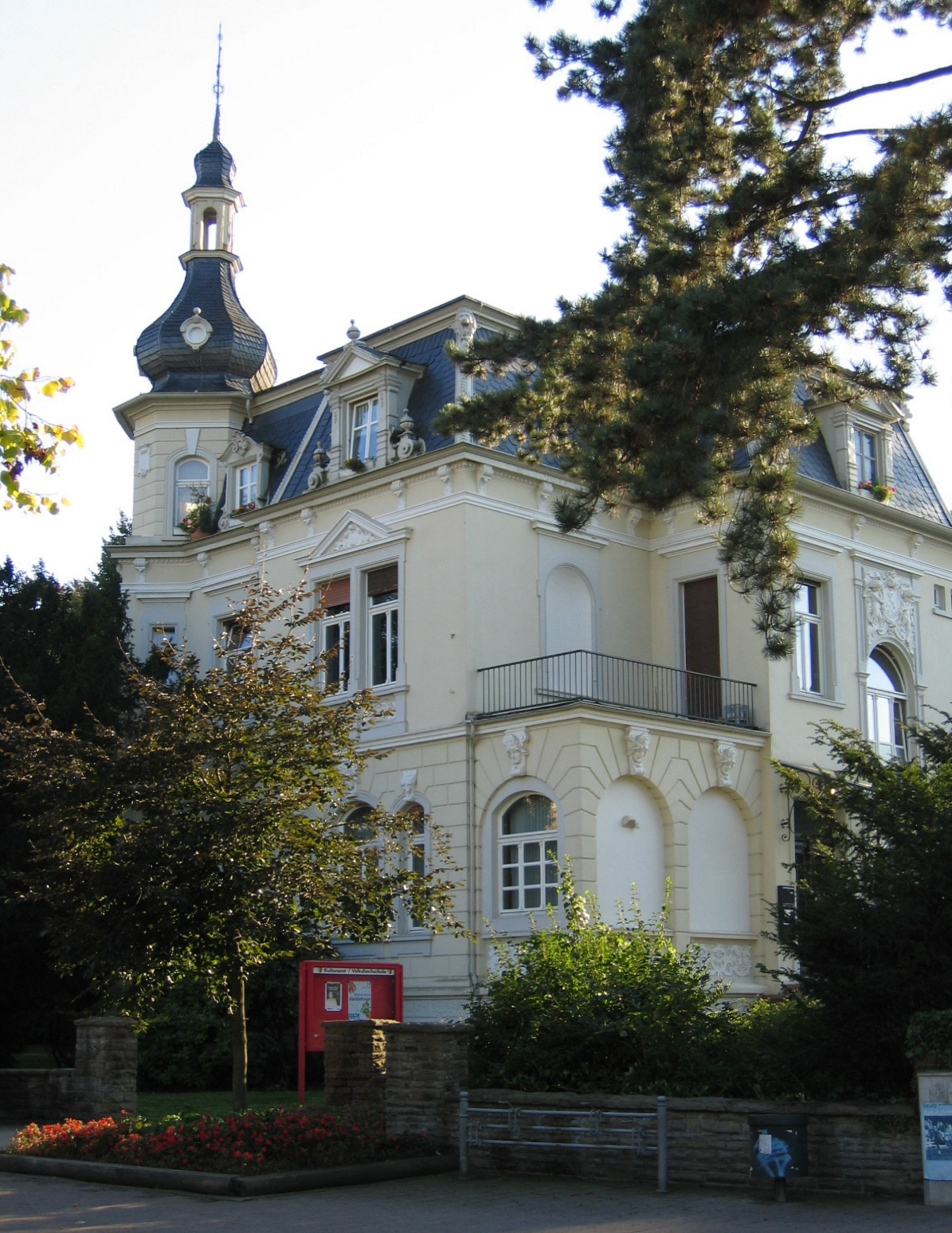
Villa Prinz
(Türmchenvilla)

Die weiteren Kirchengebäude Hemers stammen aus dem 20. Jahrhundert. 1905 wurde die Sundwiger Pfarrkirche St. Bonifatius geweiht. Das Bauwerk ist das höchste im gesamten Stadtgebiet und steht seit 2001 unter Denkmalschutz. Anfang der 1930er Jahre entstanden die katholischen Pfarrkirchen St. Marien in Bredenbruch und St. Petrus Canisius in Westig sowie die evangelische Kirche in Ihmert. Das jüngste katholische Kirchengebäude in Hemer ist die Christkönig-Kirche in der Innenstadt, die seit 1966 das Bild der Fußgängerzone prägt. 1964 wurden die Kreuzkirche in Landhausen sowie die Sundwiger Christuskirche geweiht, die seitdem das Erscheinen der jeweiligen Ortsteile prägen. Der Glockenturm am Paul-Schneider-Haus in der Innenstadt enthält die ehemalige Glocke der Vituskirche.
Ein weiteres prägendes Element des Hemeraner Stadtbildes sind Fabrikantenvillen. Die Villa Grah wurde 1902 errichtet und beheimatet seit den 1980er Jahren das Felsenmeermuseum des Bürger- und Heimatvereins. Die Villa Prinz in der Innenstadt ist wegen ihrer auffälligen Zwiebelhaube an einem hervorstehenden Eckturm besser als Türmchenvilla bekannt. Dort ist unter anderem das Standesamt der Stadt Hemer untergebracht. Beiden Gebäuden wurde 1982 der Denkmalschutz zugesprochen. Weitere denkmalgeschützte Fabrikantenvillen stehen unter anderem in Westigerbach und an der Kantstraße in Oberhemer. Auch das Reidemeisterhaus in Sundwigerbach hat eine industrielle Geschichte und wird noch heute als Bürogebäude genutzt.
Aufgrund der Grenzlage zu Kurköln ließen die Grafen von der Mark 1353 die Burg Klusenstein im Hönnetal errichten. Die Burg steht auf einem Kalksteinfelsen über dem Hönnetal. Zu ihrem Verteidigungssystem gehörte unter anderem das Gut Bäingsen, das ebenfalls unter Denkmalschutz steht. Die Burg gehört Rheinkalk und ist verpachtet.

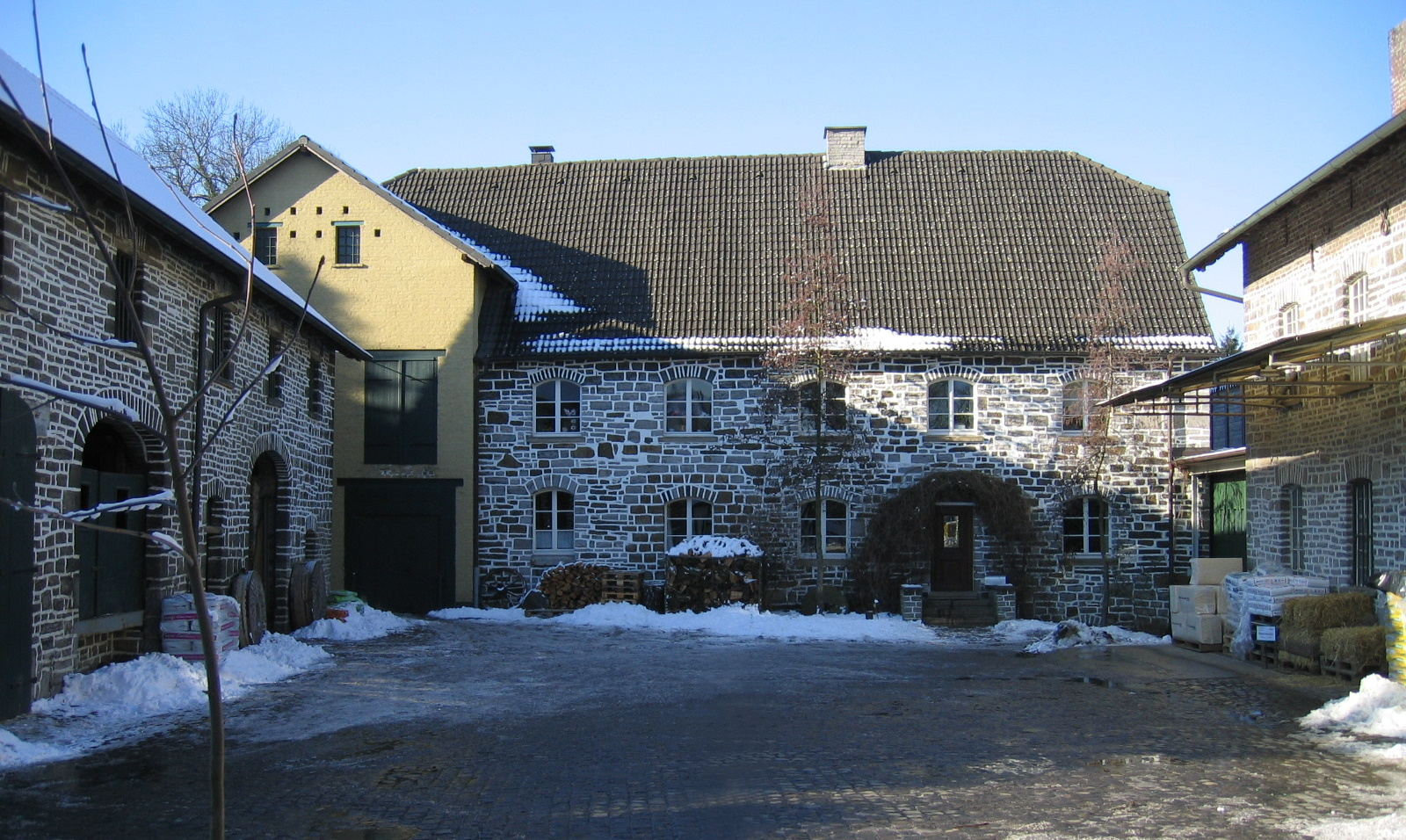
Sundwiger Mühle

Herrensitze gab es in Form von Haus Hemer und auf der Edelburg. Diese liegt an der B 7 zwischen Hemer und Menden und wurde 1375 erstmals urkundlich erwähnt. Das Herrenhaus wurde am Ende des 16. oder Anfang des 17. Jahrhunderts erbaut. Heute ist die Edelburg vor allem für ihre Reitturniere bekannt. Der Reitplatz schließt sich an das Gut an, für dessen Bau Material der ehemaligen Burg Brelen verwendet wurde. Haus Hemer wurde 1072 als Oberhof erstmals erwähnt. Die bestehenden Gebäude stammen aus dem Jahr 1614 und werden als Gemeindezentrum und Kindergarten der Peter-und-Paul-Gemeinde genutzt.
Das 1906 errichtete Alte Amtshaus war bis 1975 Sitz der Amtsverwaltung und wurde vom neuen Rathaus abgelöst. Seitdem sind in dem denkmalgeschützten Gebäude die Musik- und die Volkshochschule untergebracht. Im Norden Sundwigs stehen noch einige Fachwerkhäuser in schmalen Gassen. Auch diese Gebäude stehen unter Denkmalschutz. Gleiches gilt für die Sundwiger Mühle in direkter Nachbarschaft. Sie ist die letzte noch in Betrieb befindliche Wassermühle im Märkischen Kreis und steht zum Teil auf Restmauern einer von Johann Hermann Stindt im Auftrag von Johann Gottfried Wilhelm Renzing (1784–1856) an dieser Stelle 1811 errichteten Getreidemühle. Die denkmalgeschützte Wassermühle, die sich noch heute in Familienbesitz befindet, ließ Johannes Peter Alberts (* 1829; † 1892) in den Jahren 1865 bis 1868 errichten. Historische Feuerwehrhäuser stehen in Sundwig und Heppingsen.
Die Kunstmeile führt vom Alten Markt zur Christkönig-Kirche. Die Bundestrilogie, die Eberhard Linke 1999 schuf, besteht aus drei Bronzeskulpturen. Bis zum Umbau der Hemeraner Innenstadt im Vorfeld der Landesgartenschau befand sich zwischen Neuem Markt und Hademareplatz der Hemer-Brunnen mit fünf Wasserspeiern aus Edelstahl, der 1985 von einem Schüler des Woeste-Gymnasiums gestaltet worden war. Die Stele Aus der Tiefe am Neuen Markt stammt von der Künstlerin Ulle Hees. Die Skulptur aus dem Jahr 1993 vereint Mystik, Arbeit und die Geschichte Hemers. An der ehemaligen Stadtbücherei in der Innenstadt befindet sich die Skulptur Aufstieg zum Erfolg der Iserlohnerin Edeltraut Glingener. Die Bronzeplastik auf zwei Sockeln wurde 2003 enthüllt. Der Christophorus-Brunnen von Ernst Fuchs prägt den Grohe-Platz. Das 1977 geschaffene Kunstwerk wurde 2002 vom Hademareplatz dorthin verlegt. Den Abschluss der Meile bildet das Stadttor, das Udo Unterieser 1997 schuf.

### Parks
Im zentrumsnahen Friedenspark, mit einer Größe von etwa vier Hektar eine mittelgroße Parkanlage, steht am Rande des südwestlichen Teiles ein Altenheim der Hermann-von-der-Becke-Stiftung. Das ehemalige Wohnheim, eine unter Denkmalschutz stehende Villa aus dem späten 19. Jahrhundert, wurde 2005 von einem modernen Bau abgelöst und anschließend als Lager genutzt. 2022 erwarb die „UNC Immobilienentwicklungs GBR“ aus Balve, die in Hemer bereits durch die Errichtung des Hademare- und des Felsenmeer-Centers bekannt ist, die Villa von der Stadtverwaltung. Sie will in der Villa nach einer Sanierung betreute Wohnbereiche für Senioren einrichten. Der Park steht unter anderem wegen seines alten Baumbestandes unter Schutz und stellt im Innenstadtbereich ein wesentliches Biotopelement dar. 2009 wurden die Wege im Park, in dem sich ein Teich, ein Kinderspielplatz und eine Boulebahn befinden, erneuert und bisher unzugängliche Teile des Villa-Gartens erschlossen. Mit der Landesgartenschau Hemer 2010 entstand auch im östlichen Stadtgebiet ein Parkgelände, das nach dem Ende der Veranstaltung den Namen „Sauerlandpark Hemer“ erhielt und seit Frühjahr 2011 als Erholungsgebiet genutzt wird. Im Westiger Ortszentrum zwischen Thomaskirche und dem ehemaligen Bahnhof liegt der Gockelsche Park, der nach dem Fabrikanten Gockel benannt ist. Eine Parkanlage im Zentrum von Ihmert ist Standort des dortigen Maibaums.

### Natur

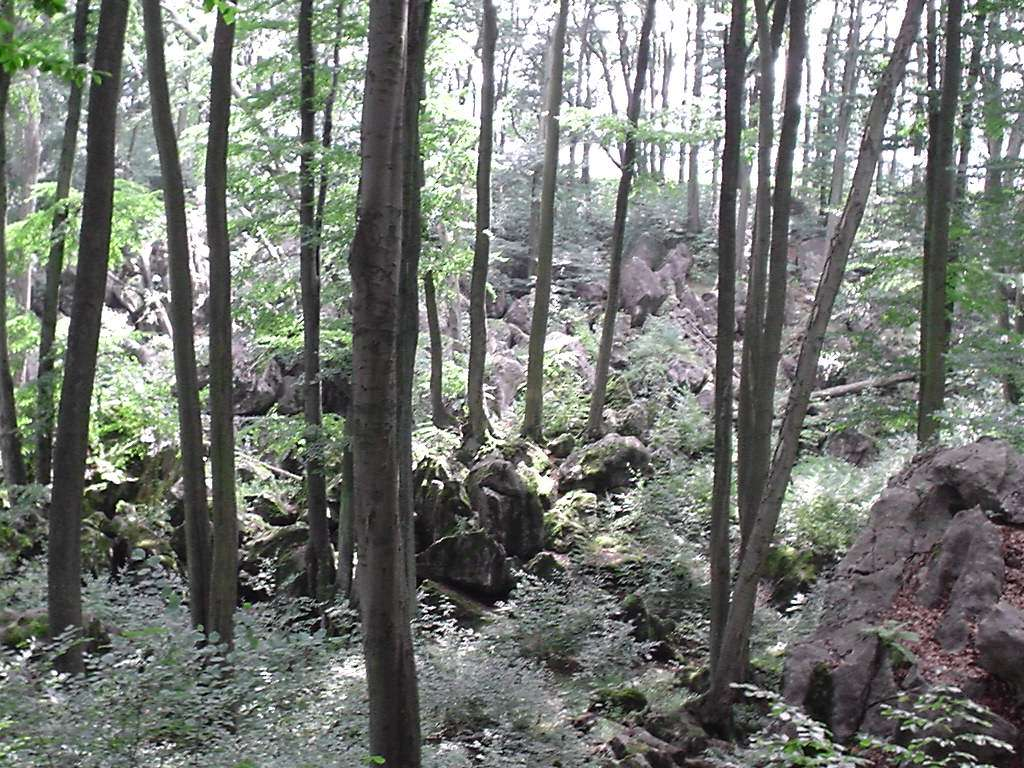
Felsenmeer

Bekannteste Sehenswürdigkeit der Stadt ist das Felsenmeer, ein 700 m langes und 100 bis 200 m breites Karstgebiet mit eingestürzten Höhlen. Natürliche Verkarstung und der im 19. Jahrhundert eingestellte Bergbau in diesem Gebiet schufen ein in Deutschland einzigartiges Geotop. Das Gesamtgebiet erstreckt sich über 13 Hektar und ist größtenteils von einem Buchenwald bewachsen. Weil in diesem Biotop eine Reihe seltener Tiere leben, steht das Gebiet unter Naturschutz und gehört dem Schutzgebietsystem Natura 2000 an. Über einen Steg und eine Plattform können die Besucher ab 2010 von oben auf das Gelände hinabblicken. Über die Entstehung des Felsenmeers, das in die drei Bestandteile Großes Felsenmeer, Kleines Felsenmeer und Paradies geteilt ist, ranken sich verschiedene Sagen. Im Stadtgebiet gibt es ferner das Naturschutzgebiet Am Tierkoven, das Naturschutzgebiet Riemke und das Naturschutzgebiet Duloh-Löbbecken-Kopf.
Die Heinrichshöhle, eine Tropfsteinhöhle, befindet sich in unmittelbarer Nachbarschaft des Felsenmeers in Sundwig. Eine besondere Attraktion ist das vollkommen erhaltene Höhlenbär-Skelett, das 1804 entdeckt wurde. 1904 wurde die Höhle als Schauhöhle eröffnet. Seitdem können Besucher 300 Meter des rund drei Kilometer langen Höhlensystems besichtigen. Betrieben wird die Höhle von der Hemeraner Arbeitsgemeinschaft Höhle und Karst Sauerland. Benannt ist sie nach ihrem Entdecker Heinrich von der Becke.
Ein Großteil des Stadtgebietes, insbesondere die Waldbereiche, gehört zum Landschaftsschutzgebiet Märkischer Kreis.
Aus dem ehemaligen Standortübungsplatz Apricke wurde Apricke – Wilde Weiden am Stadtrand von Hemer wo Heckrinder und Dülmener Pferde das ganze Jahr frei grasen.

### Sport

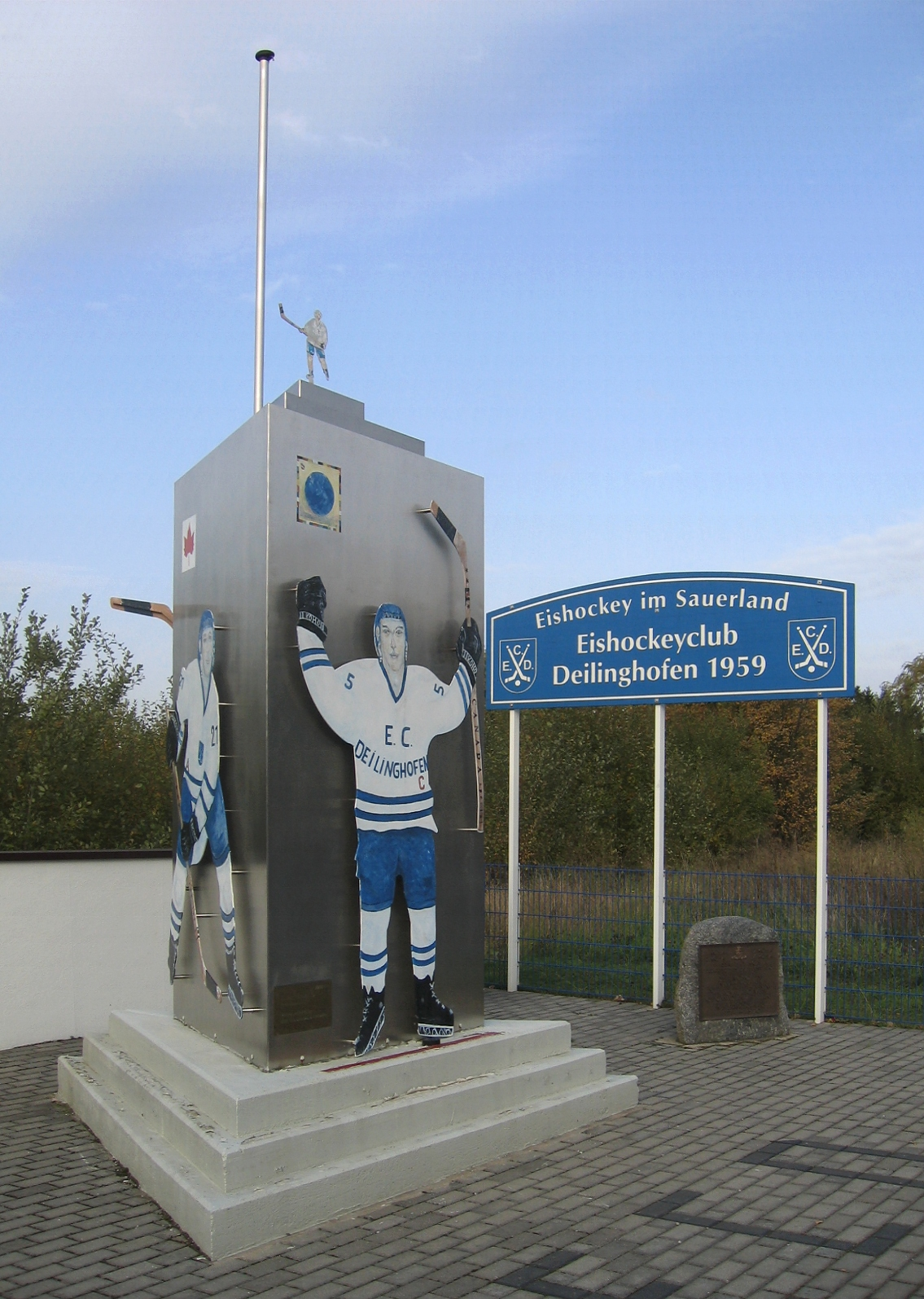
ECD-Erinnerungsstätte in Deilinghofen

Der Hemeraner Ortsteil Deilinghofen ist Geburtsort des heutigen DEL-Clubs Iserlohn Roosters. In der dortigen Kaserne stationierte kanadische Soldaten brachten den Sport nach Deilinghofen. Nachdem die neugierig gewordene Dorfjugend erst auf der Straße begonnen hatte, Eishockey nachzuahmen, boten ihnen die Kanadier auch Trainingszeiten auf der geschaffenen Eisfläche an. 1959 wurde der EC Deilinghofen gegründet, der aufgrund der mangelhaften Hallensituation 1971 nach Iserlohn zog. Bis dahin war der ECD bis in die zweithöchste Liga aufgestiegen.
Aushängeschild des Fußballs in Hemer ist die SG Hemer. Sie entstand 1976 aus der Fusion des SV Hemer 08 mit der Sportvereinigung Hemer. Von 1978 bis 1980 spielte die erste Mannschaft des Vereins in der Landesliga. 2009 gelang der Wiederaufstieg, der drei Jahre lang gehalten werden konnte. Seit dem Abstieg im Jahr 2018 spielt die SG Hemer in der Iserlohner Kreisliga A.
Der in Hemer hauptsächlich aktive Handballverein ist der HTV Sundwig-Westig, dessen Herrenmannschaft in der Oberliga beheimatet ist. Auch die Leichtathleten des TV Deilinghofen haben schon einige überregionale Erfolge vorzuweisen, wovon auch die Leichtathletik-Schulmannschaft des Woeste-Gymnasiums profitierte und einige Male ins Leichtathletik-Bundesfinale des Wettbewerbs Jugend trainiert für Olympia einzog. Überregional bekannt ist daneben das traditionelle Reitturnier an der Edelburg.
Der TC Weiß-Blau Hemer betreibt eine Tennisanlage in Hemerhardt. Zwischen 1992 und 1999 gewannen die Jungsenioren des Vereins (Herren 35) achtmal in Folge die deutsche Meisterschaft. 1998 und 1999 siegten auch die Senioren (Herren 45), die 1999 daneben noch Europameister werden konnten. Zum Team gehört unter anderem der 48-malige Tennis-Meister in der DDR Thomas Emmrich.

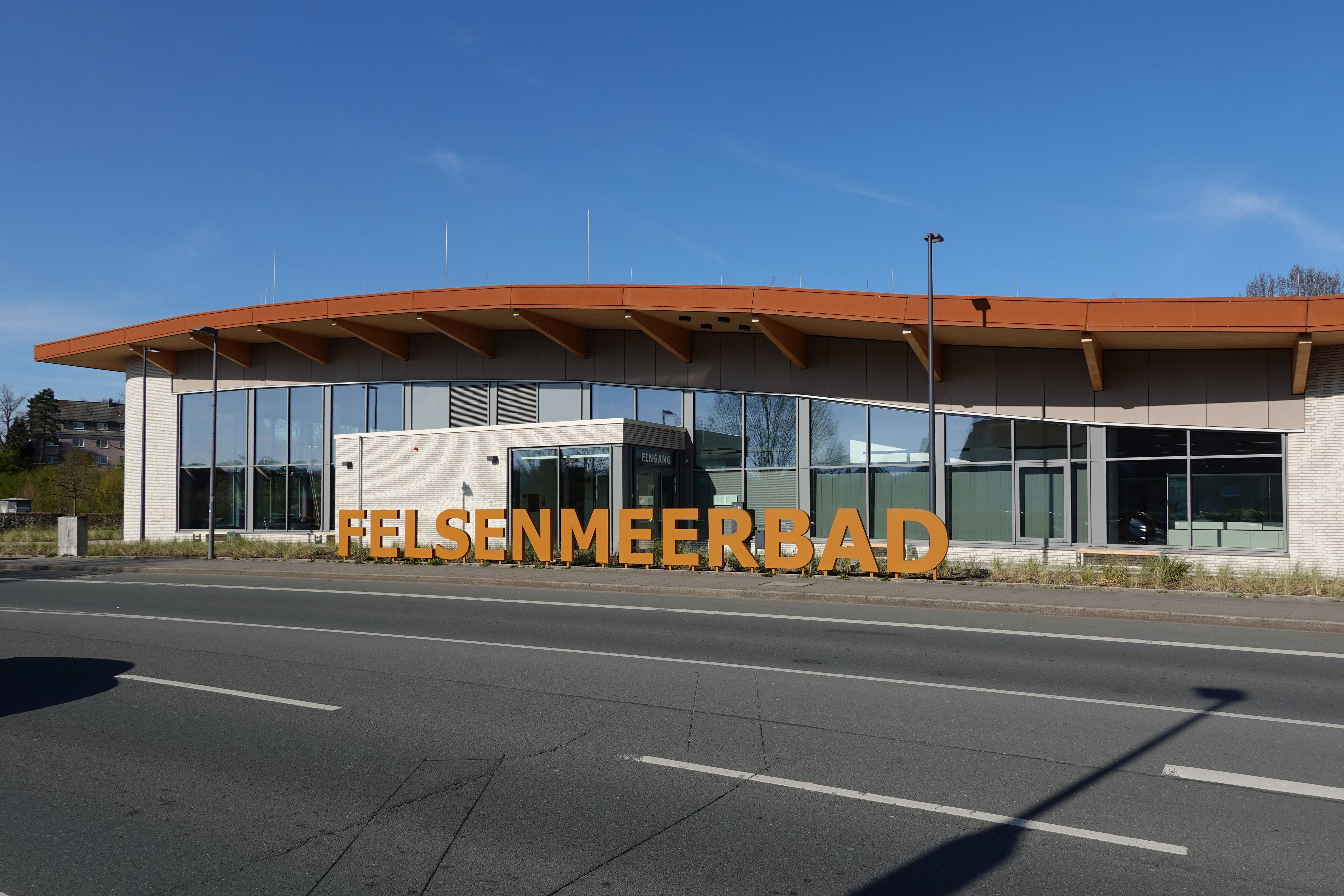
Felsenmeerbad

Im Stadtgebiet liegen zwei Schwimmbäder. Das erste städtisches Hallenbad war bis 2024 das „Hademarebad“. Es wurde 1973 eröffnet und beinhaltete neben einem 25-Meter-Becken ein Sprung- und ein Kinderbecken. Im Gebäude war auch eine Saunalandschaft eingerichtet. Um das Jahr 2001 wurde über einen möglichen Hallenbadabriss diskutiert, um auf seinem Standort mehr Platz für Ladenlokale zu schaffen. Nach einem Bürgerbegehren nahm der Rat Abstand von diesen Planungen. Später wurde über einen Neubau an anderer Stelle debattiert. Alternativstandorte waren damals das Landesgartenschau-Gelände oder ein Grundstück auf der Stadtgrenze zu Menden. Zwischenzeitlich musste das Hademarebad wegen u. a. Korrosionsschäden an der Deckenabhängung und Asbestfunden an Lüftungsschächten eineinhalb Jahre für Sanierungsarbeiten geschlossen werden. 2021 wurde auf dem ehemaligen Bahnhofsgelände, das schräg gegenüber dem Hademarebad liegt, mit dem Neubau eines Hallenbades begonnen. Nach dreijähriger Bauzeit konnte im November 2024 das städtische Hallenbad mit dem Namen „Felsenmeerbad“ eröffnet werden.  
Das zweite städtische „Freibad am Damm“ liegt im Ortsteil Stübecken und wurde 1996 nach einer Renovierung wieder eröffnet, nachdem 1991 eine Überbauung von der Ratsmehrheit abgelehnt worden war.

### Landesgartenschau 2010

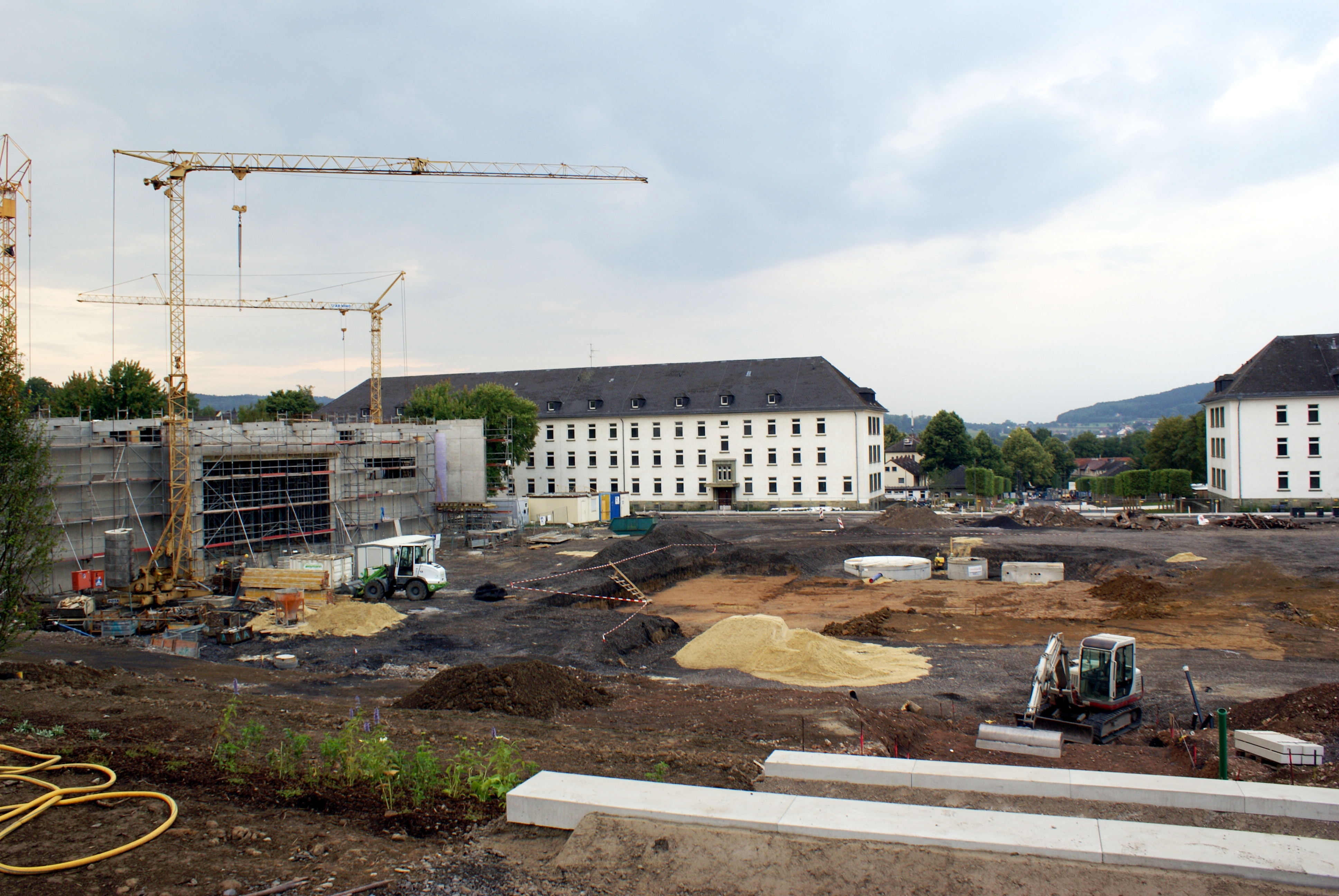
Der Blücher-Platz, zentraler Punkt der Landesgartenschau in Bau, Juli 2009

Am 27. Februar 2007 beschloss der Rat der Stadt einstimmig, sich um die Austragung der Landesgartenschau 2010 zu bewerben. Laut der Machbarkeitsstudie sollte das 28 ha große, an die Innenstadt grenzende ehemalige Gelände der Blücherkaserne den Schwerpunkt der Landesgartenschau bilden. Das anschließende 346 ha große Übungsgelände sollte teilweise in die Veranstaltung mit eingebunden werden, ebenso das Felsenmeer und die Heinrichshöhle. Am 2. Mai 2007 gab der Umweltminister von Nordrhein-Westfalen, Eckhard Uhlenberg, den Zuschlag Hemers für die Ausrichtung bekannt.
Die Landesgartenschau war vom 17. April bis 24. Oktober 2010 geöffnet, stand unter dem Motto Zauber der Verwandlung und fand mehr als eine Million Besucher.

### Regelmäßige Veranstaltungen
Das Veranstaltungsprogramm des Kulturbüros sieht vier jährlich stattfindende Straßenfeste in der Innenstadt vor. Der Hemeraner Frühling findet im Mai statt. Am letzten September-Wochenende locken die Hemeraner Herbsttage alljährlich zehntausende Besucher nach Hemer. Den Abschluss bildet die Hemeraner Weihnacht, ein kleines Hüttendorf auf dem Marktplatz im Advent.
Fest in der Bevölkerung verwurzelt sind Schützenfeste. Die Bürgerschützenvereine Hemer, Deilinghofen und Westig feiern das Fest jährlich, der BSV Frönsberg im Zwei-Jahres-Rhythmus. Der BSV Ihmert und der BSV Bredenbruch, als ältester Schützenverein der Stadt 1858 gegründet, wechseln sich in der Ausrichtung des Festes Jahr für Jahr ab.
Eine weitere Veranstaltung ist das jährlich in der Regel am Fronleichnamswochenende stattfindende WISPA-Festival, das tausende Freunde der alternativen Musik anzieht. Auf dem Festival, das von der Stadt Hemer mit veranstaltet wird, treten an zwei Tagen über 10 Bands, darunter Newcomer ebenso wie bereits bekannte Gruppen auf. Veranstalter ist seit 2005 der WISPA-Verein für Alternative Kultur.

## Wirtschaft und Infrastruktur

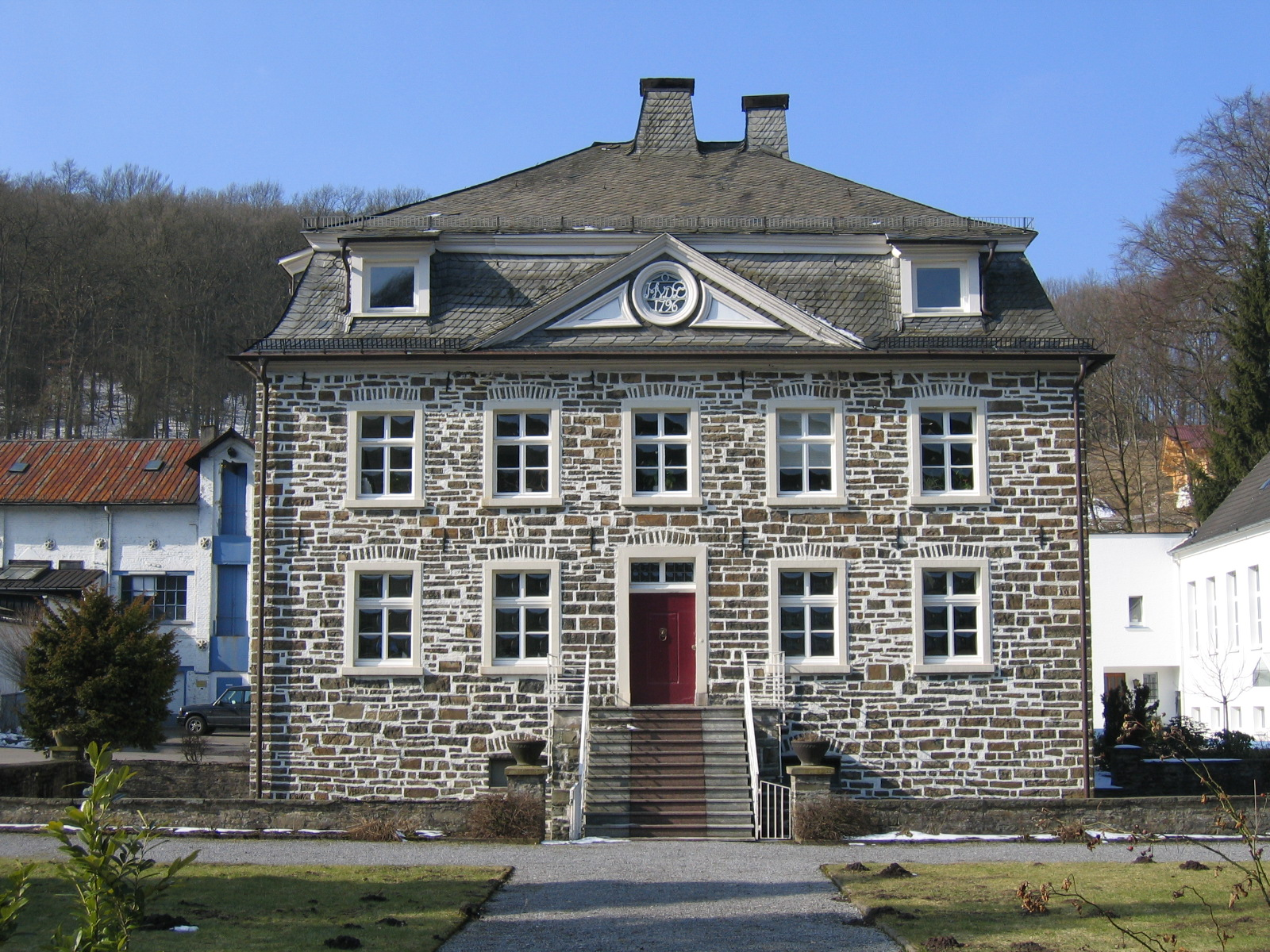
Das Reidemeisterhaus in Dieken, heute ein Bürogebäude

Die Wirtschaft im Raum Hemer wird von kleinen und mittelständischen Unternehmen dominiert. Dabei spielt die Land- und Forstwirtschaft mit 0,9 % der Beschäftigten in Hemer im Gegensatz zur Industrie (57,5 %) kaum eine Rolle. 41,6 % der Arbeitskräfte waren 1987 im Dienstleistungsbereich beschäftigt. Wie in Gesamtdeutschland gewinnt der tertiäre Sektor der Dienstleistungen zwar auch in Hemer an Bedeutung, reicht aber noch nicht an das verarbeitende Gewerbe heran.

### Industrie

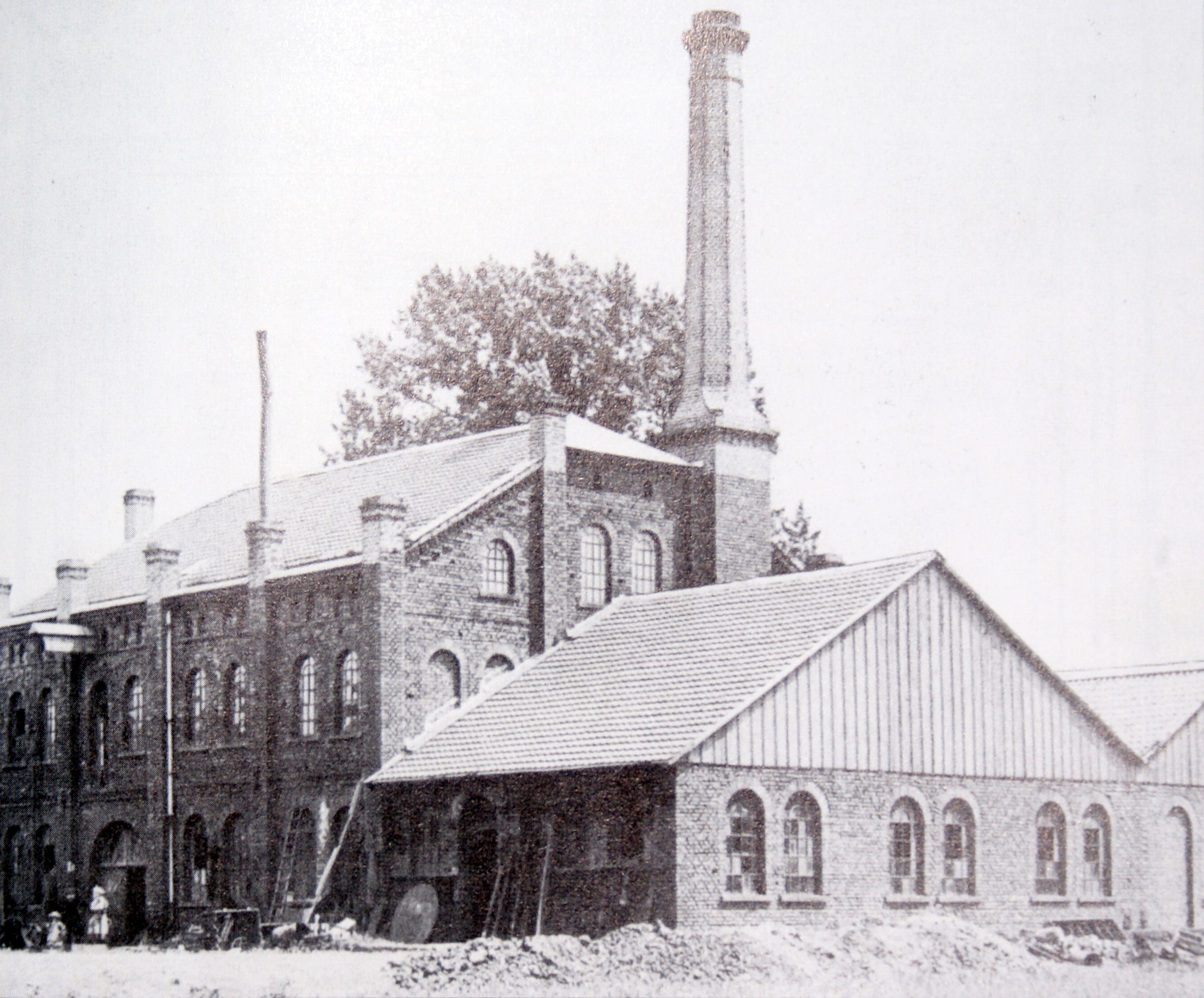
Papierfabrik Gustav Reinhard, um 1900

Durch den im 10. Jahrhundert einsetzenden Bergbau im Raum Hemer (unter anderem im Gebiet des Felsenmeers) wurde die Entwicklung der metallverarbeitenden Industrie in Gang gesetzt. Durch die Wasserkraft der Bäche wurden – teilweise als Nebenerwerb – einige Schmieden betrieben. Die Drahtindustrie in Hemer geht auf das 15. Jahrhundert zurück, als die ersten Drahtrollen im Ihmerter Tal errichtet wurden. Mit der Papierindustrie entstand im 16. Jahrhundert ein weiterer Wirtschaftszweig, der über viele Jahre Bedeutung hatte. Die letzte Papierfabrik ging 1988 im neu gegründeten Handelsunternehmen Papier Union auf. Im 17. Jahrhundert war Hemer einer der innovativsten Industriestandorte Preußens. Neben der ersten Messingschmelze der Region entstand damals auch die erste Fingerhutmühle Westfalens. 1736 wurde in Sundwig der erste Hochofen Westfalens in Betrieb genommen.
Das Sundwiger Messingwerk und weitere Messingproduzenten bildeten im 18. und 19. Jahrhundert die Basis für die Armaturenherstellung, für die sich dieser Werkstoff besonders eignete. Im 20. Jahrhundert entwickelten sich die beiden Hemeraner Armaturenhersteller Grohe und Keuco zu internationalen Marktführern auf ihrem Gebiet. Besonders Grohe gilt heute als Global Player mit weltweit 5200 Mitarbeitern und einem Jahresumsatz von über einer Milliarde Euro. Aufsehen erregte das Unternehmen im Jahr 2005, als die Übernahme Grohes durch ein Investorenkonsortium die Heuschreckenmetapher von SPD-Parteichef Franz Müntefering auslöste.

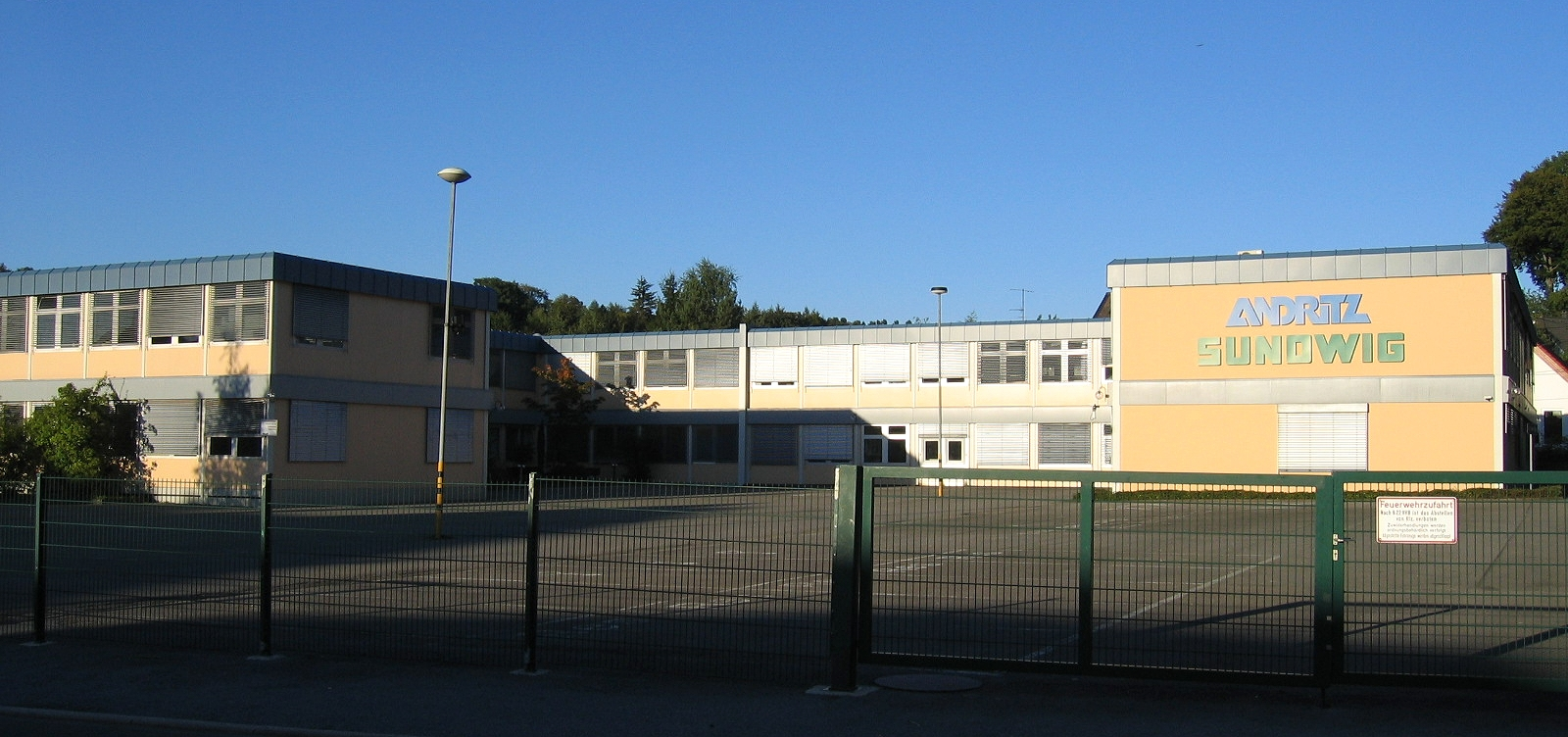
Neues Firmengebäude der Andritz Sundwig GmbH, dem Nachfolge-Unternehmen der Eisenhütte

Vor dem Ersten Weltkrieg war der Besteckhersteller Clarfeld & Springmeyer das renommierteste Hemeraner Unternehmen mit bis zu 500 Mitarbeitern im Jahr 1914. Aufgrund zunehmend preisgünstiger Konkurrenz aus dem Ausland musste das Fabrikgelände in den 1970er-Jahren verkauft werden. Der Maschinenbau in Hemer entstand unter anderem mit der Sundwiger Eisenhütte, die Walz- und Dampfmaschinen für das benachbarte Messingwerk herstellte.
Auch der Raum Hemer profitierte vom Wirtschaftswunder in den Anfangsjahren der Bundesrepublik. 1954 kamen die ersten Gastarbeiter aus Südeuropa nach Hemer. In den 1970er und 80er Jahren setzte eine Umzugswelle Hemeraner Unternehmen ein. Die Entwicklung von Wohnraum und Industrie war in Hemer zuvor meist parallel verlaufen. Nach der kommunalen Neuordnung begannen die Unternehmen aus der Innenstadt in Gewerbegebiete zu ziehen. In der zweiten Hälfte des 20. Jahrhunderts trat eine Diversifizierung der Industriestruktur ein, die weiterhin anhält. So siedelten sich einige Betriebe an, deren Geschäftsgebiet in Hemer nicht historisch gewachsen ist. Beispiele sind Silgan Dispensing Systems, Giersch, Haltec Hallensysteme und Erichsen.

### Dienstleistungen und Einzelhandel

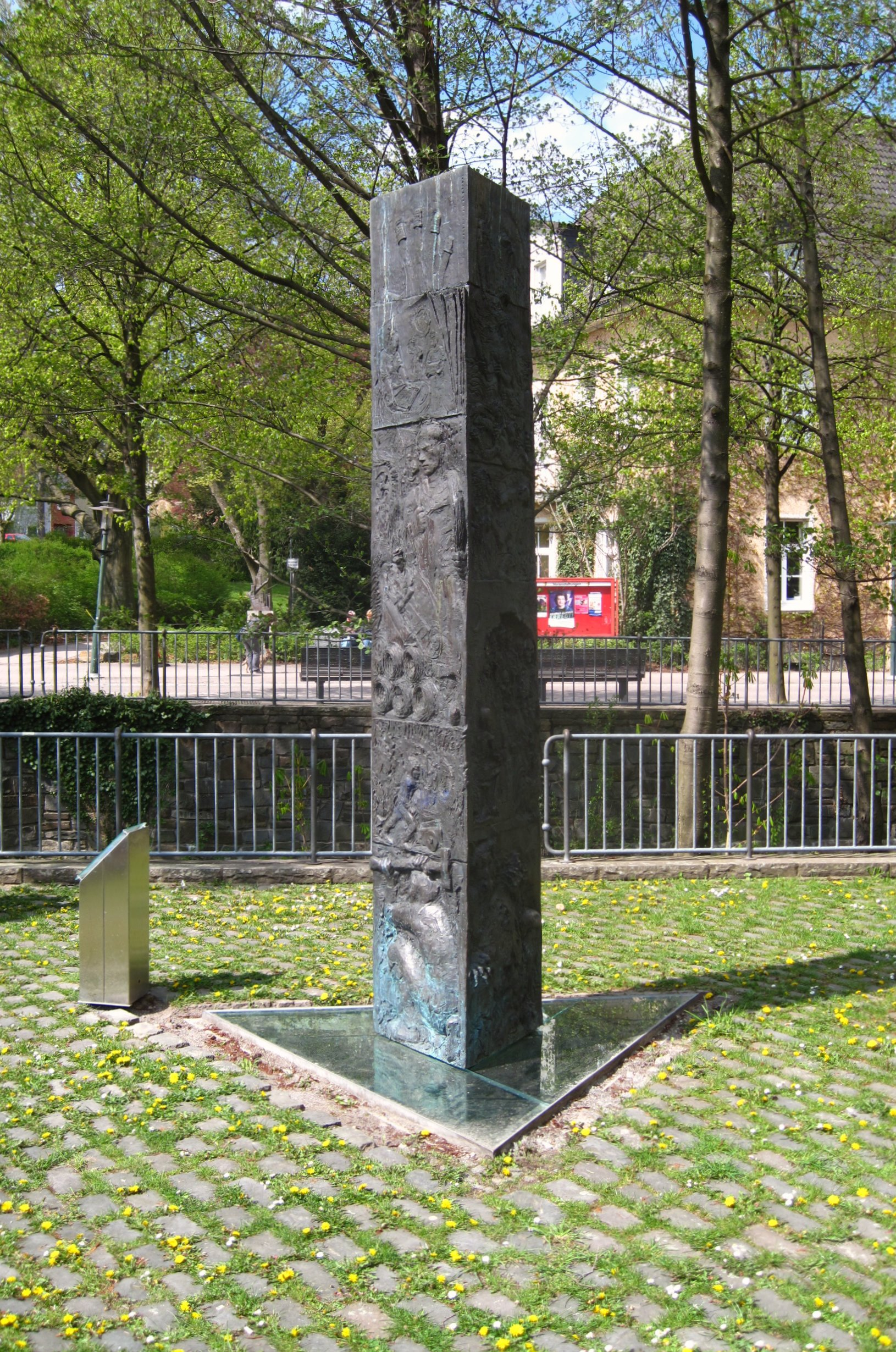
Stele „Aus der Tiefe“ in der Fußgängerzone

In den 1970er-Jahren wurde eine „neue Mitte“ mit Einkaufsmöglichkeiten in der Hemeraner Innenstadt eingerichtet, 1991 eine Fußgängerzone eröffnet. Zum Zeitpunkt der letzten Erhebung im Jahr 2011 standen im gesamten Stadtgebiet 45 und im Innenstadtbereich 33 Ladenlokale leer.
Nach 2000 entstanden außerhalb der Fußgängerzone Einzelhandelskomplexe wie das Nöllenhof- und das Felsenmeer-Center. Im Zuge der Landesgartenschau wurden auch Teile der Innenstadt umgestaltet. Außerdem entstand im Zentrum der Fußgängerzone das Hademare-Center. Große SB-Supermärkte bestehen im Hemeraner Ortsteil Becke sowie kurz hinter der Stadtgrenze zu Iserlohn.
Der Anteil der Beschäftigten im Dienstleistungsbereich ist unterdurchschnittlich. 1997 arbeiteten gut 2500 Beschäftigte in diesem Sektor, davon allein 1600 in den drei Krankenhäusern, in Altenheimen oder Kindergärten. Die übrigen arbeiten vor allem in der Stadtverwaltung, in Banken und Versicherungen sowie in der Gastronomie. Als Unternehmensverbund im Bereich der Forschung und Entwicklung schafft das Zentrum für Sicherheits- und Katastrophenschutztechnik einige neue Arbeitsplätze im Dienstleistungssektor.

### Verkehr

#### Straße
Mit dem Bau der A 46 zwischen Hagen und Hemer wurde die Stadt an das überregionale Straßennetz angeschlossen. Da viel Verkehr die bereits auf Iserlohner Stadtgebiet endende A 46 verlässt und auf der B 7 in Hemer weiterfährt, war seit den 1970er Jahren ein Weiterbau der Autobahn bis Arnsberg im Gespräch. Probebohrungen für einen Tunnel unter dem Stübecken fanden 2009 statt. Ende September 2011 gab das nordrhein-westfälische Verkehrsministerium bekannt, dass der Ausbau der A 46 nur bis Menden (Sauerland) und nicht weiter nach Neheim erfolgen solle.
Als wichtige West-Ost-Verbindung dient die L 682 zwischen der B 7 und der kurz hinter der Stadtgrenze im Hönnetal verlaufenden B 515. Die L 683 verbindet die B 7 mit der B 236 im Lennetal über die Ortsteile Westig, Bredenbruch und Ihmert.
Seit Anfang der 1990er Jahre wird der Bau einer Westtangente diskutiert, die die Autobahn-Anschlussstelle mit Westig verbinden soll. Für Kritik sorgte die geplante Streckenführung über das Landschaftsschutzgebiet Duloh.

#### Straßenbahn und Busse

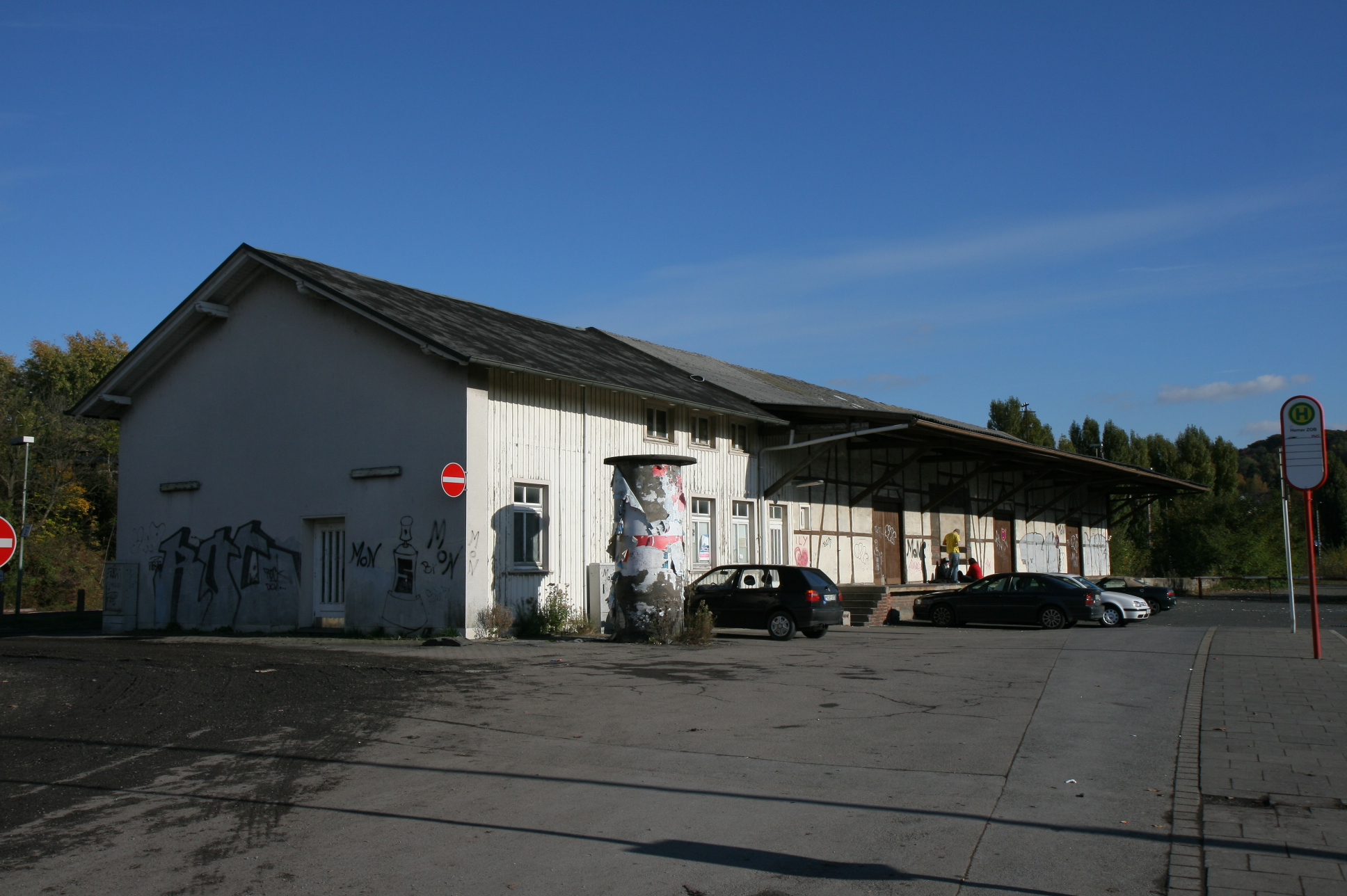
Ehemaliger Bahnhof in der Stadtmitte (inzwischen abgerissen)

1908 wurde die damalige Hemeraner Gemeinde Calle an die Straßenbahnlinie zwischen Hohenlimburg und Iserlohn angeschlossen. 1909 folgte der Ausbau über die Gemeinde Westig bis zum Amtshaus, 1911 erhielt auch Niederhemer, 1912 Höcklingsen (Gemeinde Becke) Anschluss. Über Sundwig führte eine Abzweigung ab 1913 bis nach Deilinghofen. 1921 wurde die Straßenbahn Niederhemer–Höcklingsen zu Gunsten der parallel verlaufenden Eisenbahn stillgelegt.
Nach dem Zweiten Weltkrieg fuhren in Hemer mit Unterbrechungen insgesamt zwei Jahre lang keine Straßenbahnen, da die Brücke zwischen Iserlohn und Westig zerstört war. Ab September 1948 fuhr die Straßenbahn zwar wieder, doch wurden auf den Strecken nach und nach günstigere und schnellere Busse eingesetzt. Mit dem Jahreswechsel 1959/60 endete die Personenbeförderung mit der Straßenbahn in Hemer, die letzten Güterwaggons verließen Westig 1964.
Die erste regelmäßige Buslinie wurde 1924 mit der Verbindung nach Fröndenberg eröffnet. Heute verfügt die Stadt über zwölf lokale und regionale Buslinien und gehört der Verkehrsgemeinschaft Ruhr-Lippe (VRL) an. Der Busverkehr wird im Wesentlichen durch die Märkische Verkehrsgesellschaft (MVG) als Nachfolgebetrieb der Iserlohner Kreisbahn betrieben. Auf vier Strecken, die von den MVG-Niederflur-Bussen nicht bedient werden können, fährt seit 1997 der Bürgerbus Hemer.

#### Schiene

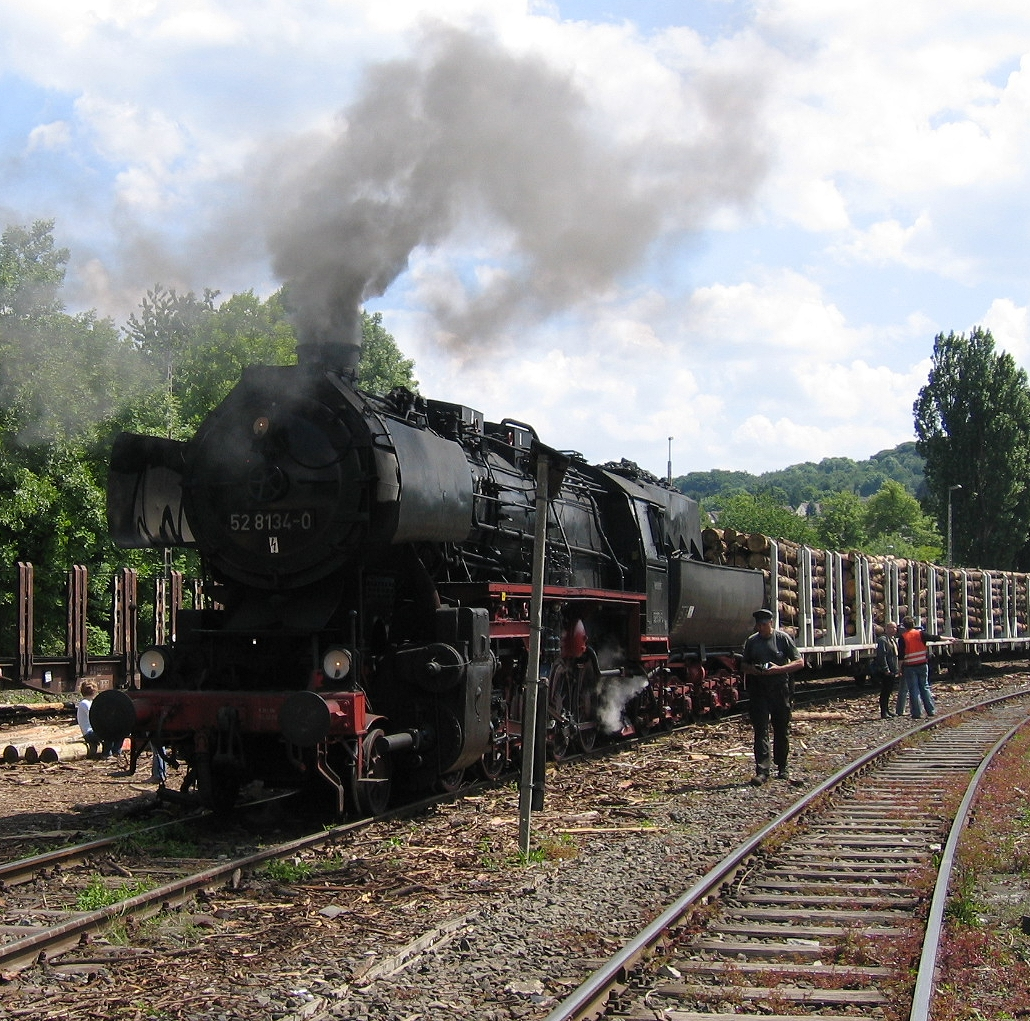
Abtransport von Kyrill-Holz mit Dampflok-Sonderfahrt, Mai 2008

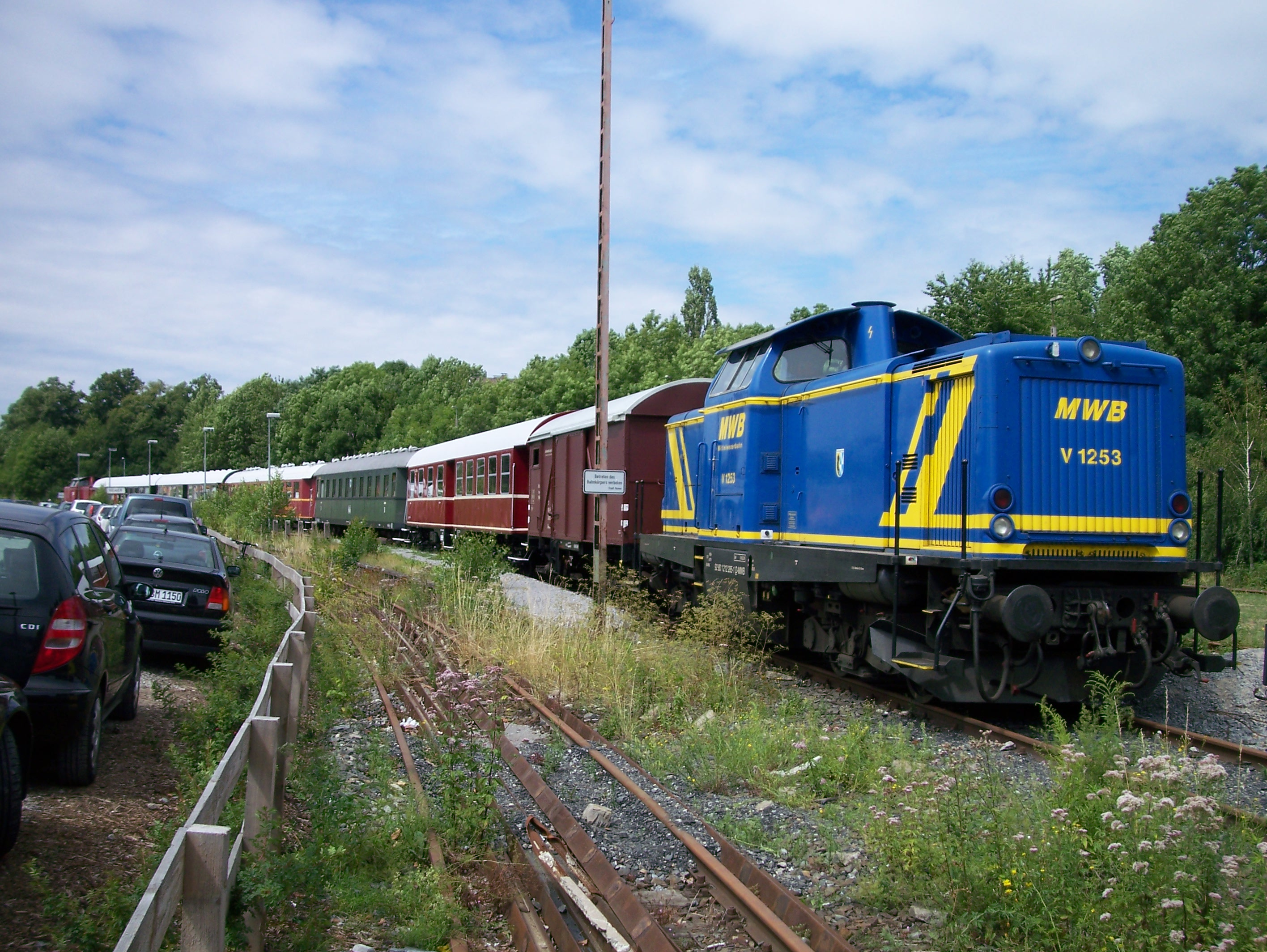
Sonderzug zur Landesgartenschau in Hemer, 31. Juli 2010

Hemer wurde in den 1880er-Jahren an das Schienennetz angeschlossen, nachdem erste Planungen schon 20 Jahre vorher begonnen hatten. Das erste Teilstück der Bahnstrecke Letmathe–Fröndenberg wurde zwischen Menden und Hemer 1882 fertiggestellt, drei Jahre später die Verbindung nach Iserlohn komplettiert. Dadurch war Hemer mit der Oberen Ruhrtalbahn und mit der Rhein-Sieg-Bahn verbunden. Neben dem Bahnhof Hemer wurden der Haltepunkt Oese und der Bahnhof Westig eingerichtet. Außerdem erhielten einige Industrieunternehmen eigene Bahnanschlüsse. 1891 wurde eine Verbindung nach Sundwig geschaffen.
Eine Kleinbahnstrecke der Iserlohner Kreisbahn zwischen Westig und Evingsen komplettierte das Hemeraner Schienennetz Anfang des 20. Jahrhunderts. 1913 wurde der Streckenteil bis Ihmert in Betrieb genommen, 1917 folgte die Verbindung nach Evingsen. Als die Strecke nach dem Ende des Ersten Weltkriegs bis Altena verlängert wurde, bestand erstmals eine Schienenverbindung zwischen dem Lennetal und Felsenmeerstadt. Die Kleinbahn war 1933 wieder von gravierenden Veränderungen betroffen, als das nicht profitable Teilstück zwischen Ihmert und Evingsen abgebrochen wurde. 1955 wurde der Personenverkehr vollständig eingestellt.
In den 1970er Jahren nahm die Bedeutung der Bahn in Hemer ab, als 1975 die Güterverladung in Sundwig und Westig endete. Durch immer weniger Passagiere stand die Stilllegung der Strecke ab 1983 zur Debatte. 1989 fuhr der letzte Personenzug aus dem Hemeraner Bahnhof. Seitdem befinden sich die nächsten Bahnhöfe in Iserlohn und Menden. Das Westiger Bahnhofsgebäude wurde 1984 unter Denkmalschutz gestellt und ging ein Jahr später in Privatbesitz über. Die anderen Bahnhofsgebäude in Hemer wurden nach Stilllegung der Strecke abgerissen.
Die Trasse nach Iserlohn ist inzwischen überbaut. Eine erneute Verbindung nach Menden schien im Vorfeld der Landesgartenschau (LGS) erneut möglich. Die Rhein-Sieg-Eisenbahn erstellte eine Machbarkeitsstudie und plante, die Strecke während und nach der LGS 2010 zu betreiben. Im Februar 2010 wurde bekannt, dass die Trasse während der LGS nur für Sonderzugverkehr genutzt wird, danach wurde der Betrieb wieder eingestellt. Im Januar 2011 bat der Stadtrat den Zweckverband Nahverkehr Westfalen-Lippe um Aufnahme der Strecke Iserlohn-Hemer-Menden in den neuen Nahverkehrsplan. Damit soll eine direkte Verbindung zwischen Hemer und Dortmund entstehen.
Im „NRW-Zielnetz 2040“ ist eine Verbindung zwischen Hemer und Unna vorgesehen. Dafür soll Hemer an den Abschnitt Menden–Unna der Hönnetal-Bahn angeschlossen werden. Ein Anschluss Hemers an Iserlohn und damit an Dortmund ist dagegen nicht enthalten.

#### Flughafen
In Deilinghofen gab es ab 1936 einen Segelflugplatz, auf dem ab 1938 Motor-Flugzeuge starteten. Die Landebahn wurde 1939 planiert, um den Flugplatz für den Einsatz im Zweiten Weltkrieg zu präparieren. In der Endphase im Frühjahr 1945 war der Platz Versorgungs-Flughafen, bevor er von US-Truppen größtenteils zerstört wurde. 1952 nahmen Flieger aus der gesamten Region ihren Sport in Deilinghofen wieder auf. Durch den Ausbau der britischen Kaserne in Deilinghofen und der Blücher-Kaserne am Jüberg wurde das Gelände soweit verkleinert, dass der Fliegerverein 1961 endgültig aufgegeben wurde.
Von den nächsten Flugplätzen liegen drei in Iserlohn und einer in Menden. Nächstgelegener internationaler Flughafen ist der Flughafen Dortmund.

### Medien
Lokalzeitungen gibt es in Hemer seit 1886, als die Hemer-Zeitung erstmals erschien. Am 22. März 1893 erschien einige Jahre nach Aufgabe der Hemer-Zeitung die Erstausgabe der Hemerschen Zeitung, die zuerst zweimal, ab Oktober 1893 dreimal wöchentlich und ab 1905 täglich erschien. Vier Jahre später fügten die Herausgeber den Untertitel Märkischer Landbote hinzu, der ab 1917 als Haupttitel fungierte. Als Iserlohner Kreisanzeiger und Zeitung mit den Untertiteln Hemersche Zeitung und Märkischer Landbote erschien das Blatt bis zum 12. April 1945.
1946 genehmigten die Alliierten die Gründung der Westfalenpost, die im Laufe der Zeit auch ein Redaktionsbüro in Hemer eröffnete. Ab 1947 wurde die Westfälische Rundschau (WR) in Hemer herausgegeben. Die Iserlohner Redaktion übernahm dabei auch die Berichterstattung aus Hemer. Der Iserlohner Kreisanzeiger (IK) erschien nach Gründung der Bundesrepublik wieder, im November 1949 wurde die erste Ausgabe gedruckt.
Zweimal wöchentlich (mittwochs und sonntags) erscheint seit Oktober 1978 das kostenlose Anzeigenblatt Stadtspiegel, dessen Iserlohner Redaktion auch den Hemeraner Titel erstellt. Seit 1990 wird der Wochenkurier, dessen Redaktion Iserlohn-Letmathe-Hemer sich ebenfalls in Iserlohn befindet, jeden Samstag verteilt.
Ende der 1980er-Jahre kam es zu größeren Veränderungen in der Hemeraner Presse. Die WAZ-Gruppe, die bereits die Westfalenpost in Hemer herausgab, beteiligte sich am Iserlohner Kreisanzeiger. In diesem Zusammenhang wurde die WP-Redaktion in Hemer geschlossen und die Leser an den IKZ übergeben. Erfolgreich verlief 1990 die Gründung einer Hemeraner WR-Redaktion. Die WR erscheint in Hemer weiterhin, übernimmt den Lokalteil seit 2000 aber vom Iserlohner Kreisanzeiger.
Der lokale Hörfunk für NRW im Bereich Hemer ist seit 1990 Radio MK, dem durch die Landesanstalt für Medien der Sendestandort Nr. 69 Frequenz 92,5 (Iserlohn) zugewiesen ist.

### Öffentliche Einrichtungen

#### Kliniken und Krankenhäuser

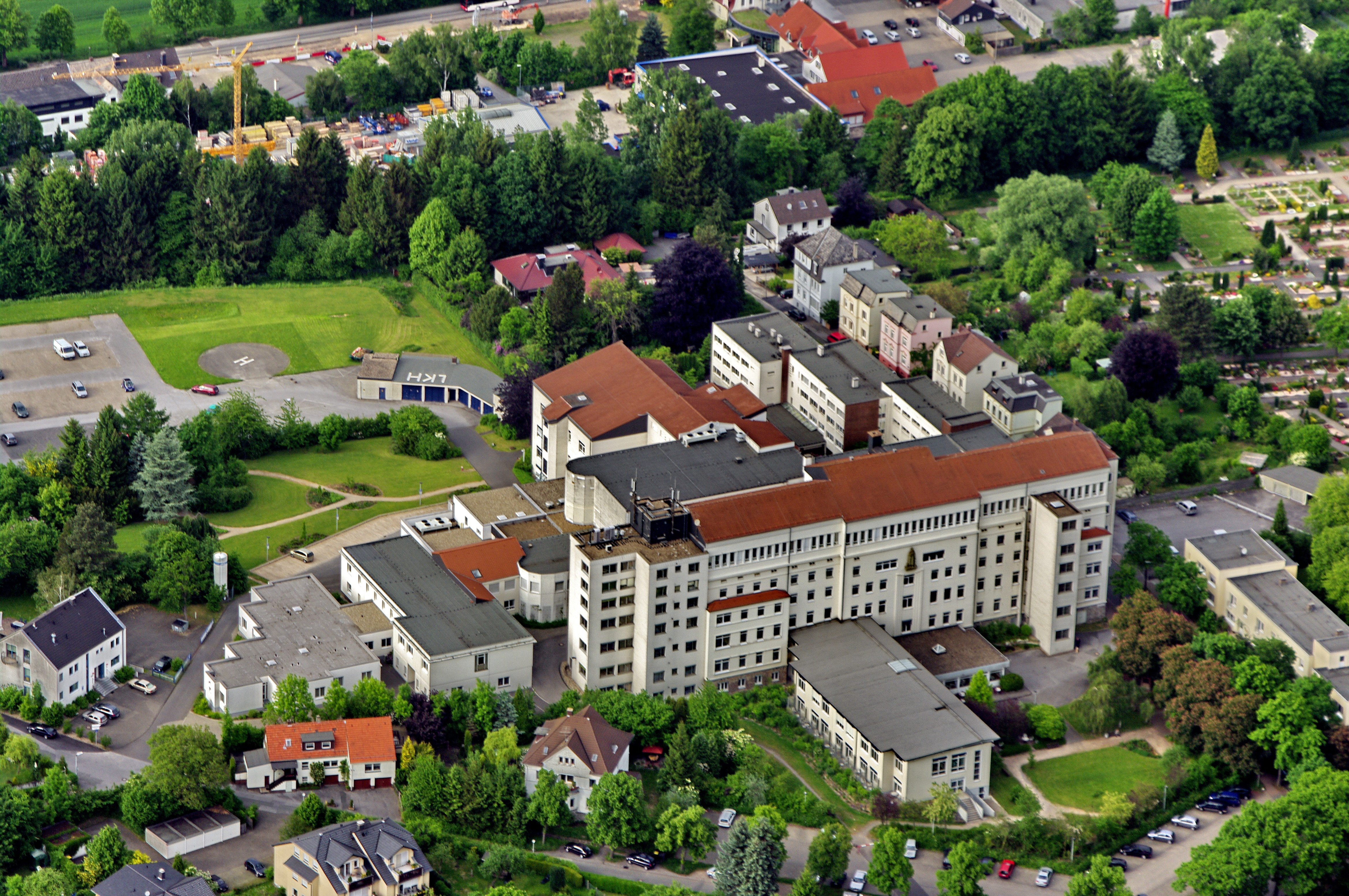
Lungenklinik, 2008

Seit 1892 gibt es in Hemer ein allgemeines Krankenhaus in Trägerschaft des Amtes. Die geringe Bettenzahl und das Bevölkerungswachstum machten Erweiterungen 1902 und 1908 erforderlich. Als das Krankenhaus nach dem Ersten Weltkrieg erneut zu klein geworden war, wurde das Haus bis ins Jahr 1931 erneut vergrößert. In Zeiten der Weltwirtschaftskrise wurde die Erweiterung von Kritikern als überdimensioniert bezeichnet und tatsächlich wurde die Unterhaltung des Hauses für das Amt zum Problem. Im Dezember 1934 erwarb die Wehrmacht das Gebäude der heutigen Lungenklinik und wandelte es in ein Standortlazarett um. Das Amt ließ daraufhin ein neues Krankenhaus errichten, das 1936 mit 80 Betten eröffnet wurde und auch heute noch als Paracelsus-Klinik die Stadt medizinisch versorgt. Während des Zweiten Weltkriegs fungierte das Krankenhaus als Lazarett und pflegte nach der Befreiung ehemalige Gefangene des Stalag VI A. Bis 1972 wuchs das Haus auf 161 Betten, mit der kommunalen Neuordnung 1975 ging es in die Trägerschaft der neu geschaffenen Stadt über und hieß fortan Stadtkrankenhaus.
Bereits 1904 eröffnete die katholische Kirchengemeinde St. Peter und Paul das St.-Marien-Hospital in der Geitbecke. Beginnend mit 30 Betten wurde die Klinik auf 112 Betten im Jahr 1972 vergrößert. 1978 wurde das Haus wegen finanzieller Schwierigkeiten der Gemeinde an die Stadt Hemer verkauft und übernahm als Stadtkrankenhaus II die Abteilung Innere Medizin. Chirurgie, Gynäkologie, Hals-Nasen-Ohren-Heilkunde, Augenheilkunde und Anästhesie blieben im Stadtkrankenhaus I. Das Hospital wurde 1984 privatisiert und ging in die Trägerschaft der Paracelsus-Kliniken über, was für Kritik in der Bevölkerung sorgte. 1992 änderte es als erstes Krankenhaus in Deutschland das Abrechnungssystem. Anstelle der Verweildauer wurden nun Pauschalen für bestimmte Behandlungen gezahlt. Um die Kosten zu senken, wurde das ehemalige Marien-Hospital im Jahr 2000 geschlossen. Seitdem sind die Abteilungen in der ehemaligen Paracelsus-Klinik I konzentriert, die erneut ausgebaut wurde. Das Zweitgebäude wurde abgerissen und an dessen Stelle ein Wohngebiet eingerichtet. Heute verfügt die Paracelsus-Klinik über 134 Betten.
Aus dem ersten Amtskrankenhaus und Standortlazarett entwickelte sich nach dem Zweiten Weltkrieg die überregional bekannte Lungenklinik. Sie verfügt über die vier Fachabteilungen Pneumologie, Thoraxchirurgie, Radiologie und Anästhesie. Außerdem ist ein Forschungsinstitut integriert. Aufsehen erregte der erste SARS-Fall in Deutschland im Jahr 2002. Damals infizierte sich ein Hattinger mit dem Virus und konnte in der Lungenklinik geheilt werden.

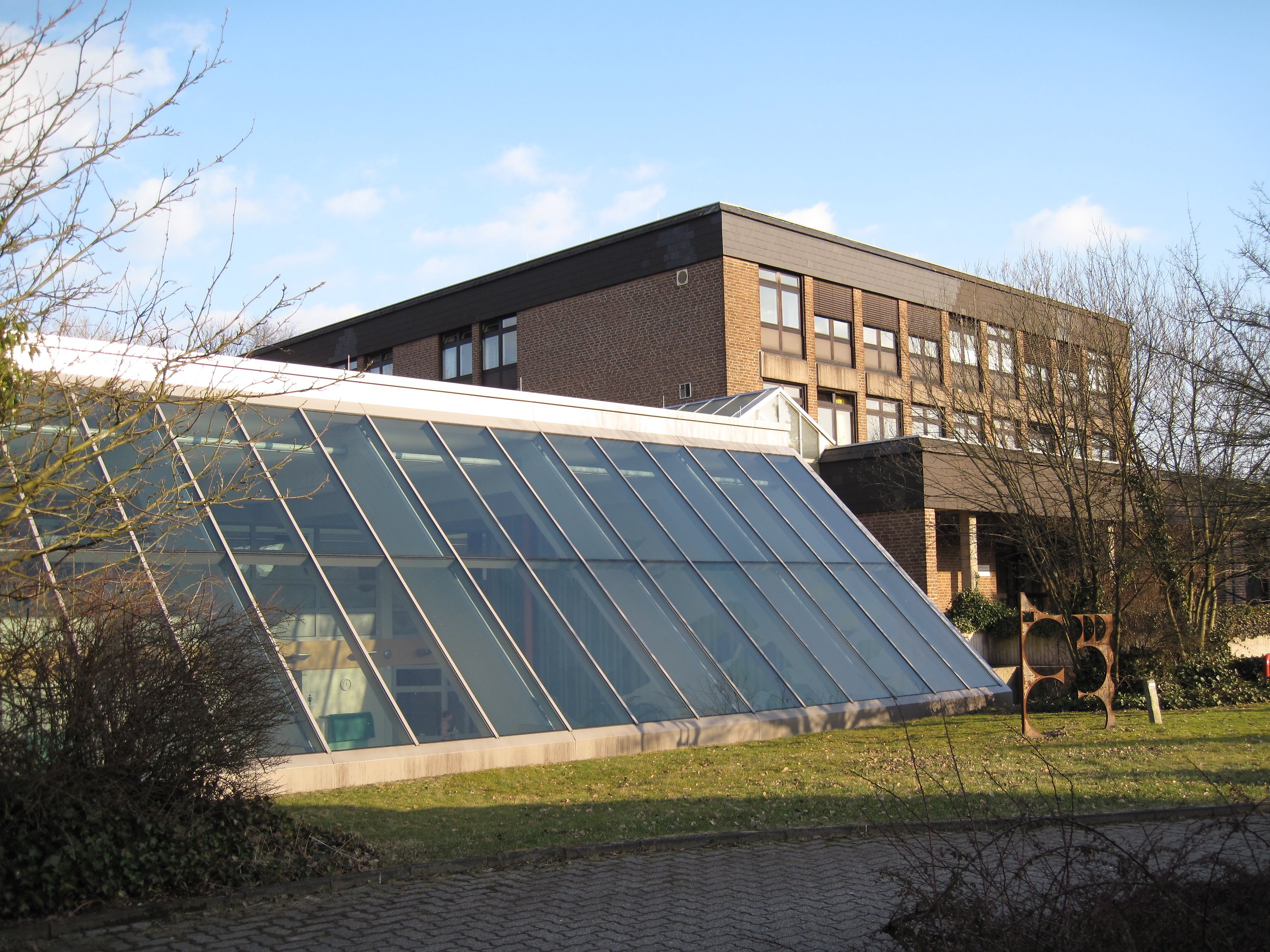
Schwimmbadgebäude der Hans-Prinzhorn-Klinik

Im Ortsteil Frönsberg befindet sich die nach Hans Prinzhorn benannte Westfälische Klinik Hemer, die Ende der 1980er-Jahre in Hans-Prinzhorn-Klinik umbenannt wurde. 1914 kaufte die AOK Dortmund das Gelände und nahm den Betrieb des Genesungsheimes Frönspert für Bergleute auf. Nach der Machtübertragung an die Nationalsozialisten wurde das Gebäude beschlagnahmt und in das NSBO-Genesungsheim Westfalen-Süd umgewandelt. Während des Krieges war es Teil des Hemeraner Standortlazaretts mit dem Schwerpunkt lungenkranker Soldaten. 1950 übernahm die AOK wieder die Trägerschaft, die es 1964 an den Landschaftsverband Westfalen-Lippe verkaufte. Seitdem wird das Gebäude als psychiatrische Klinik verwendet.
Das Pflichtversorgungsgebiet besteht aus Teilen des Märkischen und des Ennepe-Ruhr-Kreises sowie aus Hagen. Heute unterhält die Klinik mehrere Abteilungen: Psychotherapie/Depressionsbehandlung, Psychiatrie, Suchtkrankenbehandlung und Gerontopsychiatrie. Daneben existieren eine Tagesklinik und eine Institutsambulanz. Im Westfälischen Wohnverbund können Menschen mit psychischen Behinderungen betreut werden.

#### Militärstandort

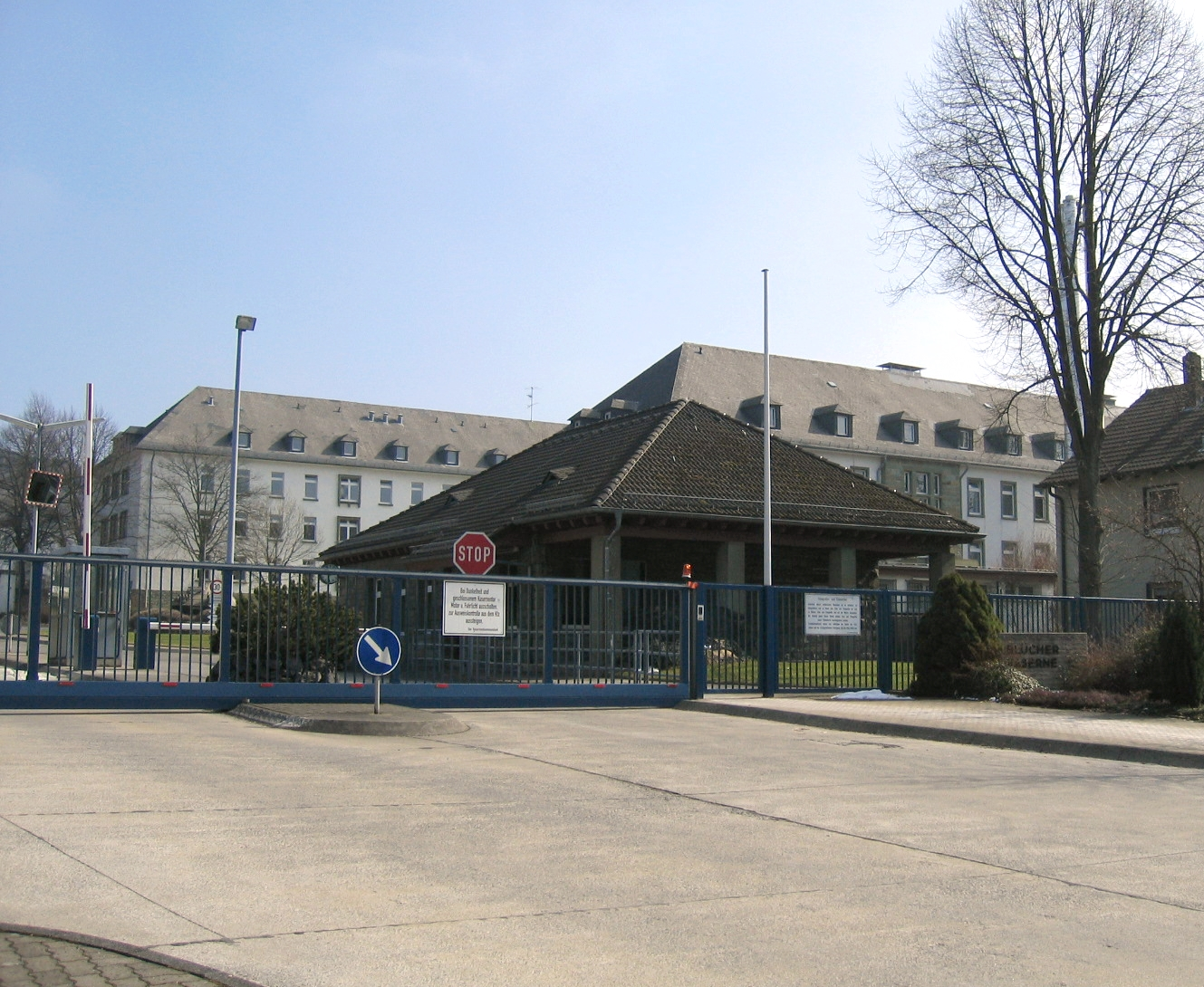
Die Blücher-Kaserne vor ihrer Schließung

Hemer war zwischen 1956 und 2007 Bundeswehrstandort. In den letzten Jahren war die Blücher-Kaserne die einzige Kaserne im Märkischen Kreis und beherbergte ein Panzerbataillon, zwei Sanitätskompanien, eine Panzerpionierkompanie und ein Kraftfahrausbildungszentrum. Die Kaserne wurde nach dem preußischen Generalfeldmarschall Gebhard Leberecht von Blücher benannt. Am 2. November 2004 gab der damalige Verteidigungsminister Peter Struck bekannt, dass im Rahmen der Bundeswehrreform der Standort Hemer komplett aufgegeben wird. Am 23. Januar 2007 verließ das Panzerbataillon 203 als letztes Hemer und wurde nach Augustdorf verlegt. Damit wurden ein 28 Hektar großes, an die Innenstadt angrenzendes Kasernengelände und ein 346 Hektar großes Übungsgelände frei. Auf einem Teil der Flächen fand 2010 die Landesgartenschau statt. Auf einem anderen Teil siedelte sich unter anderem das neu gegründete Zentrum für Sicherheits- und Katastrophenschutztechnik an.

#### Weitere öffentliche Einrichtungen
Eine Unterkunft für Flüchtlinge und Asylbewerber unterhält der Malteser Hilfsdienst im Auftrag des Landes Nordrhein-Westfalen im Ortsteil Deilinghofen. Die Malteser Betreuung Franziskus bietet Platz für bis zu 500 Flüchtlinge. Etwa 50 Mitarbeiter sind dort beschäftigt. Ein Kindergarten ist Bestandteil der Einrichtung, die 1993 eröffnet wurde. Zuvor gehörten die Gebäude zu einer englischen Kaserne in Deilinghofen.
In den 1930er Jahren gab es die ersten öffentlichen Bibliotheken in Hemer und einigen amtsangehörigen Gemeinden. Seit dem 6. Januar 1956 war die Stadtbücherei als heute einzige Bücherei im Stadtgebiet in einer ehemaligen Fabrikantenvilla in der Fußgängerzone untergebracht. Aufgrund fehlender Barrierefreiheit wurde über einen Umzug der Bücherei diskutiert. 2024 zog die Stadtbücherei in einen Ausweichstandort am Nelkenweg, in der Nähe des Sauerlandparks, um, da der alte Standort an der Hauptstraße in der Innenstadt in den kommenden Jahren im Rahmen des Regionale-Projekts „Innenstadt 4.0“ umgebaut und saniert wird. Im Zuge des Umzugs wurden zudem die Öffnungszeiten der Stadtbücherei reduziert. Das Stadtarchiv, das sich ehemals ebenfalls in der Hauptstraße befand, ist bereits 2009 auf das Landesgartenschau-Gelände umgezogen. Es umfasst über 5000 Akten des Amtes und der Stadt Hemer, ein Zeitungsarchiv und Nachlässe einiger Heimatforscher.
In das ehemalige Martin-Luther-Haus der evangelischen Kirche in Hemer ist das Jugend- und Kulturzentrum am Park eingezogen. Neben städtischen Kultur- und Informationsveranstaltungen übernimmt die Einrichtung die Aufgaben des ehemaligen Jugendzentrums 205.

### Bildung

#### Schulen

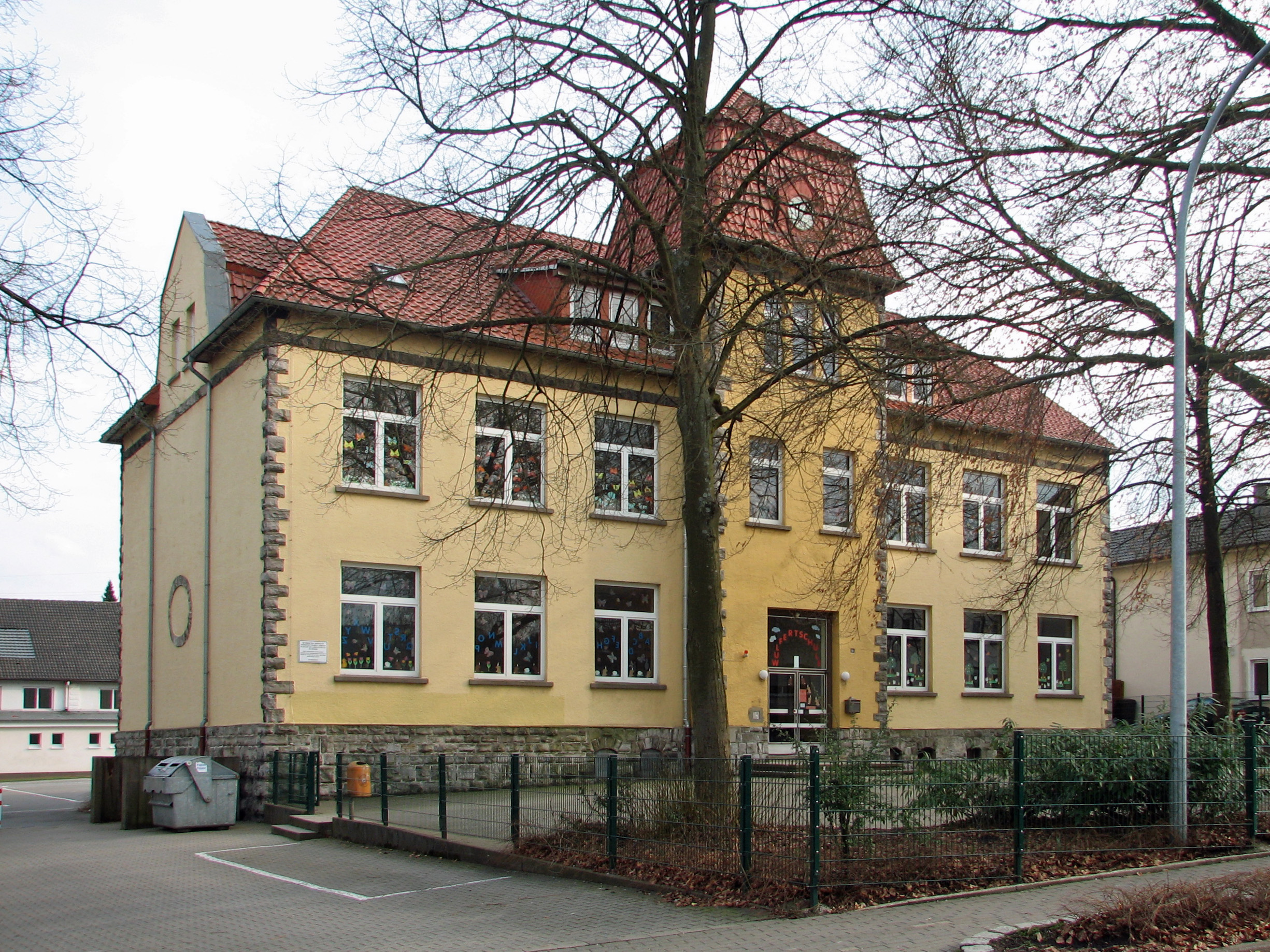
Wulfertschule

Sechs der acht Hemeraner Grundschulen haben ein Ganztagsangebot: Brabeckschule (Stübecken, Landhausen), Freiherr-vom-Stein-Schule (Sundwig), Woesteschule (nördliche Stadtmitte), Diesterwegschule (Westig), Ihmerter Schule und Deilinghofer Schule. Die anderen zwei Grundschulen ohne Ganztagsangebot sind die Oesetalschule (Becke) und die Wulfertschule (südliche Stadtmitte). Diese bieten verschiedene Betreuungsmöglichkeiten an.
Die ehemalige Hauptschule Parkstraße am Stadtpark wurde zum Schuljahresende 2011/12 geschlossen, nachdem sie schon seit dem Schuljahr 2009/10 keine Fünftklässler mehr aufgenommen hatte. Stattdessen wurde in dem Gebäude die neu gegründete Gesamtschule Hemer untergebracht, für die sich der Stadtrat nach einer Elternbefragung entschied. Die ersten Schüler traten zum Schuljahresbeginn 2009 ein.
Die einzige Realschule der Stadt ist nach dem Hemeraner Psychiater Hans Prinzhorn benannt und hat ihren Standort an der Urbecker Straße.
In der Nachbarschaft des Schulzentrums Parkstraße befindet sich das Friedrich-Leopold-Woeste-Gymnasium. Der Namensgeber erteilte im 19. Jahrhundert Sprachunterricht in Hemer und damit den ersten höheren Schulunterricht. Die Schule wurde 1924 gegründet, seit 1999 gibt es einen bilingualen Zweig. Eine Höhere Schule besteht in Hemer seit 1829 mit der Gründung der Privatschule für höheren Unterricht.

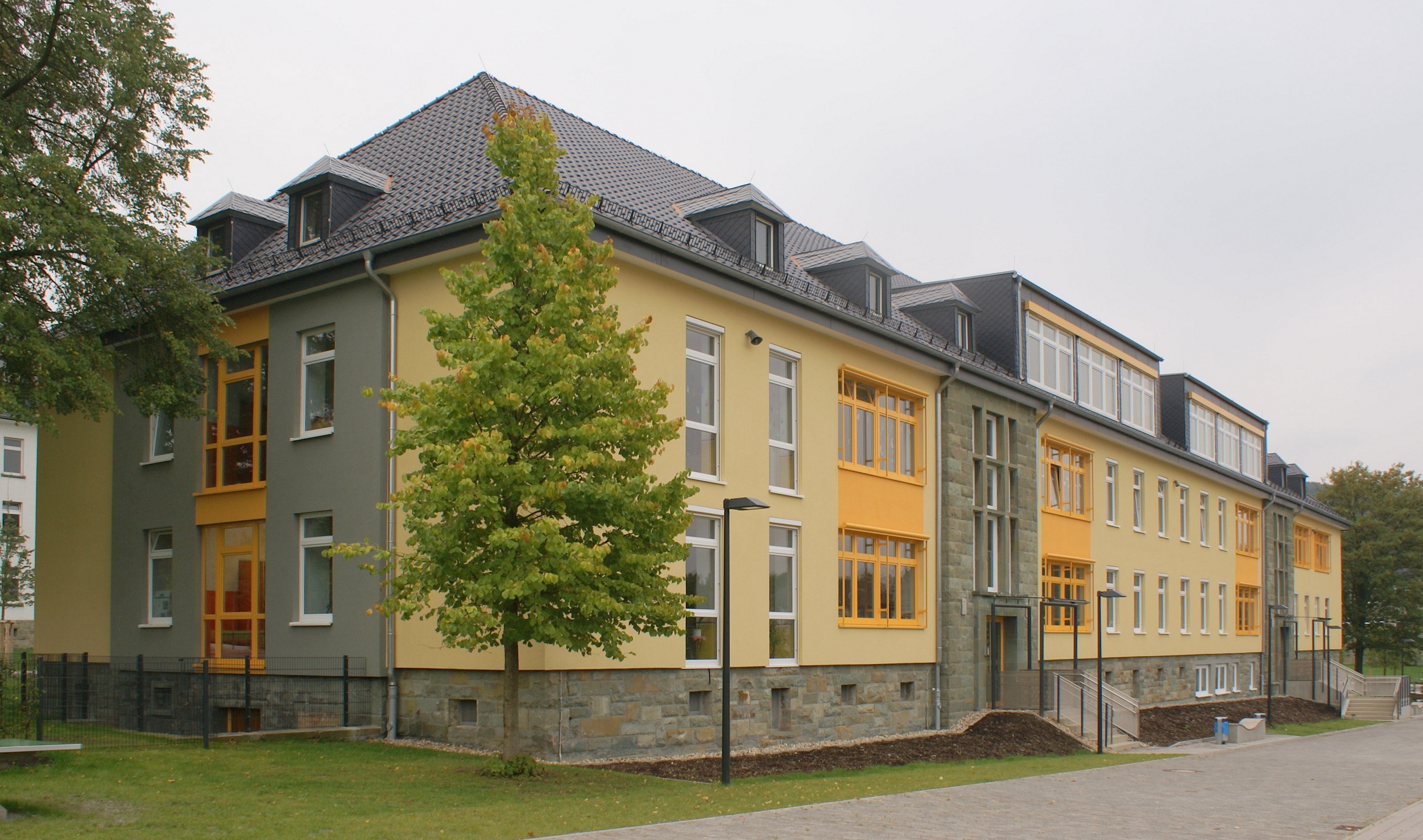
Regenbogenschule Hemer

Hemer ist Standort von insgesamt drei Förderschulen. Die Felsenmeerschule ist eine LWL-Förderschule mit dem Förderschwerpunkt körperliche und motorische Entwicklung. Die Wilhelm-Busch-Schule wird vom Märkischen Kreis getragen und hat den Förderschwerpunkt emotionale und soziale Entwicklung. Seit den Osterferien 2009 ist die Regenbogenschule mit dem Förderschwerpunkt Sprache in einem ehemaligen Gebäude der Blücher-Kaserne untergebracht. Wegen festgestellter Schadstoffbelastung in vier Klassenräumen schloss die Kreisverwaltung die Regenbogenschule am 9. Juni 2010. Nach einer Sanierung zogen die Schüler dann ein Jahr später endgültig in das neue Schulgebäude.
Bis 1970 gab es in Hemer eine kanadische Senior-School für die Kinder der in Deilinghofen stationierten kanadischen Soldaten. Nach ihrem Abzug wurde das Gebäude von einer britischen Schule genutzt. Zeitweise war dort die kleinste amerikanische Schule der Bundesrepublik untergebracht. Heute nutzt die Volkshochschule die Räumlichkeiten.

#### Weitere Bildungseinrichtungen
Hemer gehört zur Volkshochschule Menden-Hemer-Balve, einem Volkshochschul-Verband mit Menden und Balve. Die Stadt entsendet zwei Mitglieder in den sechsköpfigen Verwaltungsrat und vier von zwölf Mitgliedern in die Verbandsversammlung. Die Hemeraner Geschäftsstelle der Volkshochschule befand sich ebenso wie die Musikschule der Stadt Hemer seit Mitte der 1970er-Jahre im Alten Amtshaus in Oberhemer. Beide Einrichtungen sind heute in einem Gebäude im Sauerlandpark untergebracht.
Das Hagener Rahel-Varnhagen-Kolleg betreibt ein Abendgymnasium in den Räumen des Woeste-Gymnasiums. Dort können sowohl die Fachhochschulreife als auch die allgemeine Hochschulreife erworben werden.

## Persönlichkeiten

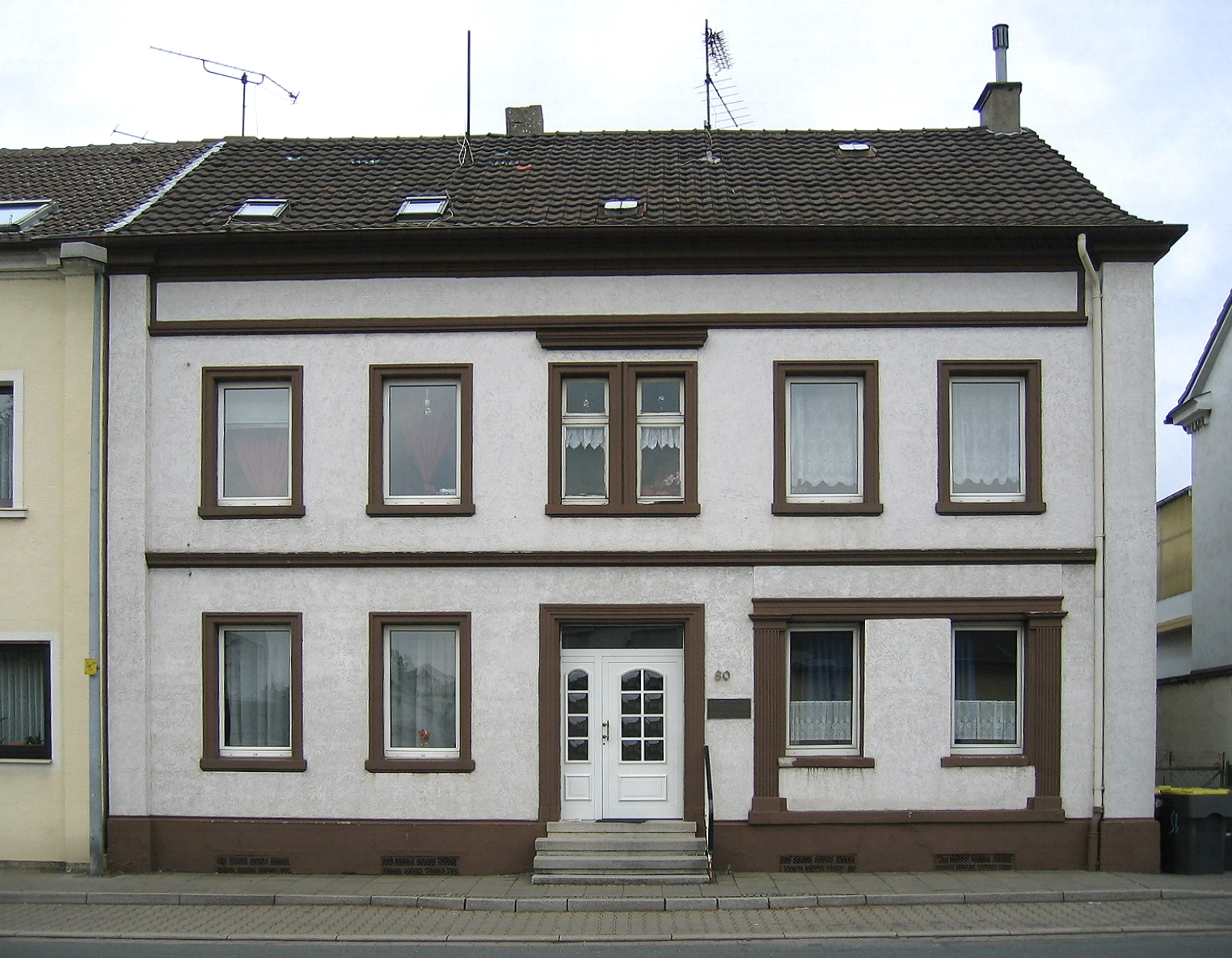
Prinzhorn-Geburtshaus

Die Stadt Hemer ernannte 1974 das Fabrikantenehepaar Ruth und Friedrich Grohe zu Ehrenbürgern. Adolf Hitlers Ehrenbürgerschaft aus dem Jahr 1936 wurde zunächst nicht aufgehoben, weil sie nach der Meinung des Stadtrats 1995 mit Hitlers Tod bereits erloschen sei. In der Sitzung vom 29. März 2011 beschloss der Rat der Stadt Hemer nachträglich einstimmig, die Ehrenbürgerschaft endgültig aufzuheben und damit seine Ehrenbürgerschaft posthum abzuerkennen. Seit der kommunalen Neuordnung 1975 wurde die Ehrenbürgerschaft nicht mehr verliehen. Stattdessen werden verdiente Bürger mit einem Ehrenbrief ausgezeichnet.
Söhne und Töchter der Stadt sind unter anderem Willibrord Benzler, der Bischof in Metz war und dessen Seligsprechung eingeleitet wurde, sowie Psychiater und Kunsthistoriker Hans Prinzhorn. Filmregisseur Wolfgang Becker wurde durch den Publikumserfolg Good Bye, Lenin! deutschlandweit bekannt. Heimatforscher Friedrich Leopold Woeste ist in Hemer heute noch besonders bekannt, da nach ihm zwei Schulen benannt sind. 

## Literatur

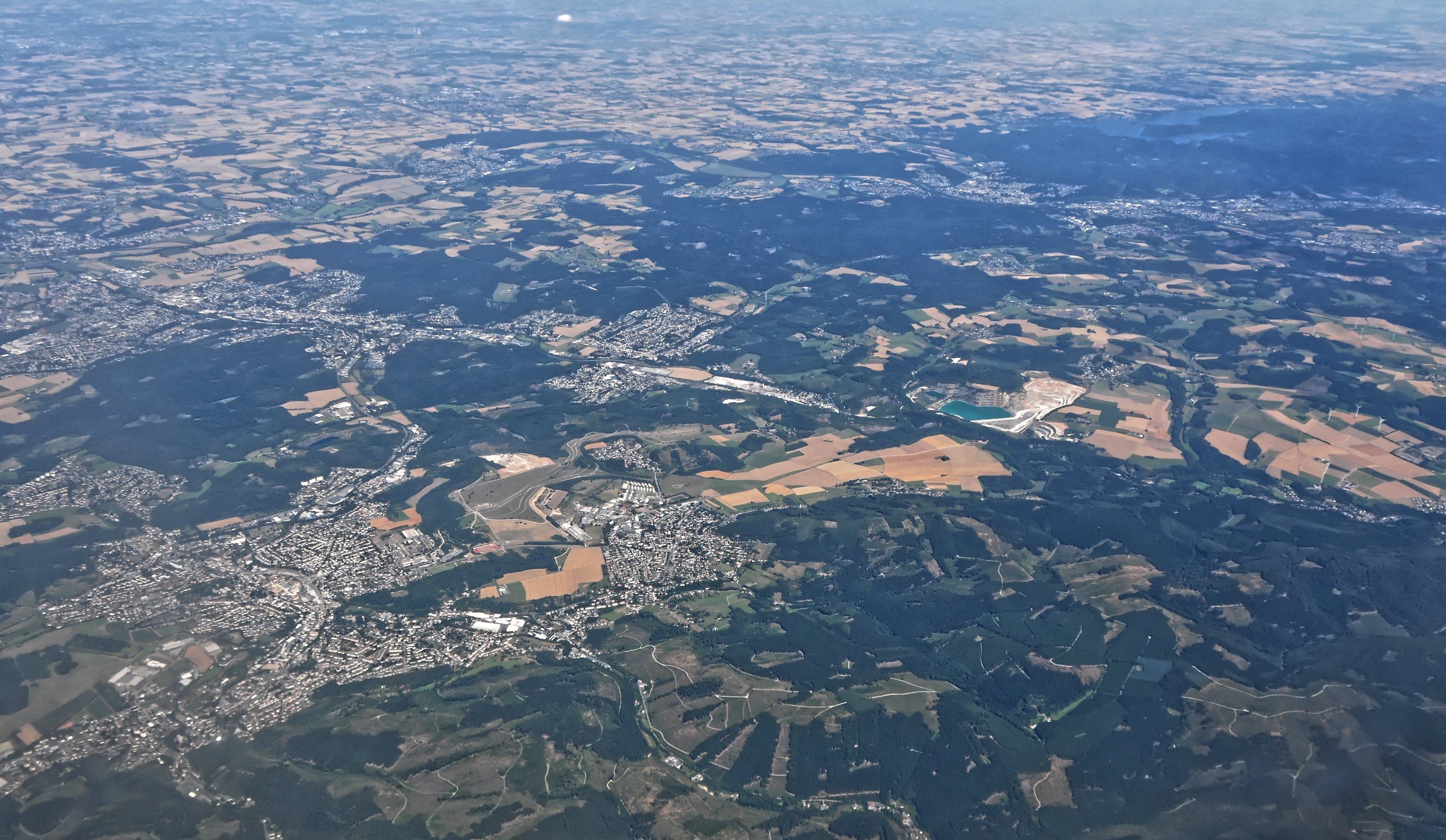
Hemer aus der Luft